# Tschechien
Tschechien (tschechisch Českoⓘ, amtliche Vollform Tschechische Republik, tschechisch Česká republikaⓘ) ist ein Binnenstaat in Mitteleuropa mit rund 10,5 Millionen Einwohnern. Es setzt sich aus den historischen Ländern Böhmen (Čechy) und Mähren (Morava) sowie Teilen von Schlesien (Slezsko) zusammen. Das Land grenzt im Westen an Deutschland, im Norden an Polen, im Osten an die Slowakei und im Süden an Österreich. Hauptstadt und Metropole des Landes ist Prag (tschechisch Praha), weitere Großstädte sind Brünn (Brno), Ostrau (Ostrava), Pilsen (Plzeň), Reichenberg (Liberec) und Olmütz (Olomouc).
Im 6. Jahrhundert wanderten Slawen in das zuvor von Kelten und Germanen besiedelte Böhmen ein. Anfang des 9. Jahrhunderts bildete sich das Mährerreich als erstes slawisches Staatswesen heraus. Der geeinte tschechische Staat entstand unter der böhmischen Přemysliden-Dynastie, als im 11. Jahrhundert die Markgrafschaft Mähren Böhmen unterstellt und 1085 das Königreich Böhmen geformt wurde. Es hatte eine Sonderstellung im Heiligen Römischen Reich und beherrschte unter den Přemysliden und Luxemburgern große Gebiete Kontinentaleuropas. Im Zuge des Aufstiegs der Habsburger und des Dreißigjährigen Krieges wurde das Gebiet Teil der Habsburgermonarchie und blieb es bis zu deren Zerfall nach der Niederlage im Ersten Weltkrieg.
Im Jahre 1918 erfolgte die Gründung der demokratischen Tschechoslowakei. Im Jahre 1939 wurde der tschechische Landesteil durch das nationalsozialistische Deutschland besetzt und zum Protektorat Böhmen und Mähren erklärt. Im Jahre 1945 befreiten die Alliierten mit Unterstützung der Tschechoslowakischen Exilarmee das Land vom NS-Regime. Nach dem Krieg wurde die deutsche Minderheit vertrieben. Nachdem die Rote Armee den Großteil der Tschechoslowakei besetzt hatte, übernahm 1948 die Kommunistische Partei der Tschechoslowakei (KSČ) im sogenannten Februarumsturz die Macht im Land, das damit zum Satellitenstaat der Sowjetunion wurde. Die Reformbewegung des Prager Frühlings schlugen im Jahr 1968 Truppen des Warschauer Paktes nieder. Nach der Samtenen Revolution 1989 wurde unter Präsident Václav Havel die Demokratie wiedererrichtet. Die heutige Tschechische Republik entstand am 1. Januar 1993 mit der friedlichen Teilung der Tschechoslowakei. Sie ist seit 1999 Mitglied der NATO und seit 2004 Mitglied der Europäischen Union.
Tschechien ist ein Industriestaat. Sein Bruttoinlandsprodukt pro Einwohner ist das höchste der ehemaligen RGW-Mitglieder. Das Entwicklungsprogramm der Vereinten Nationen zählt Tschechien zu den Ländern mit sehr hoher menschlicher Entwicklung. Sowohl in Bezug auf die politische als auch die wirtschaftliche Transformation belegt Tschechien Spitzenplätze.

## Geographie

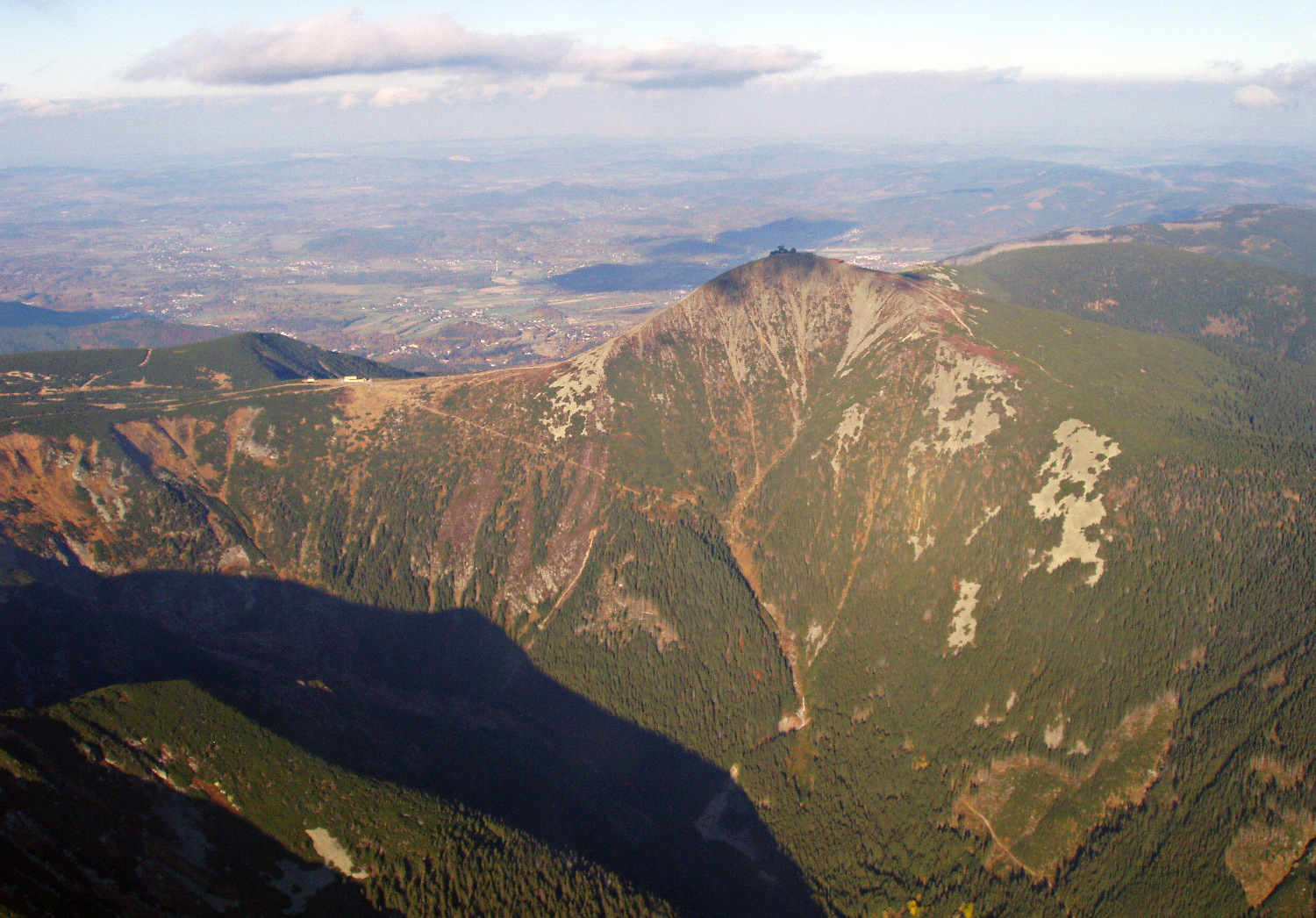
Die Schneekoppe ist die höchste Erhebung Tschechiens

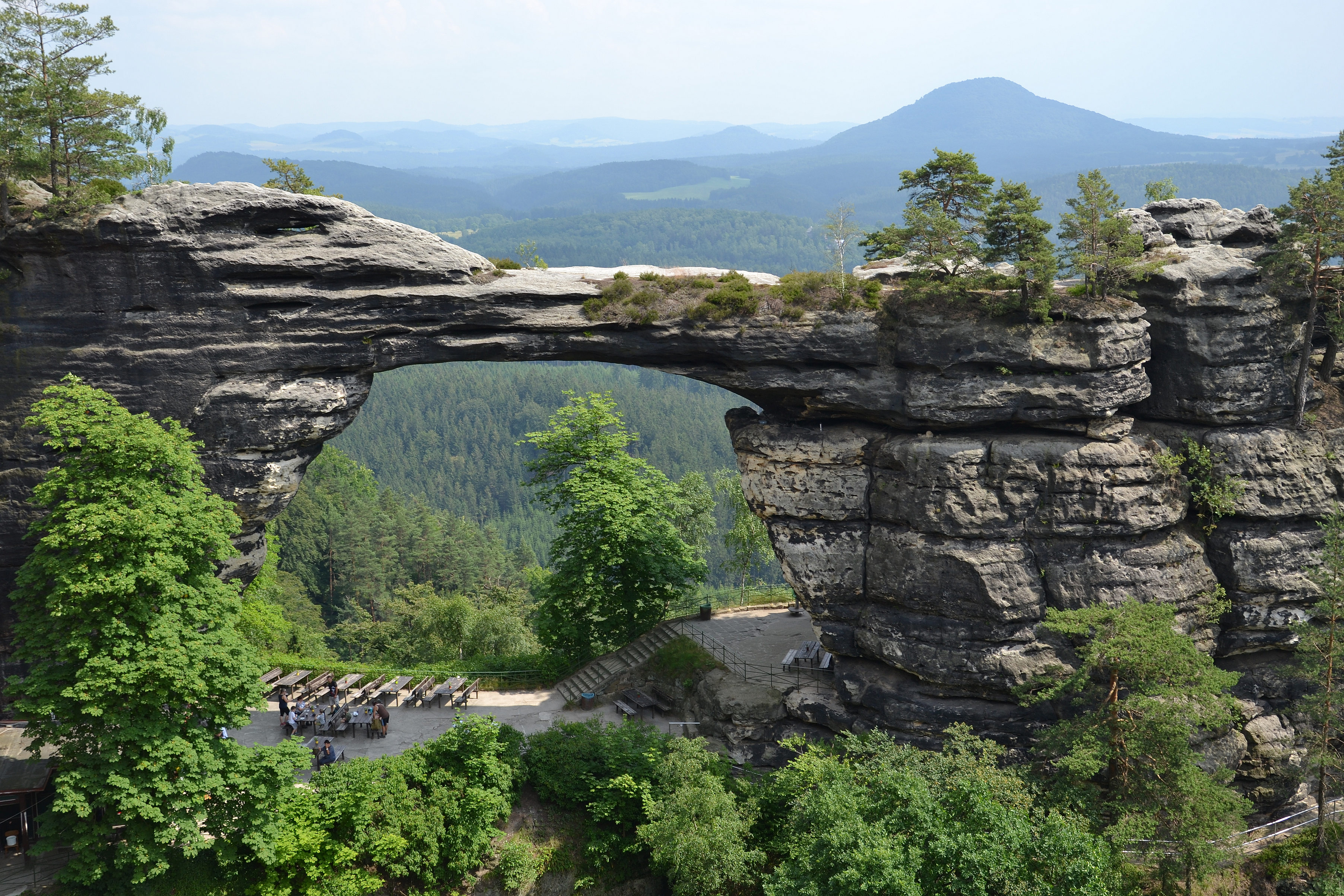
Das Prebischtor im Elbsandsteingebirge

Tschechien grenzt an Deutschland (810,3 km) im Westen und Nordwesten, an Polen (762 km) im Nordosten, die Slowakei (252 km) im Südosten und Österreich (466 km) im Süden. Der Binnenstaat ist in etwa gleich weit von Ostsee und der Adria entfernt. Die West-Ost-Ausdehnung Tschechiens beträgt maximal 493 Kilometer, die Nord-Süd-Ausdehnung 278 Kilometer. Von der Gesamtfläche mit 78.866 Quadratkilometern fallen 67 % auf Flach- und Hügelland bis zu 500 m Seehöhe, 32 % liegen zwischen 500 und 1000 m und etwa 1 % darüber. Der Anteil der Wasserfläche beträgt 3 %. Der tiefste Punkt Tschechiens ist die Elbe bei Hřensko (115 m), der höchste Berg die Schneekoppe (1603 m).

### Geomorphologie
Tschechien ist an seinen Rändern von Gebirgszügen umgeben. Deswegen sagt man zum Beispiel in Oberösterreich und der Oberpfalz „ich fahre ins Böhmische hinein“. An der Südwestgrenze Tschechiens liegt der Böhmerwald (Šumava, 1000 bis 1400 Meter), im Nordwesten das Erzgebirge (Krušné hory, Keilberg 1244 Meter) und im Norden das Riesengebirge (Krkonoše) und das Altvatergebirge (Hrubý Jeseník). Die Ostgrenze zur Slowakei bilden die Beskiden und Weißen Karpaten und die March. Nur die Südgrenze zu Niederösterreich verläuft großteils entlang eines Flusses – der stark mäandrierenden Thaya.
Die geomorphologische Gliederung Tschechiens unterteilt das Land anhand der Gebirgsbildung in zwei Systeme. Die Böhmische Masse, die etwa drei Viertel der Fläche einnimmt, gehört zu den mitteleuropäischen Varisziden. Der tschechische Anteil an den Karpaten im Südosten gehört zum alpidischen Gebirgssystem. Die Subprovinzen setzen sich aus Beckenlandschaften zusammen, die von Gebirgen umgeben und unterteilt werden. Die Böhmisch-Mährische Höhe (600 bis 800 Meter) trennt das Böhmische Becken vom Karpatenvorland. Mähren hat im Osten Anteil am den Westkarpaten und im Süden am Wiener Becken. Reich an Kalksteinhöhlen ist der Mährische Karst.

### Gewässer

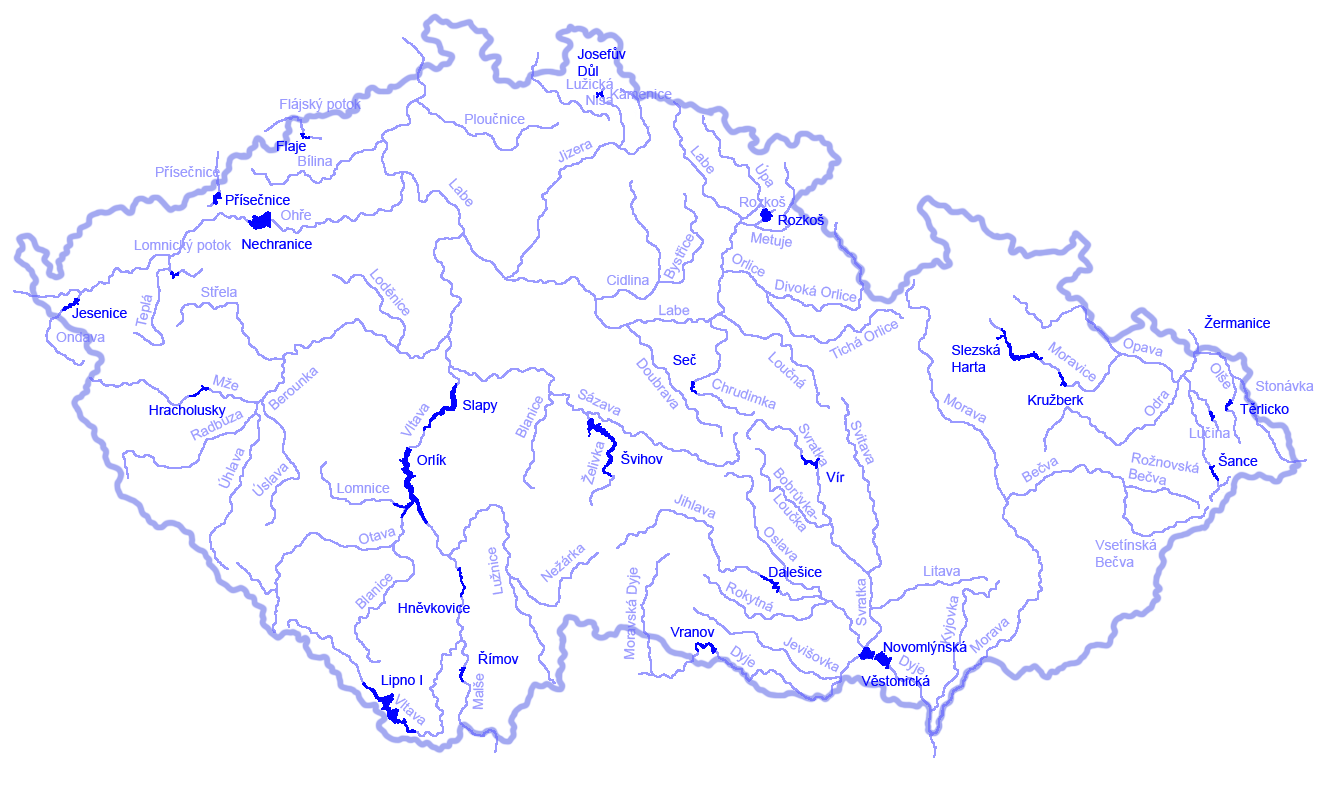
Flusssystem Tschechiens mit den 25 größten Stauseen

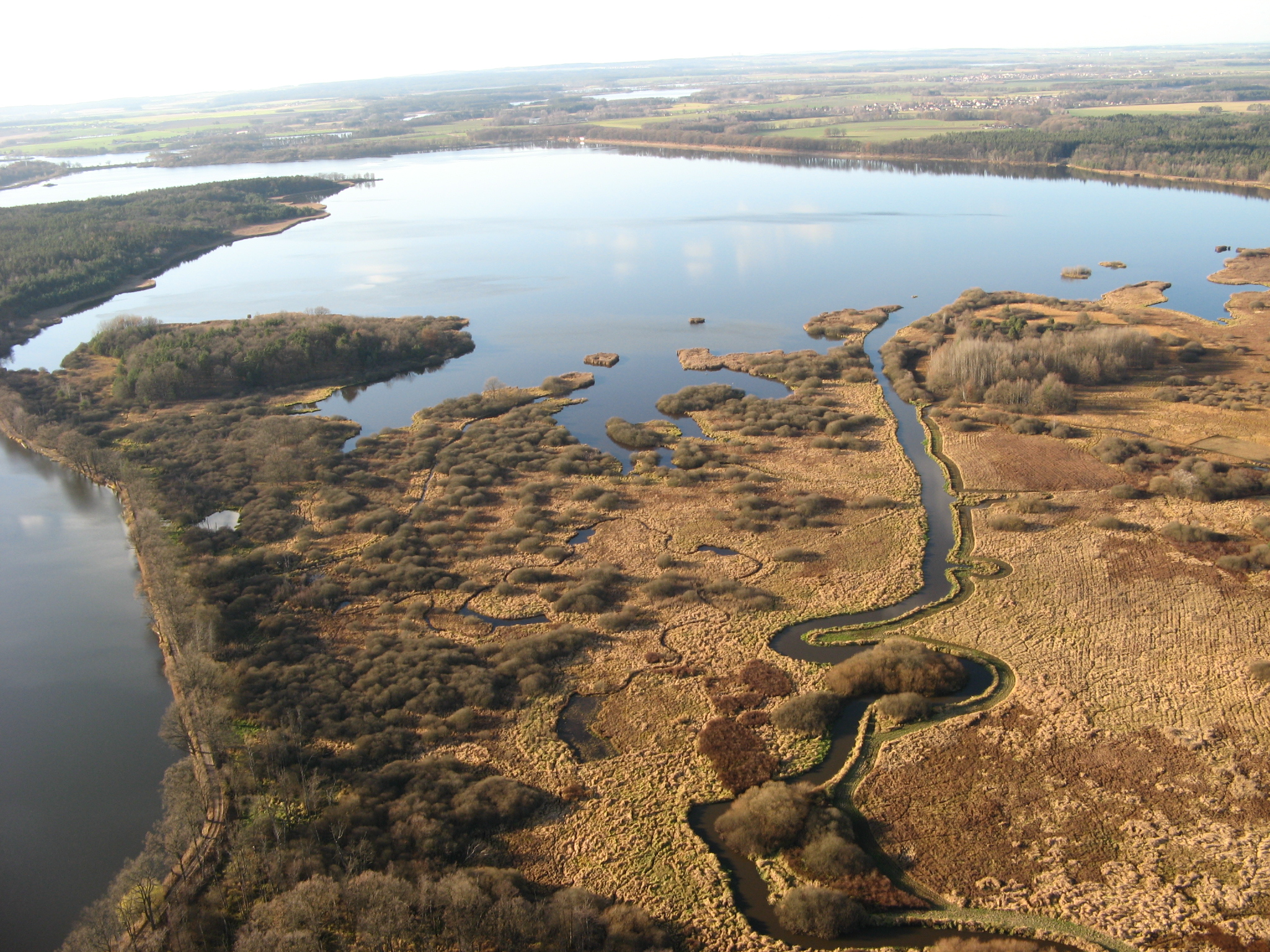
Der südböhmische Rosenberg-Weiher im Herbst

Entlang der Kämme des Oberpfälzer- und Böhmerwaldes, der Böhmisch-Mährischen Höhe, der Beskiden und Westkarpaten verläuft die Europäische Hauptwasserscheide.
- Die Elbe (Labe) entwässert einen großen Teil Tschechiens in die Nordsee. Ihr Nebenfluss, die Moldau (Vltava), ist mit 433 Kilometern der längste Fluss auf tschechischem Gebiet.
- In Schlesien entwässert die Oder (Odra) mit der Opava in die Ostsee.
- Die March (Morava) entwässert nach Süden über die Donau ins Schwarze Meer. Ihr größter Nebenfluss ist die Thaya (Dyje).

In Tschechien gibt es relativ wenige natürliche Seen, der größte ist der Černé jezero im Böhmerwald. Seit dem 12. Jahrhundert wird jedoch Teichwirtschaft betrieben. Das größte System von Fischteichen befindet sich im südböhmischen Třeboňsko. Im 20. Jahrhundert entstanden durch den Bau von Stauanlagen zahlreiche künstliche Seen, die dem Hochwasserschutz, der Energiegewinnung und der Erholung dienen. Die größten Stauseen sind entlang der Moldau-Kaskade zu finden.

### Klima
Tschechien liegt in der gemäßigten Temperaturzone der Erde. Die Jahresdurchschnittstemperatur betrug in den Jahren nach 1951 rund 8,1 °C und in den letzten Jahren vor 2018 rund 10,0 °C. Sie hat in dieser Zeit also deutlich zugenommen (→ Globale Erwärmung).
Die Winter sind relativ mild (Februar: 0,5 °C) und die Sommer relativ kühl (Juni: 18,6 °C).
Der Jahresniederschlag in Prag wurde mit 508 Millimetern gemessen; ein relativ geringer Wert aufgrund der Lage im Lee von Böhmerwald, Oberpfälzer Wald und Erzgebirge.

### Naturschutz

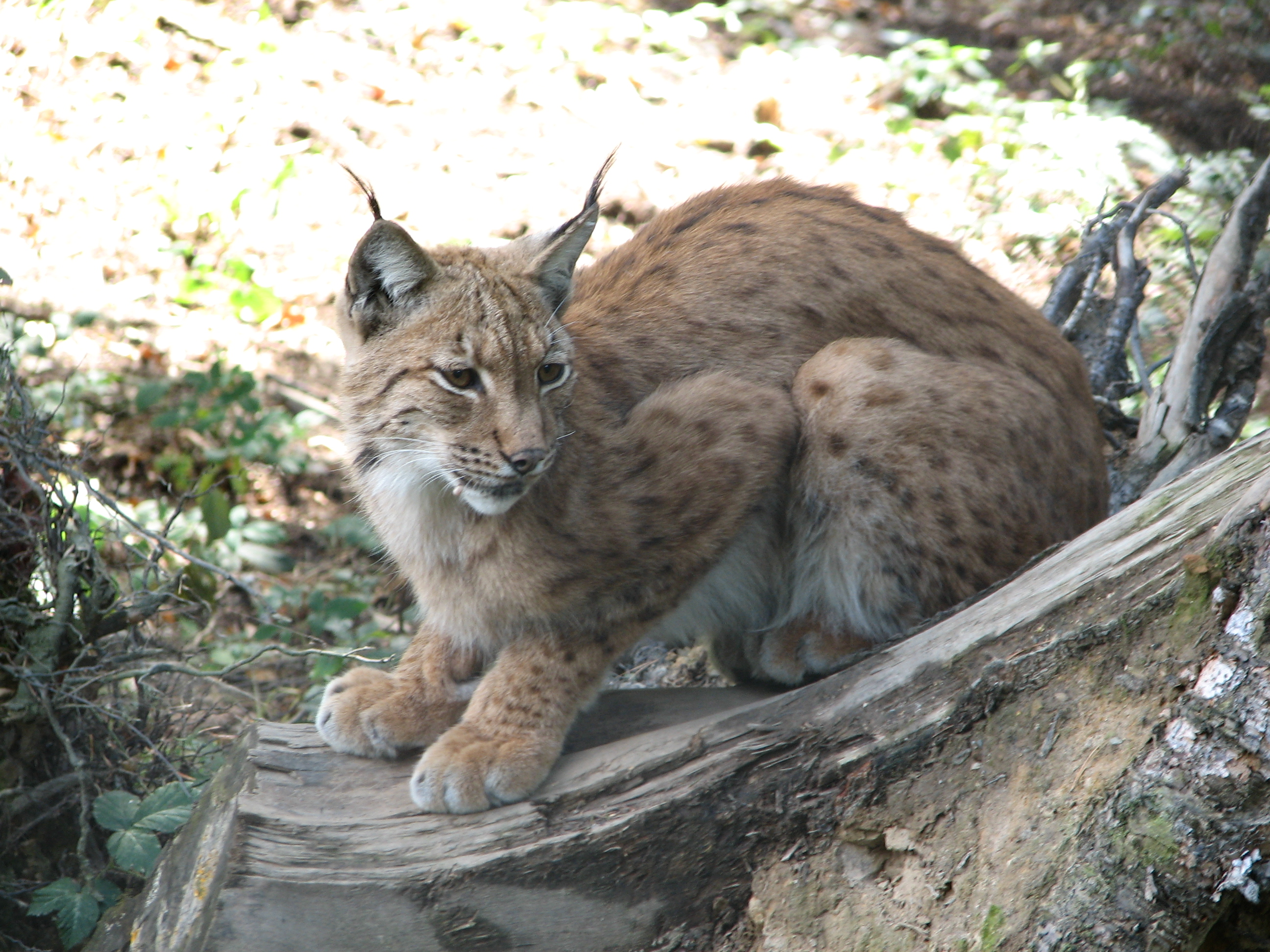
Der Luchs kehrte in den Böhmerwald zurück.

In Tschechien gibt es vier Nationalparks. Der größte, der Nationalpark Šumava (Böhmerwald), bildet mit angrenzenden Schutzgebieten einen der artenreichsten Naturräume Mitteleuropas. Auch die Nationalparks Riesengebirge, Böhmische Schweiz und Thayatal grenzen an Schutzgebiete in den Nachbarländern. Daneben sind die Regionen Třeboňsko, Křivoklátsko, die Weißen Karpaten und das untere Marchtal als Biosphärenreservate ausgewiesen. Die 26 Landschaftsschutzgebiete sind großflächige naturbelassene Landschaften, die 109 nationalen Naturreservate kleinräumig streng geschützte einzigartige Ökosysteme. Tschechien liegt am Grünen Band Europas.
In letzter Zeit ist eine Rückkehr größerer Wildtiere zu beobachten. Im Böhmerwald leben wieder Luchse und Elche. Vor allem in der Karpatenregion werden durchziehende Wölfe und Braunbären beobachtet. Wolfsrudel haben sich seit 2014 um den Mácha-See sowie um Broumov niedergelassen. Im Böhmerwald leben derzeit geschätzte 36 Wölfe.

### Städte
Im Jahr 2023 lebten 75 Prozent der Einwohner Tschechiens in Städten.
Die größten Städte des Landes sind:
| 01 | Praha (Prag)                        | 1.275.000 |
| 02 | Brno (Brünn)                        | 0.379.000 |
| 03 | Ostrava (Ostrau)                    | 0.280.000 |
| 04 | Plzeň (Pilsen)                      | 0.169.000 |
| 05 | Liberec (Reichenberg)               | 0.103.000 |
| 06 | Olomouc (Olmütz)                    | 0.099.000 |
| 07 | České Budějovice (Budweis)          | 0.093.000 |
| 08 | Hradec Králové (Königgrätz)         | 0.091.000 |
| 09 | Ústí nad Labem (Aussig an der Elbe) | 0.090.000 |
| 10 | Pardubice (Pardubitz)               | 0.089.000 |
| 11 | Zlín (Zlin)                         | 0.073.000 |
| 12 | Havířov                             | 0.069.000 |

## Bevölkerung

### Demografie

Bevölkerung Tschechien

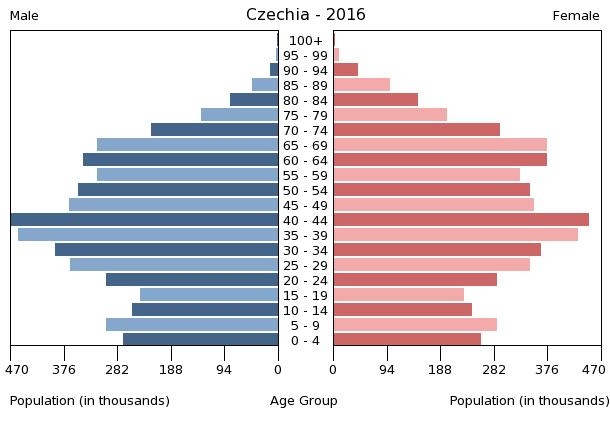
Bevölkerungspyramide Tschechien 2016

Tschechien hatte 2022 10,7 Millionen Einwohner. Das jährliche Bevölkerungswachstum betrug + 1,6 %. Trotz eines Sterbeüberschusses (Geburtenziffer: 9,5 pro 1000 Einwohner vs. Sterbeziffer: 11,3 pro 1000 Einwohner) wuchs die Bevölkerung durch Migration. Die Anzahl der Geburten pro Frau lag 2022 statistisch bei 1,6, die der Europäischen Union betrug 1,5. Die Lebenserwartung der Einwohner Tschechiens ab der Geburt lag 2022 bei 79 Jahren (Frauen: 82, Männer: 76,2). Der Median des Alters der Bevölkerung lag im Jahr 2021 bei 42,6 Jahren. Im Jahr 2023 waren 15,8 Prozent der Bevölkerung unter 15 Jahre, während der Anteil der über 64-Jährigen 20,8 Prozent der Bevölkerung betrug.
| Jahr | Einwohnerzahl | Jahr | Einwohnerzahl |
| ---- | ------------- | ---- | ------------- |
| 1950 | 08.903.000    | 1990 | 10.341.000    |
| 1960 | 09.590.000    | 2000 | 10.290.000    |
| 1970 | 09.818.000    | 2010 | 10.536.000    |
| 1980 | 10.349.000    | 2020 | 10.698.000    |

Die Mehrheit der Tschechen wohnt in eigenen Immobilien: 2008 bewohnten rund 40 Prozent der Haushalte in Tschechien ihr eigenes Haus und 20 Prozent der Haushalte die eigene Wohnung. 23 Prozent wohnten zur Miete, weitere 12 Prozent in Genossenschaftswohnungen. 1995 wohnten nur 2 Prozent in der eigenen Wohnung, 2005 waren es schon 18 Prozent. Im gleichen Zeitraum sank der Anteil der Haushalte, die zur Miete wohnten, von 40 auf 25 Prozent.

### Bevölkerungsstruktur
Bei der Volkszählung 2011 bildeten die Tschechen mit 64,3 Prozent die größte Gruppe, gefolgt von den Mährern mit 5,0 Prozent und den Slowaken mit tschechischer Staatsbürgerschaft mit 1,4 Prozent (etwa 25 % machten keine Angabe zur Nationalität; in vorherigen Zählungen bezeichneten sich meist über 90 % als Tschechen). Tschechen und Mährer wurden bis 1991 nicht getrennt erfasst. Die Angabe der mährischen Nationalität in der Volkszählung wird eher als Ausdruck des mährischen Patriotismus verstanden. So gaben 1991 bei der ersten Erhebung noch 13,2 Prozent der Bevölkerung an, mährisch zu sein. 0,1 Prozent der Bevölkerung gaben bei der Erfassung 2001 an, Schlesier zu sein (1991 noch 0,4 %).
Die Tendenz ist bei nahezu allen ethnischen Minderheiten rückläufig. So sank in denselben zehn Jahren die Zahl der (offiziell gezählten) Polen – besonders im Teschener Gebiet wohnhaft – von 59.383 (0,6 %) auf 51.968 (0,5 %), die der Deutschen (ohne deutsche Staatsbürger mit Aufenthaltsrecht, aber einschließlich Deutsche mit doppelter Staatsbürgerschaft) von 48.556 (0,5 %) auf 39.106 (0,4 %).
Der tatsächliche Bevölkerungsanteil der Roma dürfte weit höher liegen, als bei dieser Volkszählung angegeben. Man vermutet rund 250.000 bis 300.000 Roma in Tschechien, was etwa drei Prozent der Gesamtbevölkerung wären. Viele Roma wohnen in den Randgebieten des Landes und in sozial schwächeren Großstadtvierteln. Aus verschiedenen Gründen (schwaches nationales Bewusstsein, Diskriminierung, Identifizierung als Tschechen) tendieren viele ihrer Angehörigen dazu, in Volkszählungen eine andere Ethnie anzugeben.
Die Zahl der Ausländer stieg seit 2000 stetig an und hat sich binnen neun Jahren bis 2008 auf 410.000 mehr als verdoppelt. Zum Stichtag 31. Dezember 2016 lebten 493.441 Ausländer in Tschechien. Das entsprach 4,66 Prozent der Bevölkerung, eine Zahl, die trotz des starken Anstiegs immer noch deutlich unter dem EU-weiten Schnitt liegt. Unter den ausländischen Staatsbürgern bildeten die Ukrainer mit 107.418 und die Slowaken mit 107.251 die größten Gruppen. Es folgten die in Tschechien lebenden Vietnamesen mit 57.650, die Russen mit 33.970, die Deutschen mit 21.216 und die Polen mit 20.305 Personen. Die Zahl der EU-Ausländer betrug insgesamt 208.166. Im Jahre 2017 waren 4,1 % der Bevölkerung Migranten.

### Religionen

Der Veitsdom auf der Prager Burg ist die Kathedrale des Erzbistums Prag

Die drei Volkszählungen nach der Wende des Jahres 1989 verzeichneten einen deutlichen Rückgang der Zugehörigkeit zu den traditionellen christlichen Kirchen. Dabei zeigen sich deutliche regionale Unterschiede.
Einer Erfassung der Universität Luzern aus den Jahren 2006 bis 2015 zufolge gehörten 71 % der tschechischen Bevölkerung keiner Religionsgemeinschaft an. Dies war der höchste Wert in Europa vor dem Vereinigten Königreich (50,6 %) und Frankreich (50,5 %). 27,1 % deklarierten sich als Christen.
Eine repräsentative Umfrage im Auftrag der Europäischen Kommission im Rahmen des Eurobarometers ergab 2020, dass für 19 Prozent der Menschen in Tschechien Religion wichtig ist, für 22 Prozent ist sie weder wichtig noch unwichtig und für 59 Prozent ist sie unwichtig.

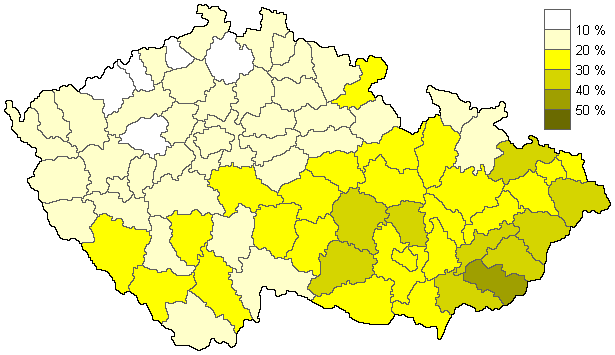
Anteil jener, die sich als „gläubig“ bezeichnen (2011)

Nach der Volkszählung 2011 waren 10,3 Prozent römisch-katholisch und 0,9 Prozent Protestanten (darunter: Tschechoslowakische Hussitische Kirche, Schlesische Evangelische Kirche A.B., Evangelische Kirche der Böhmischen Brüder und die Baptistische Union der Tschechischen Republik); 3,2 Prozent gehörten sonstigen Religionsgruppen an, unter ihnen etwa 15.000 Zeugen Jehovas, 7.000 Buddhisten, 5.000 tschechische Juden und etwa 10.000 Muslime. Allerdings machten 45,2 Prozent der Bevölkerung keine Angaben zu ihrer Religionszugehörigkeit und weitere 6,7 Prozent antworteten, sie seien gläubig, ohne einer bestimmten Konfession anzugehören.
Eine Besonderheit stellt die Orthodoxe Kirche der tschechischen Länder und der Slowakei dar, die nach der Auflösung der Tschechoslowakei bis heute eine binationale Glaubensgemeinschaft bildet. Von den insgesamt 77.053 orthodoxen Tschechen und Slowaken bekannten sich 2001 23.053 Tschechen zu dieser Glaubensgemeinschaft.
Ein wichtiger Feiertag für Christen ist der 5. Juli, der an die Ankunft der Slawenapostel Kyrill und Method in Großmähren im Jahr 862 erinnert. Neben dem Nationalheiligen Wenzel werden die Heiligen Ludmilla, Adalbert und Agnes verehrt. Der Reformator Jan Hus hat einen hohen Stellenwert im tschechischen Selbstverständnis.
Die Mehrheit des nach dem Zweiten Weltkrieg enteigneten Eigentums der Kirchen wird seit 2013 schrittweise zurückerstattet. Im Gegenzug wird die Subventionierung der Kirchen zurückgefahren.

### Bildung

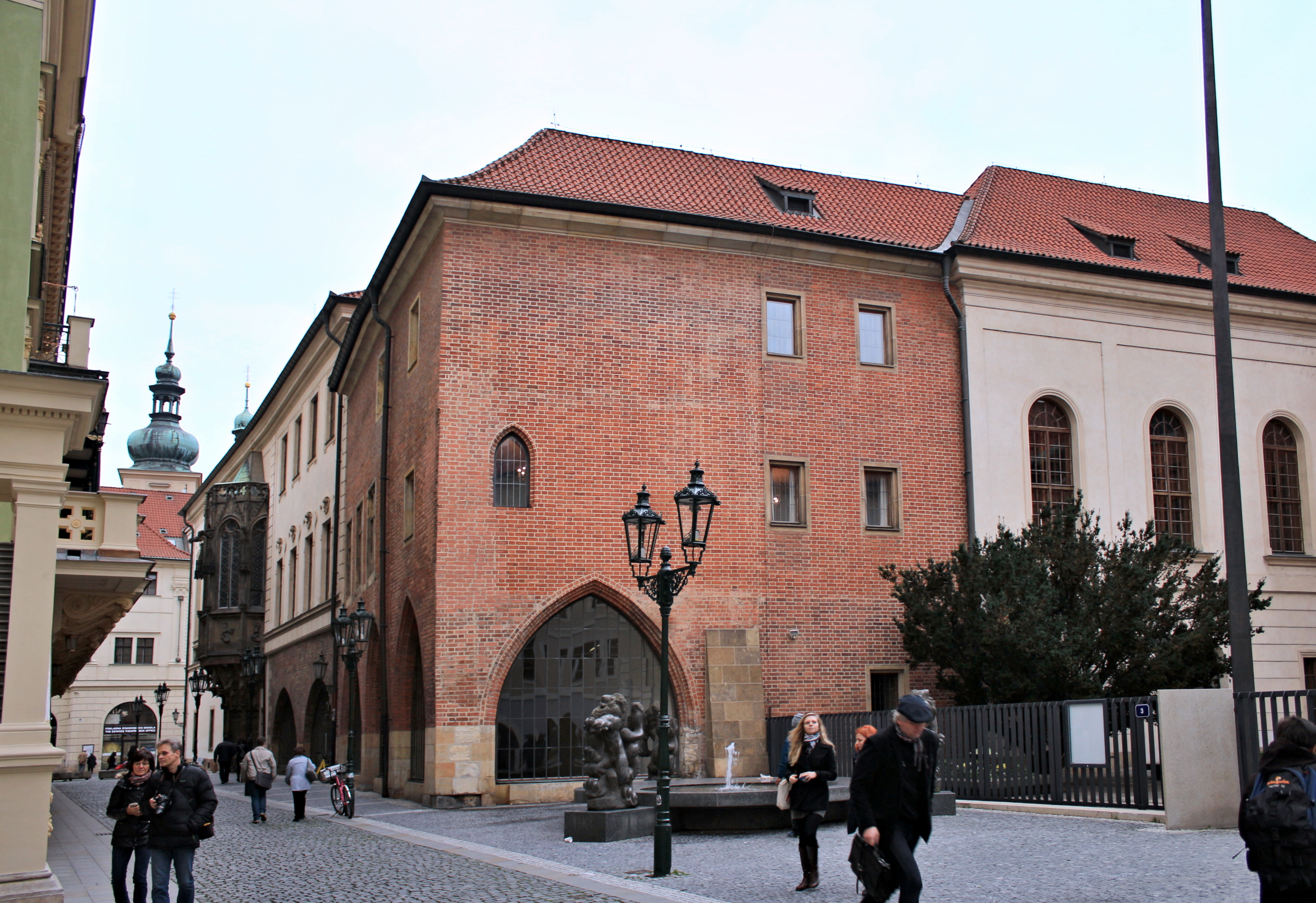
Die Karls-Universität, 1348 von Kaiser Karl IV. gegründet

Das Schulwesen ist in Tschechien dreistufig organisiert. Die Grundschule (Základní škola) dauert neun Jahre und deckt den gesamten Pflichtschulbereich ab. Nach der fünften oder siebten Klasse kann jedoch nach einer Aufnahmeprüfung in ein acht- beziehungsweise sechsjähriges Gymnasium gewechselt werden. Daneben gibt es das vierjährige Oberstufengymnasium. Das Gymnasium wird mit der Matura (maturita) abgeschlossen, die zum Hochschulstudium berechtigt. Neben dem Gymnasium gibt es Konservatorien für musische Fächer und mittlere Fachschulen (Střední odborná škola), die auf technische, kaufmännische oder andere Fachrichtungen spezialisiert sind und ebenfalls mit Matura abschließen. Die Lehrlingsausbildung erfolgt an dreijährigen Berufsschulen (Střední odborné učiliště).
Die Hochschulbildung gliedert sich in die drei Stufen Bakkalaureat, Master- bzw. Magisterstudium und Doktorat. 29 Hochschulen haben den Rang einer Universität. Die Prager Karls-Universität ist die älteste und mit 50.000 Studenten größte der Universitäten in Tschechien. Weitere große Hochschulen sind die Masaryk-Universität in Brünn und die Palacky-Universität Olomouc sowie die Technische Universität Brünn und die Tschechische Technische Universität Prag.
Im PISA-Ranking von 2015 erreichen Tschechiens Schüler Platz 28 von 72 Ländern in Mathematik, Platz 28 in Naturwissenschaften und Platz 30 beim Leseverständnis. Tschechien liegt damit minimal unter dem Durchschnitt der OECD-Staaten.

## Landesname

### Im Tschechischen
Čechy ist das tschechische Wort für Böhmen, es wird gelegentlich auch vereinfachend für das gesamte Tschechien (inklusive Mähren und Schlesien) verwendet. Die Eigenschaftswörter tschechisch und böhmisch heißen in der tschechischen Sprache identisch český. Nach einer Sage ist der Urvater Čech (Tschech) der Gründer des Volkes der Tschechen.
Česko ist das tschechische Kurzwort des offiziellen Namens Česká republika. Der Begriff ist seit 1777 belegt, wurde aber vor 1992 – außer in Fachkreisen und als Äquivalent zu Slovensko (Slowakei) in den politischen Diskussionen um 1918 und 1968 – selten verwendet. Obwohl er im offiziellen Wörterbuch der tschechischen Sprache sowie in Terminologie-Listen enthalten war, war der Begriff in der Öffentlichkeit weitestgehend ungebräuchlich und galt als archaisch. Seit der Eigenstaatlichkeit setzte sich diese Kurzform zwar mehr und mehr durch, jedoch versäumte die Tschechische Republik zuerst, die Etablierung einer Kurzform offiziell zu verkünden. Erst am 11. Mai 2004 empfahl der tschechische Senat inoffiziell in einer Sondersitzung die Verwendung von Česko zusätzlich zur Langform.
Obwohl der kurze Name von den Experten der „Nomenklaturkommission des tschechischen Vermessungsamtes und Katasteramtes“ Český úřad zeměměřický a katastrální gemäß dem Gesetz 200/1994 Sb. ausgewählt worden war, wurde dieses erst 2016 der UNO gemeldet. Zugleich wurden die Übersetzung des Begriffes „Česko“ für mehrere Sprachen registriert.

### Im Deutschen
Angesichts der Teilung der Tschechoslowakei am 1. Januar 1993 musste ein deutscher Name für den neuen Staat gefunden werden. In Erwägung der obigen Argumente schlug eine staatliche Kommission damals „Tschechien“ vor, unterstützt von deutschen und österreichischen Sprachforschern sowie Historikern. Dementsprechend ist seit 1992 in deutschen Nachschlagewerken ausschließlich „Tschechien“ als Kurzform zu finden, während die Bezeichnung als „Tschechei“ heute überholt und ungebräuchlich ist. Bereits 1993 empfahl das deutsche Außenministerium in einem Memorandum an die tschechischen Botschaften die Verwendung der Kurzform „Tschechien“ in deutscher Sprache als legitim und äquivalent. In den aktuellen Verzeichnissen der Staatennamen für den amtlichen Gebrauch wird von Deutschland, Österreich und der Schweiz „Tschechien“ als Kurzform genannt.
Seit Frühjahr 2017 benutzt das Auswärtige Amt in Deutschland in der offiziellen Länderliste die Bezeichnung „Tschechien“, bei einigen Artikeln teilweise auch „Tschechische Republik“', nachdem 2016 die tschechische Regierung dies selbst geändert hatte. Auf Antrag des tschechischen Außenministeriums wurde der Kurzname Mitte 2016 in die Datenbank der UN eingetragen.
Die heute veraltete Bezeichnung „Tschechei“ wurde nach der Bildung der Tschechoslowakei 1918 verwendet. Eine breitere Verwendung dieser Bezeichnung (neben Böhmen) war seit den 1930er Jahren festzustellen. Der Begriff Tschechei besitzt heute jedoch eine negative Konnotation wegen der Verwendung im NS-Sprachgebrauch, insbesondere in der Bezeichnung „Rest-Tschechei“ im Sinne von „Rest-Tschechoslowakei“. Vor allem die älteren Tschechen verbinden den Begriff daher mit dem Nationalsozialismus.

### Im Englischen
Im Englischen war bis 2016 die einzige allgemein akzeptierte Bezeichnung Czech Republic. Die Form Czechia wurde seit den 2010er Jahren intensiv diskutiert und hat vermehrt Akzeptanz gefunden. Sie wurde dann am 17. Mai als offizielle englische Übersetzung des Kurznamens zusammen mit der arabischen (تشيكيا), chinesischen (捷克), deutschen (Tschechien), französischen (la Tchéquie), russischen (Чехия) und spanischen (la Chequia) Kurzform – in den Datenbanken UNGEGN und Unterm der UN eingetragen. Außerdem ist „Czechia“ in der ISO-Ländercodeliste und in der offiziellen EU-Länder-Liste registriert.
Die Webdienste OpenStreetMap, Google Maps, Apple Maps und Bing nutzen die Kurzform. Das deutsche Auswärtige Amt benutzt auf seiner englischsprachigen Seite „Czech Republic“ in der offiziellen Länderliste, „Czechia“ in den meisten Artikeln.

## Geschichte

### Vor- und Frühgeschichte

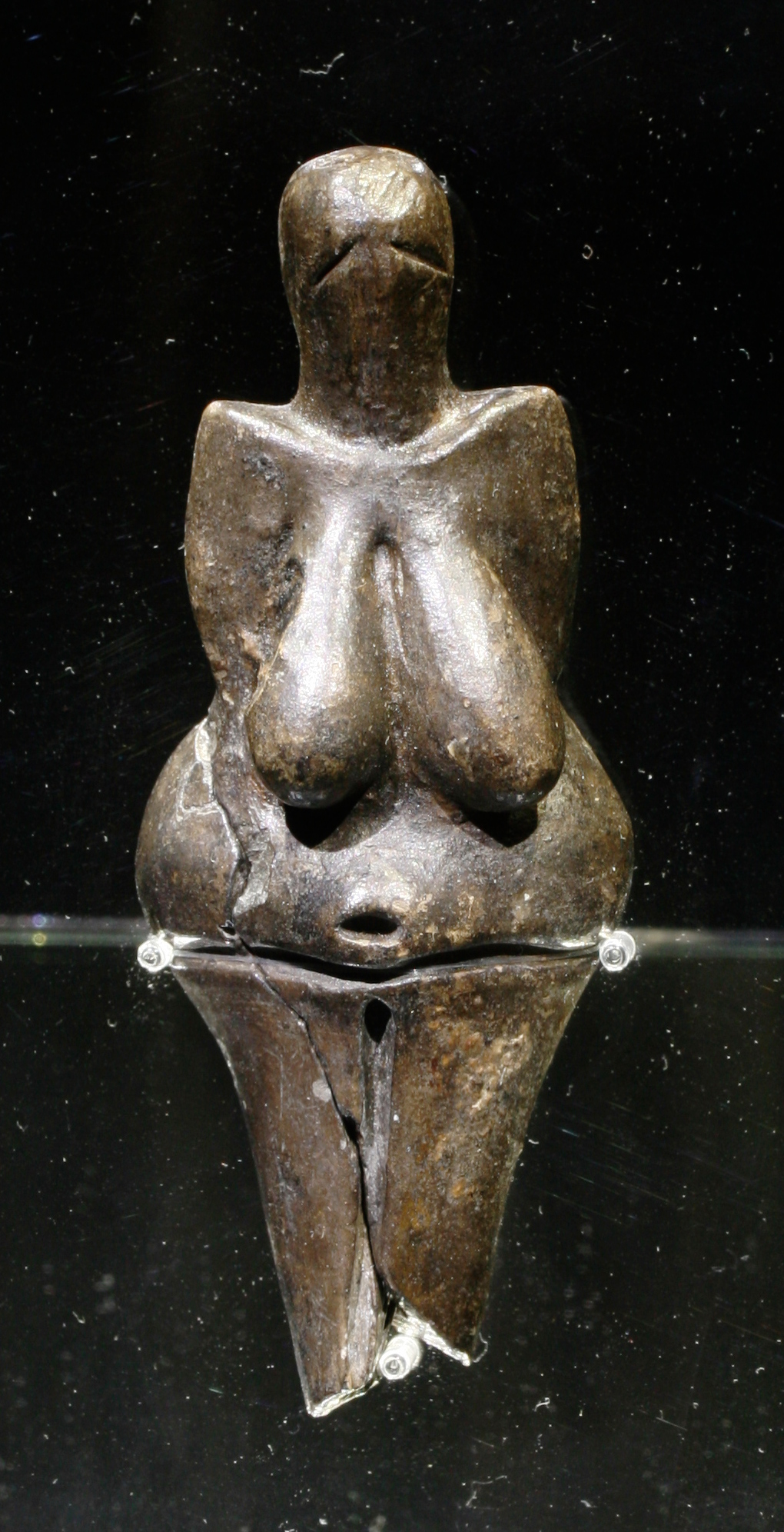
Venus von Dolní Věstonice

Für die Anwesenheit von Menschen während des Altpaläolithikums gibt es lediglich Anhaltspunkte. Die ältesten Werkzeugfunde werden der Cromer-Warmzeit zugeordnet, ihr Status als Artefakt ist aber häufig umstritten. Aus dem Mittelpaläolithikum sind Werkzeuge bekannt, die Homo erectus zugeschrieben werden, sowie Höhlen und Lagerplätze des Neandertalers. Das Jungpaläolithikum ist die Ära des Cro-Magnon-Menschen. Die bekannteste paläolithische Erscheinung auf dem Landesgebiet ist die Kultur der Mammutjäger des Gravettien, deren Blütezeit in die Jahre 29.000-24.000 BP fällt und die vor allem mit mährischen Fundorten wie Dolní Věstonice verknüpft ist.

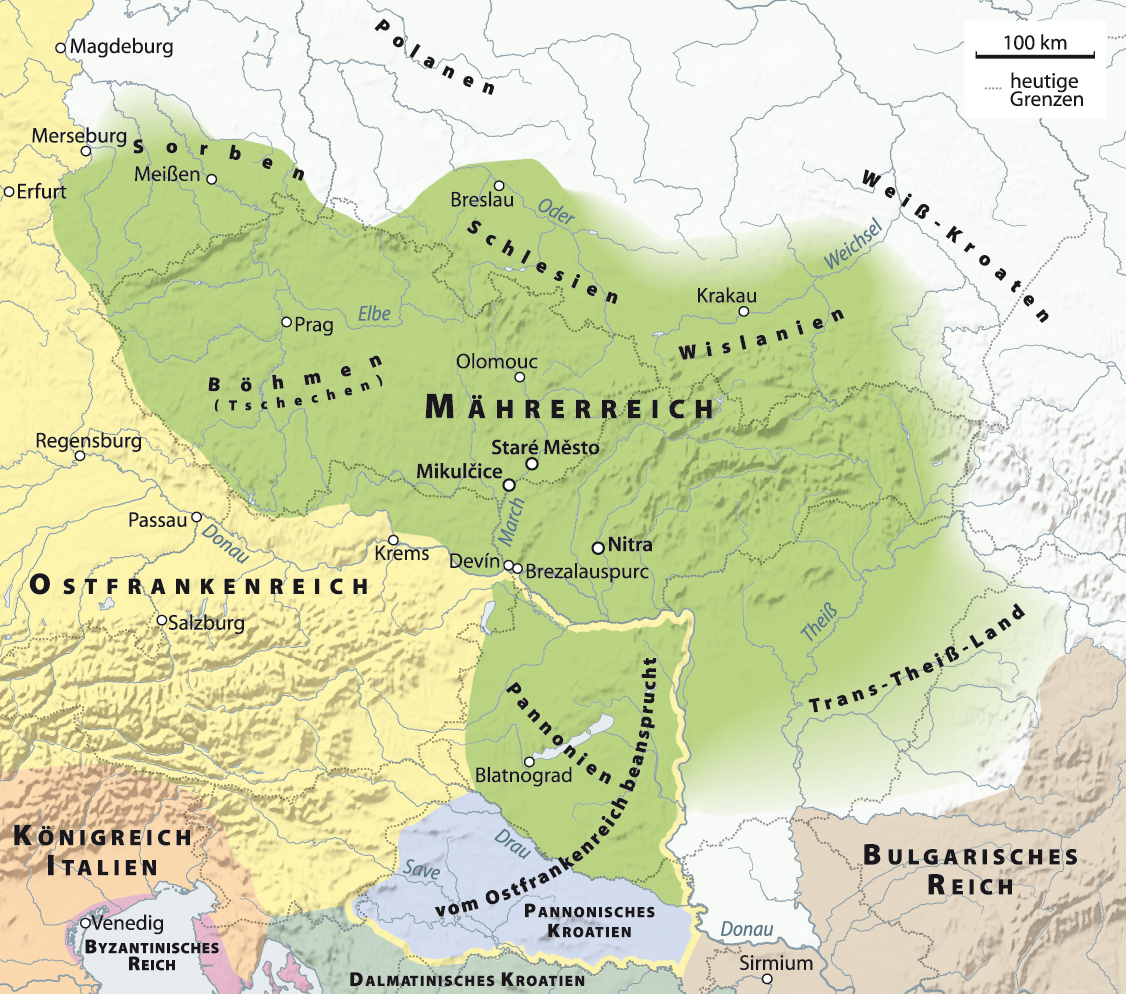
Ungefähre Grenzen des Mährerreiches unter Fürst Svatopluk I.

Ab 5300 bis 4500 v. Chr. ist eine weitreichende neolithische Besiedlung belegt. Am Ende des Spätneolithikums ist die Schnurkeramik mit mehreren großen Gräberfeldern in Nordböhmen und die Glockenbecherkultur vertreten. In der Bronzezeit ist besonders die Aunjetitzer Kultur zu nennen. Es folgen Hügelgräberkulturen und Urnenfelderkulturen. In der Latènezeit besiedelte der keltische Stamm der Boier Teile des Gebiets des heutigen Tschechiens, dessen lateinischer Name, Boiohaemum, der Ursprung der Landesnamens Böhmen ist. Den Kelten folgten am Beginn des ersten Jahrhunderts nach Chr. germanische Stämme, die Markomannen in Böhmen und die Quaden in Mähren. Während der Völkerwanderungszeit wird nach archäologischen und historischen Quellen von einer Entvölkerung des Gebietes ausgegangen. Um 550 wanderten Slawen ein, ihr Ursprung wird östlich des Dnepr vermutet. Sie herrschten von 623 bis 658 über ein erstes Herrschaftsgebilde, das sogenannte Reich des Samo. Von 768 bis 814 lag Böhmen wahrscheinlich in der fränkischen Herrschaftssphäre unter Karl dem Großen.
Spätestens im ersten Drittel des 9. Jahrhunderts entstand unter Fürst Mojmir I. das Mährerreich; ihm folgten die Fürsten Rastislav im Jahr 846 und Svatopluk I. im Jahr 870. 864 kamen die byzantinischen Mönche Kyrill und Method in Mähren an. Sie begründeten die slawische Liturgie. 869 starb Kyrill, was das Ende der byzantinischen Mission bedeutete. Von 888/890 bis 895 war Böhmen Teil des Mährerreiches. 894 starb Rastislavs Nachfolger Svatopluk I., dies bedeutete den Beginn des Zerfalls des Mährerreiches, und die Rückkehr zur westlichen lateinischen Kirche und Kultur. 895 akzeptierte der Mährerfürst Spytihněv in Regensburg die ostfränkische Oberherrschaft über Böhmen. 907 zerfiel das Reich.

### Die Přemyslidendynastie

Wappen der Přemysliden

Ende des 9. Jahrhunderts ließ sich der erste belegte Herzog aus der Přemyslidendynastie, Bořivoj I., taufen. Der Přemyslide Wenzel wurde 929 (935) von seinem Bruder Boleslav ermordet und dadurch der Schutzheilige des Landes. 973 erteilte Bischof Wolfgang von Regensburg seine Erlaubnis zur Gründung eines Bistums in Prag. Der erste Bischof war Thietmar, zweiter Bischof der Heilige Adalbert (Vojtěch). 1003 eroberte Bolesław I. von Polen Böhmen (bis 1004), 1031 wurde Mähren an Böhmen angeschlossen (und 1182 zur Markgrafschaft erhoben). 1038 fiel Břetislav I. von Böhmen in Polen ein und entführte die Gebeine Adalberts aus Gnesen.
1085 krönte der römisch-deutsche Kaiser Heinrich IV. den Přemysliden Vratislav II. zum ersten böhmischen König. Im 12./13. Jahrhundert kam es zur Zuwanderung von deutschen Siedlern in die böhmischen Randgebiete. In der Sizilischen Goldenen Bulle von 1212 sprach Kaiser Friedrich II. dem böhmischen Herrscher Ottokar I. Přemysl die Erblichkeit des Königstitels zu. Fortan war das Königreich Böhmen in das Heilige Römische Reich eingegliedert, jedoch mit weitreichender Autonomie. Die böhmischen Herrscher gehörten zu den sieben Kurfürsten. Als Mitglied dieses Kollegiums besaß der böhmische König oft eine große politische Bedeutung innerhalb des Reiches. Unter Ottokar II. Přemysl erreichten die Přemysliden den Gipfel ihrer Macht.
Ab 1300 bestand für eine kurze Zeit eine Böhmisch-Polnische Personalunion unter Wenzel II. und Wenzel III. (Titularkönig in Polen). 1306 wurde Wenzel III. in Olmütz ermordet, dies bedeutete das Ende der Dynastie.

### Herrschaft der Luxemburger

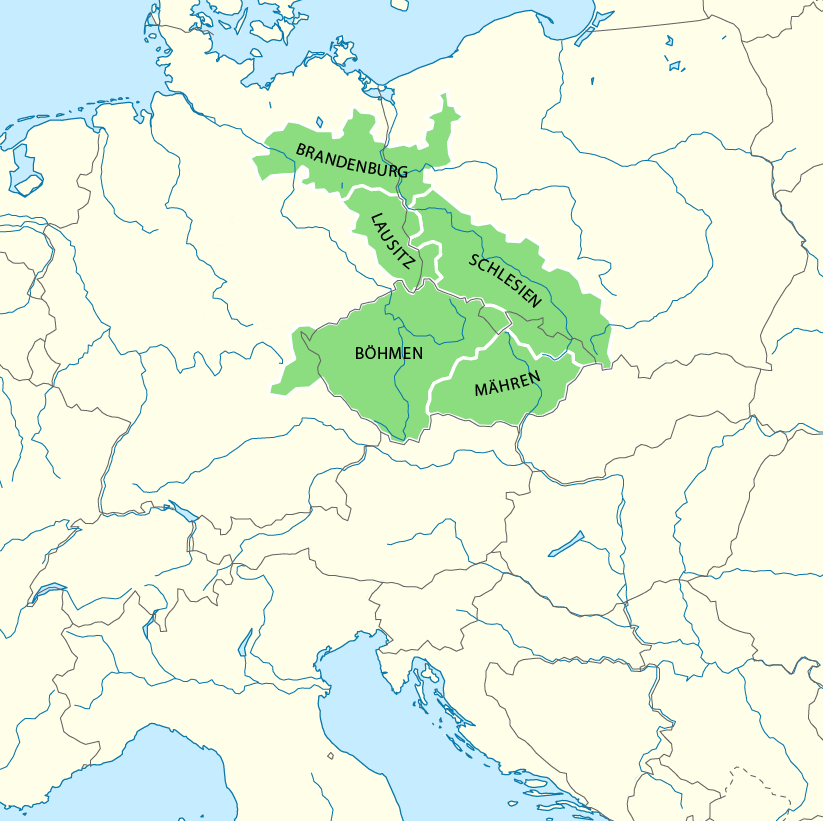
Böhmen und andere Besitzungen Karls IV.

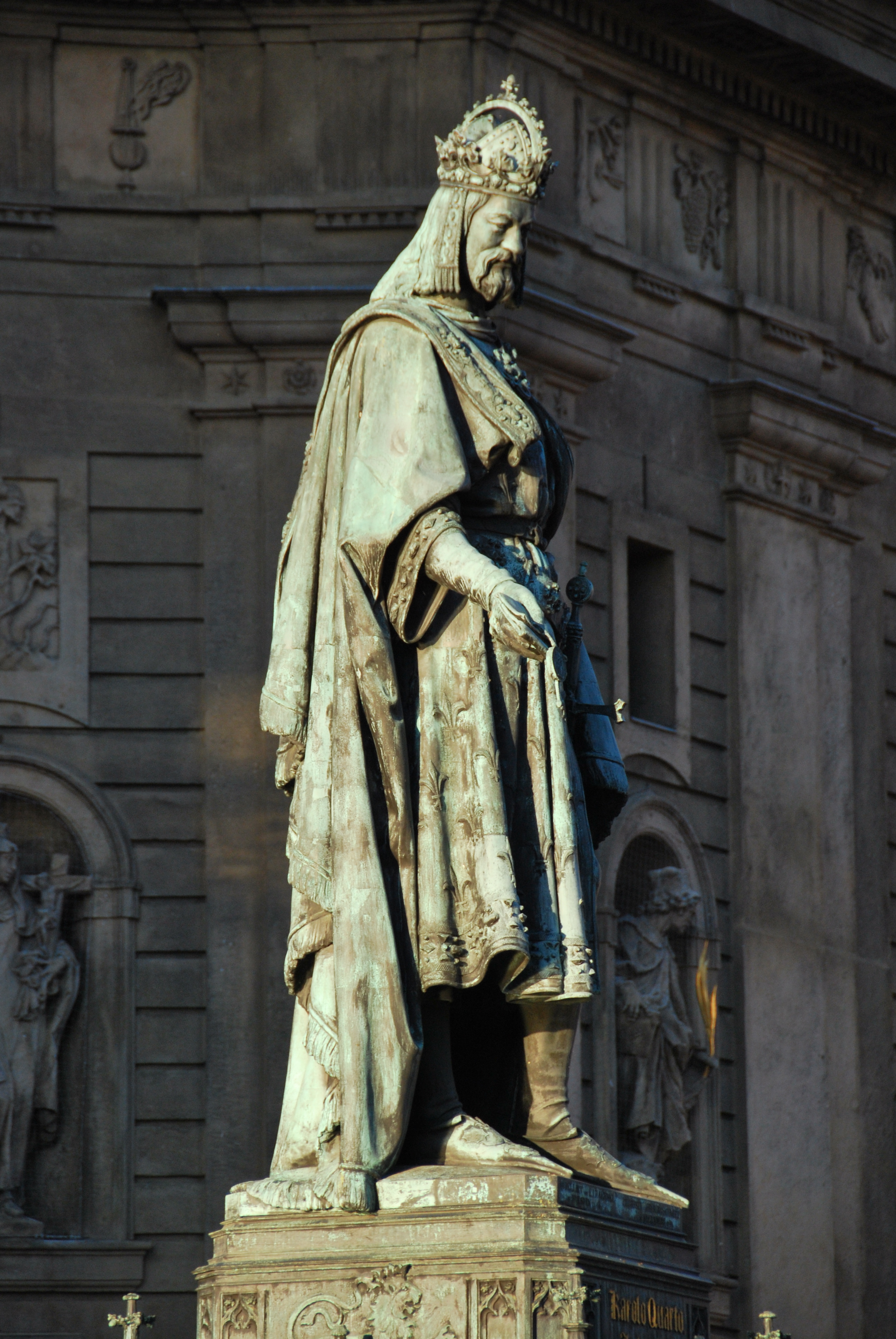
Statue Karls IV. bei der Karlsbrücke

1310 heiratete Johann von Luxemburg, Sohn Kaiser Heinrichs VII., die böhmische Prinzessin Elisabeth, Tochter von Wenzel II., und wurde böhmischer König bis 1346. Nach seinem Tod in der Schlacht von Crécy folgte ihm 1347 sein Sohn Karl IV. als König von Böhmen nach. 1348 gründete Karl IV. die Karls-Universität Prag als erste Universität nördlich der Alpen. 1355 wurde Karl IV. in Rom zum Kaiser des Heiligen Römischen Reiches gekrönt. Er wählte Prag zu seiner Residenzstadt. Im Jahr 1356 erließ Karl IV. eine Goldene Bulle, das wichtigste der „Grundgesetze“ des Heiligen Römischen Reiches bis zum Ende des Alten Reiches 1806. In der Goldenen Bulle Karls IV. wurden u. a. die Modalitäten der Wahl der römisch-deutschen Könige durch die Kurfürsten und ihrer Krönung geregelt. Im Jahr 1378 teilte Karl IV. in seinem Testament seine Erblande unter seinen Söhnen auf. Das Kerngebiet Königreich Böhmen erhielt sein Sohn Wenzel IV., der auch deutscher König wurde. Diesem folgte 1420 Sigismund als böhmischer König nach.

### Die Hussitenbewegung

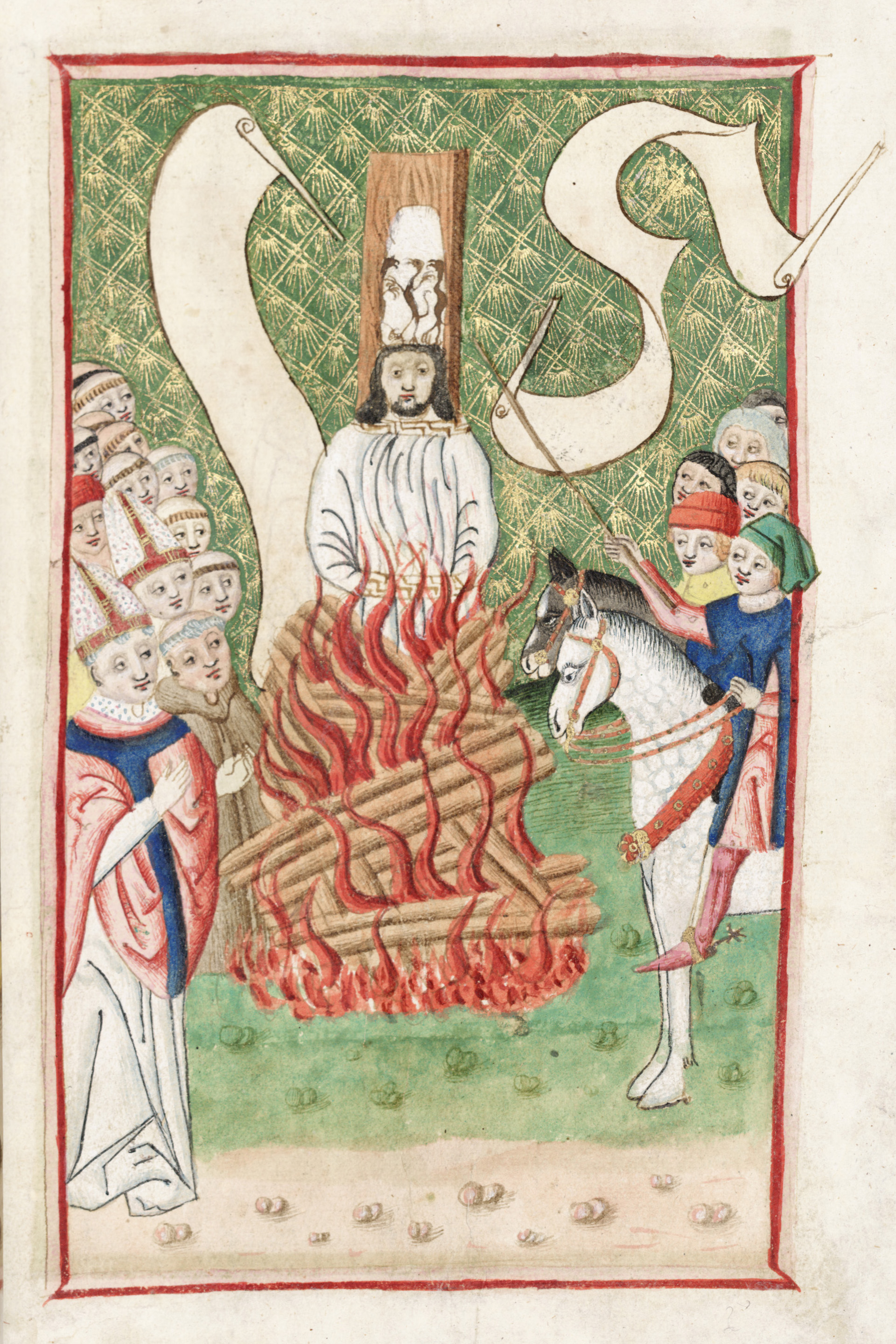
Jan Hus wurde 1415 während des Konstanzer Konzils auf dem Scheiterhaufen verbrannt

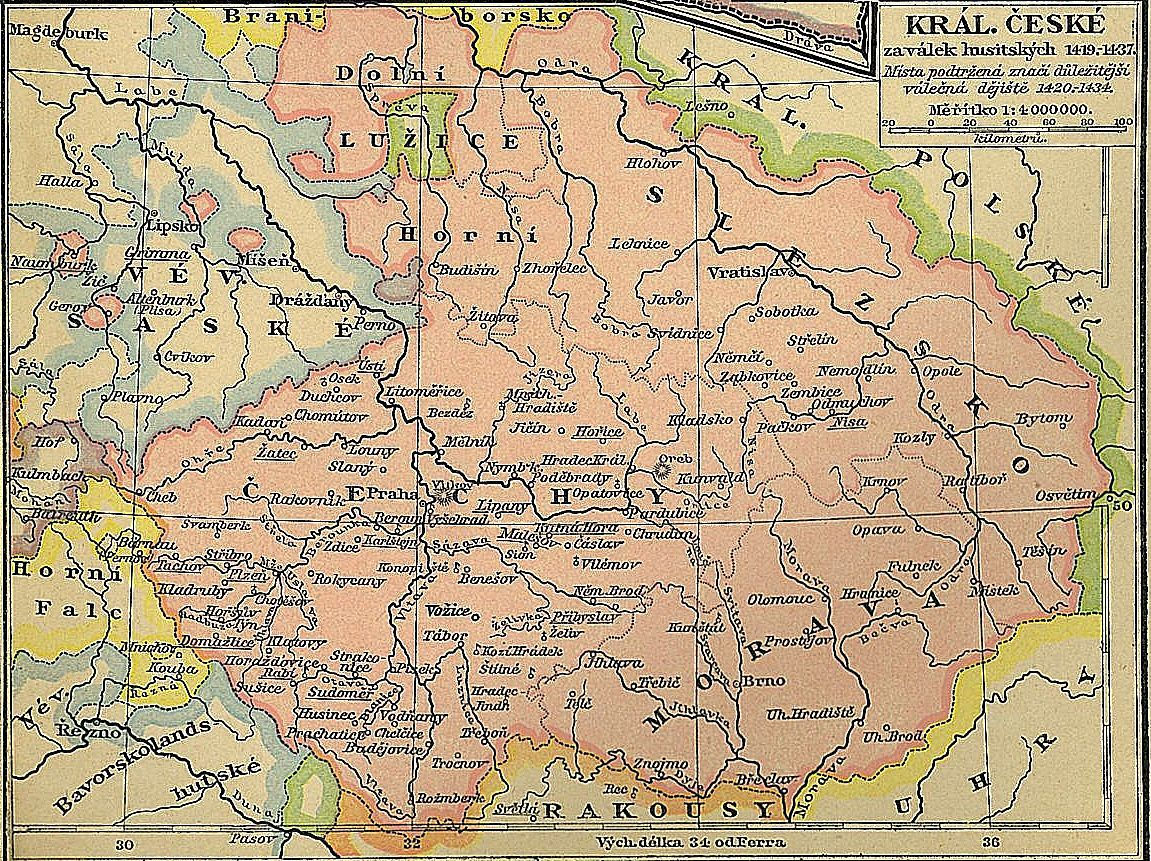
Länder der Böhmischen Krone im 15. Jahrhundert

1415 wurde der Kirchenreformator Jan Hus während des Konstanzer Konzils als Häretiker verurteilt und auf dem Scheiterhaufen verbrannt. Dies markierte den Beginn der Hussitenbewegung, die zwischen 1415 und 1434 die politische und religiöse Situation in Böhmen maßgeblich bestimmte, und führte zu den Hussitenkriegen. Nach mehreren Niederlagen seiner Heere in Böhmen war der Machtbereich des böhmischen und ungarischen Königs und römischen Kaisers Sigismund in seinen Erblanden zeitweilig nur auf einige Randgebiete (u. a. Südböhmen unter der Herrschaft der Adelsfamilie Rosenberg, auf die beiden Lausitzen, Schlesien und auf Teile des Markgraftums Mähren) beschränkt. Die wichtigsten Feldherren der Hussiten waren Jan Žižka und nach seinem Tod 1424 Prokop Holý. Zentrum der Hussitenbewegung war die neugegründete Stadt Tábor. Der radikale Flügel der Bewegung wurde erst 1434 in der Schlacht von Lipan entscheidend besiegt. 1458 wählten die böhmischen Stände Georg von Podiebrad (tschechisch: Jiří z Poděbrad) zum König von Böhmen und damit zum ersten proto-protestantischen König in Europa.

### Herrschaft der Jagiellonen
Nach dem Tod des Königs Jiří z Poděbrad 1471 entschieden sich die böhmischen Stände für die polnisch-litauische Dynastie der Jagiellonen als neue Herrscher des Königreiches. Zuerst war Vladislav II. der gewählte König von Böhmen. Der zweite Herrscher aus dieser Dynastie Ludwig II. starb in der Schlacht bei Mohács gegen die Türken, die mit einer folgenreichen Niederlage seines Heeres endete. Dadurch waren die böhmische und die ungarische Krone wieder frei.

### Herrschaft der Habsburger

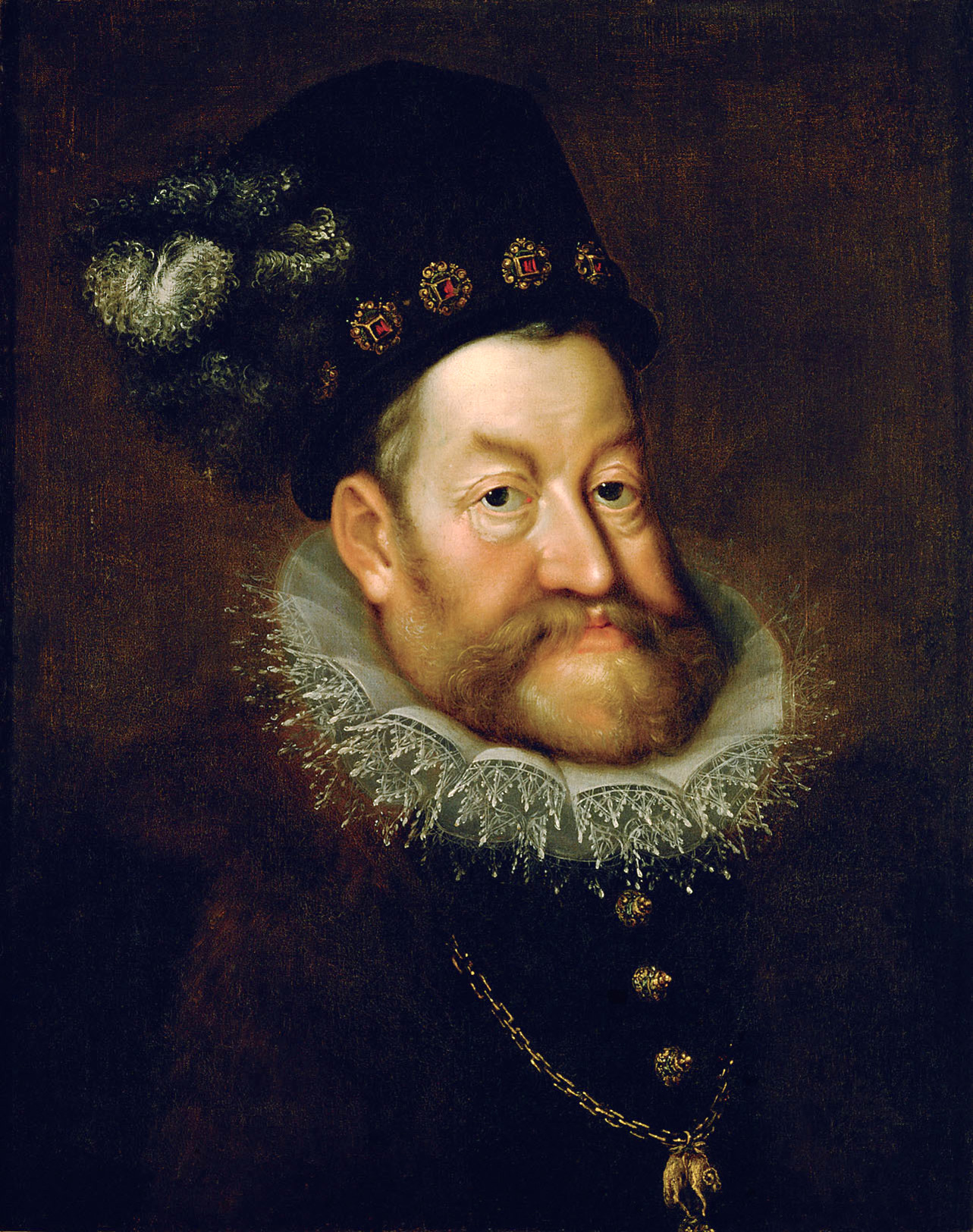
Kaiser Rudolf II.

Von 1526 bis 1918 war das Königreich Böhmen mit allen Ländern der Wenzelskrone Teil des Herrschaftsgebiets der Habsburger. Die böhmischen Stände akzeptierten 1526 den Habsburger Ferdinand I. als König. 1547 kam es zu einem Aufstand der böhmischen Stände gegen Ferdinand I. Nach dessen Niederschlagung wurden erste Einschränkungen der bisherigen Sonderrechte des Königreiches Böhmen, nicht jedoch der faktischen Religionsfreiheit, verfügt.
1583 zog Kaiser Rudolf II., der Enkel Ferdinands I., mit dem gesamten Hof von Wien nach Prag. Die Hauptstadt Böhmens stieg wieder zum bedeutenden Zentrum von Politik, Kunst und Wissenschaft auf. 1609 erließ Rudolf II. den Majestätsbrief über die Religionsfreiheit. Am 23. Mai 1611, noch zu Lebzeiten Rudolfs II., übernahm sein Bruder Matthias die Macht im Königreich Böhmen. Nach Rudolfs Tod wurde Matthias am 20. Januar 1612 auch zum römischen Kaiser gewählt. Matthias verlegte den Hof zurück nach Wien und überließ die Politik weitgehend seinem Kanzler Khlesl, der weiter auf Ausgleich zwischen den Konfessionen setzte. Die Konfessionszwistigkeiten in Böhmen entflammten jedoch aufs Neue, als Matthias’ Vetter und designierter Nachfolger Ferdinand (als Kaiser 1619–1637) die Macht im Königreich übernahm. Die Stände wählten ihn 1617 zum böhmischen König, obwohl er für seine streng gegenreformatorische Politik bekannt war.

#### Dreißigjähriger Krieg

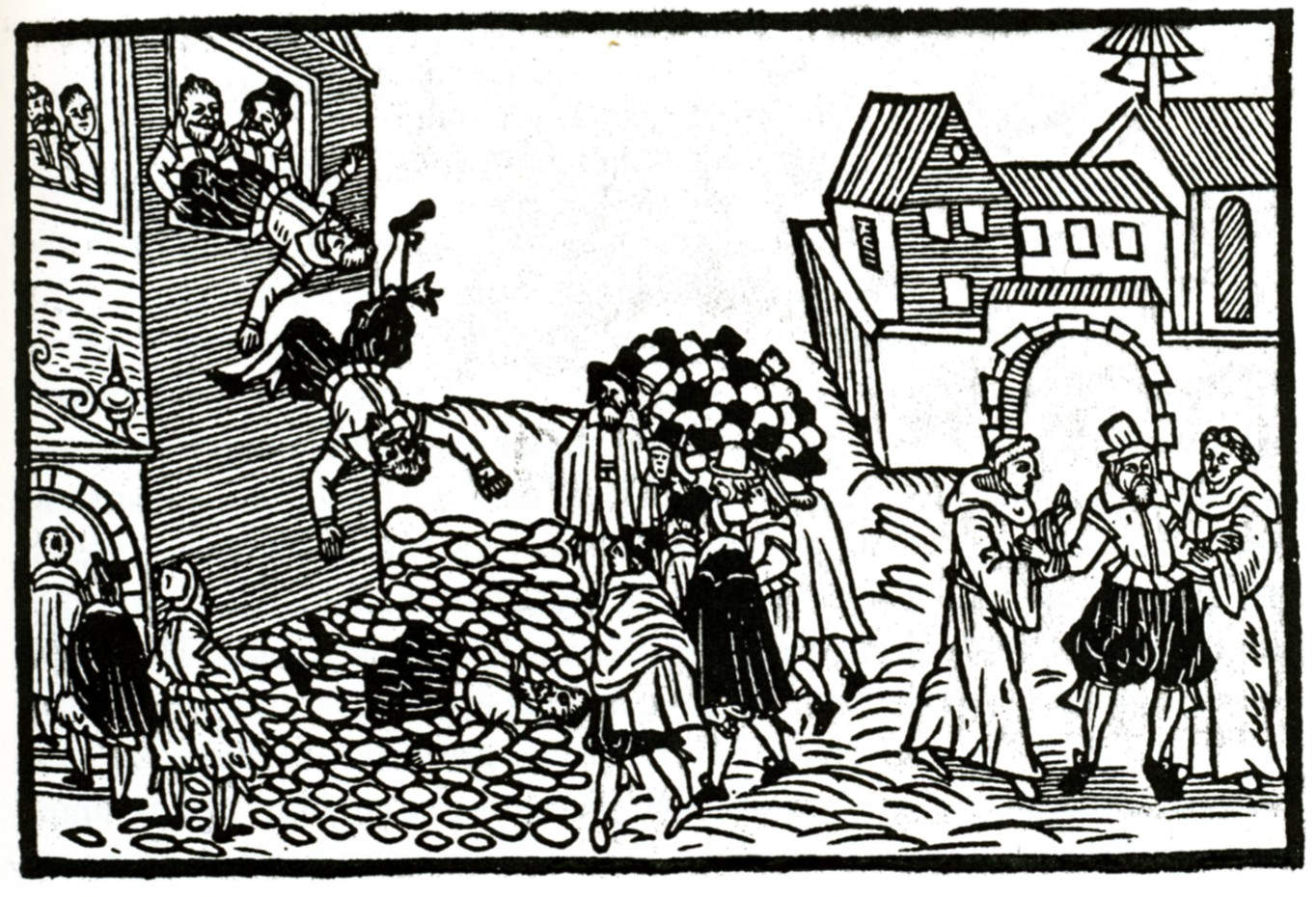
Der Prager Fenstersturz von 1618 auf einem zeitgenössischen Flugblatt

Die Schlacht am Weißen Berg 1620

Auf dem Höhepunkt der Unzufriedenheit mit der Politik der Habsburger gegenüber ihrem Land drangen 1618 mehrere Vertreter der überwiegend protestantischen böhmischen Stände in die Kanzlei der Prager Burg (des Hradschin) und warfen zwei kaiserliche Statthalter und einen Schreiber aus dem Fenster. Alle drei Personen überlebten das Attentat kaum verletzt. Dieser sogenannte zweite Prager Fenstersturz leitete den Böhmischen Aufstand ein. Dieser Aufstand war der Auftakt zum Dreißigjährigen Krieg (1618–1648), der weite Teile Europas und vor allem Deutschlands und Tschechiens verwüsten sollte.
1619 starb Kaiser Matthias. Im August wählten die böhmischen Stände den deutschen Protestanten Friedrich von der Pfalz zum neuen König von Böhmen. Als Friedrich sich im Herbst in Prag krönen ließ und dort seine Residenz aufnahm, wurde der Konflikt mit den Habsburgern zu einer Reichsangelegenheit. 1620 endete die Schlacht am Weißen Berg bei Prag mit einer entscheidenden Niederlage der böhmischen Stände und einem Sieg des kaiserlichen Heeres.
Friedrich von der Pfalz floh aus dem Land („Winterkönig“, da er nur einen Winter regierte). Die Anführer des Aufstandes, insgesamt 27 Adlige und Prager Bürger sowohl tschechischer als auch deutscher Abstammung, wurden am 21. Juni 1621 auf dem Altstädter Ring in Prag, einige von ihnen auf grausame Art und Weise, hingerichtet. Viele Protestanten, unter ihnen bedeutende Vertreter des böhmischen Adels und des geistigen Lebens wie der Bischof der Böhmischen Brüder Johann Amos Comenius, verließen das Land und wählten das Exil. Ihre umfangreichen Güter wurden konfisziert und den Parteigängern der katholischen Seite und bedeutenden Heerführern des Kaisers, z. B. Wallenstein, zugeteilt.
Die nach der für Böhmen schicksalshaften Schlacht am Weißen Berg beginnende Epoche wird in der tschechischen Historiographie als die Epoche des temno, die Zeit der Dunkelheit, bezeichnet. Noch während des Dreißigjährigen Krieges setzte Kaiser Ferdinand II. eine rigorose Unterdrückungspolitik gegen die Nicht-Katholiken in seinem Herrschaftsbereich, insbesondere in den Habsburger Erblanden einschließlich des Königreiches Böhmen, durch. In den böhmischen Ländern wurde Deutsch zunächst zur zweiten Amtssprache erhoben, drängte aber Tschechisch bald aus den Ämtern und auch aus dem gehobenen Gebrauch fast vollständig hinaus. Die staatsrechtliche Sonderstellung des Königreiches Böhmen im Reich war zwar formal nur teilweise eingeschränkt, die Unabhängigkeit des Landes faktisch jedoch auf lange Zeit beseitigt. Die Herrschaft über das Land übten von dieser Zeit an bis 1918 der kaiserliche Hof und die Reichsregierung in Wien aus.

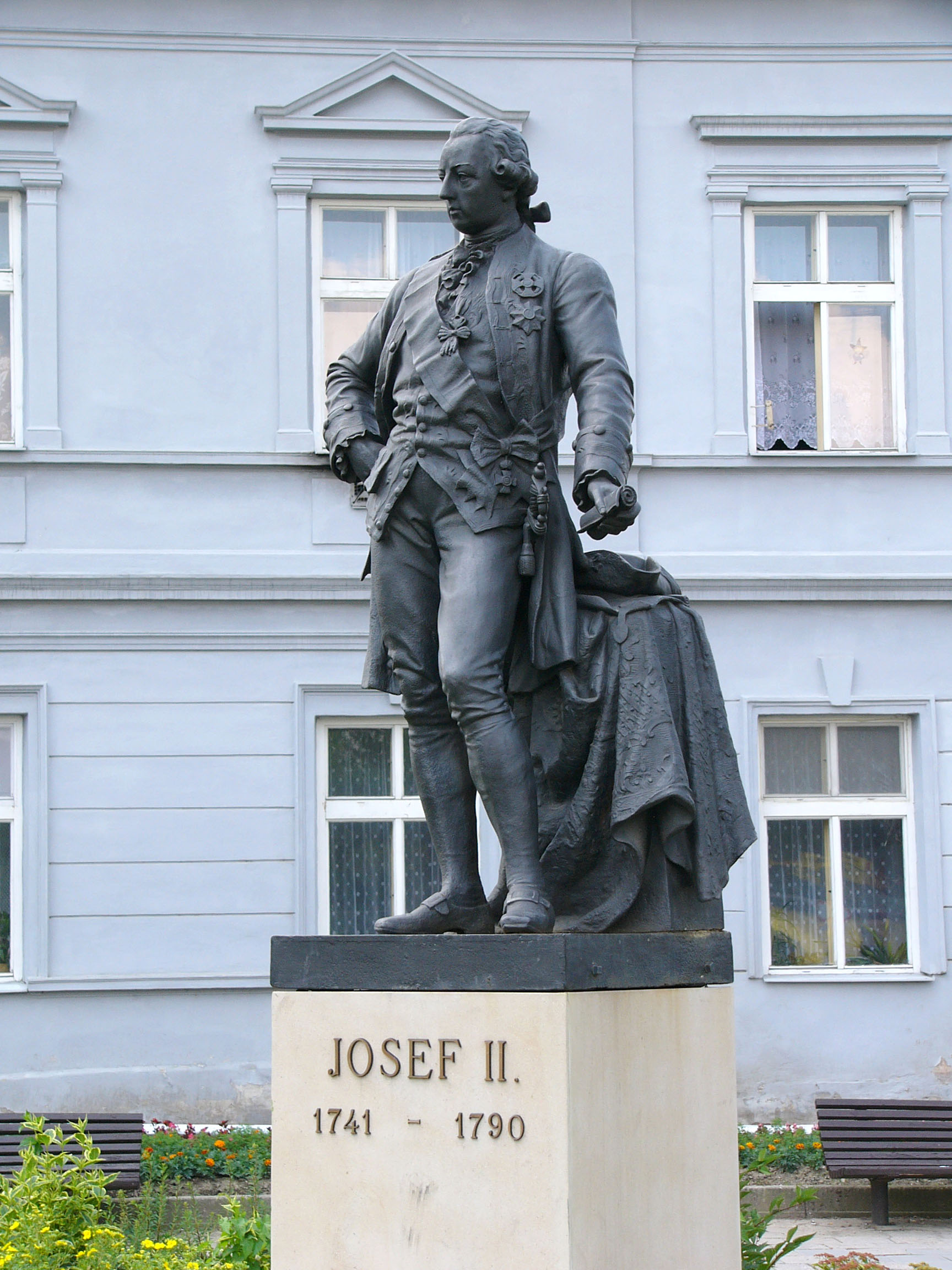
Statue von Kaiser Joseph II. in der tschechischen Landschaft

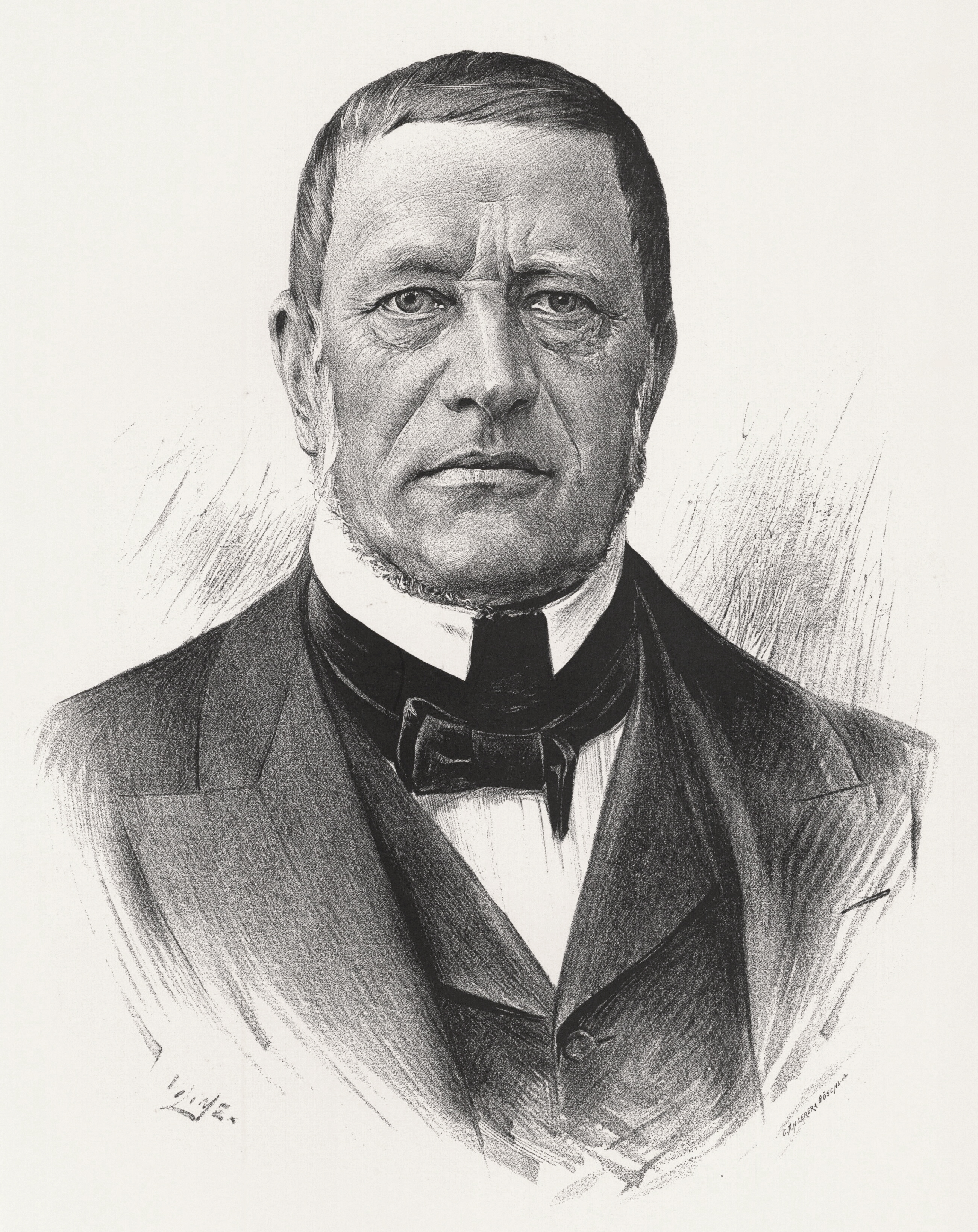
Historiker und Politiker František Palacký

#### Nationale Wiedergeburt der Tschechen

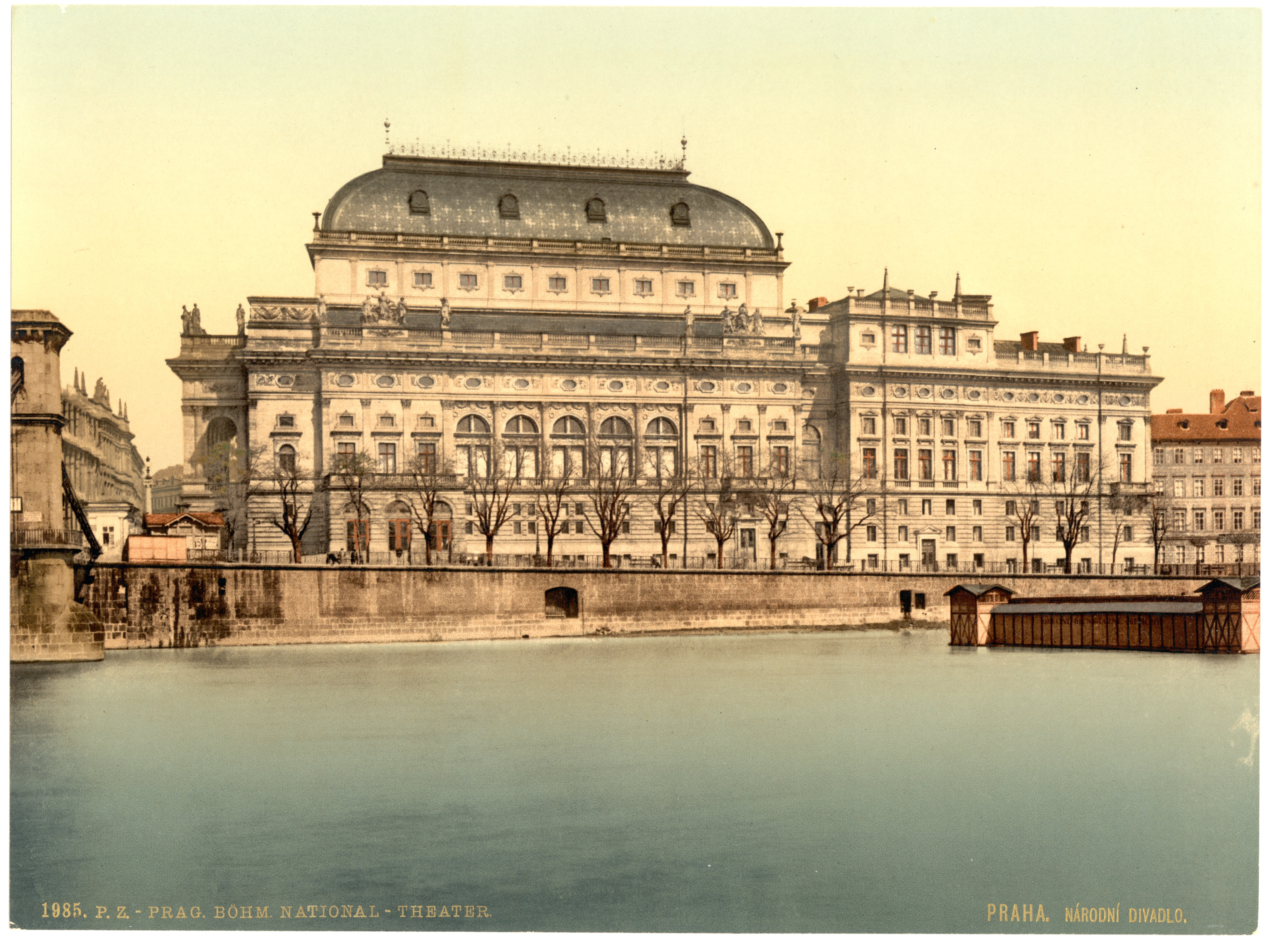
Das tschechische Nationaltheater

Zwischen 1780 und 1790 führte Kaiser Joseph II. unter dem Leitsatz „Alles für das Volk; nichts durch das Volk“ seine Josephinischen Reformen im Sinne des Aufgeklärten Absolutismus durch. Eine bedeutende Reform war beispielsweise 1781 die Aufhebung der Leibeigenschaft. Da der böhmische Adel dadurch seine Gewohnheitsrechte gefährdet sah, entwickelte er im Gegenzug dazu das Konzept des Böhmischen Staatsrechts, das später auch bürgerliche Politiker aufgriffen.
Vom Ende des 18. Jahrhunderts bis ungefähr 1885 kam es zur Nationalen Wiedergeburt der Tschechen. Als Reaktion auf den Wiener Zentralismus formierten sich seit dem Ende des 18. Jahrhunderts Intellektuelle in der tschechischen Nationalbewegung (Wiedergeburt). Sie förderten die Pflege, Anerkennung und Verwendung der tschechischen Sprache (unterstützt auch von den deutschen Romantikern). Dem folgte später das Verlangen nach politischer Autonomie. Der Wunsch nach kultureller Autonomie führte zur Gründung von wissenschaftlichen Gesellschaften, wie zum Beispiel Matice česká und Matice moravská, sowie der Turnbewegung Sokol.
Unmittelbar nach dem Slawenkongress in Prag im Juni 1848 wurde der Prager Pfingstaufstand niedergeschlagen. Die Industrialisierung begann, und die hochentwickelten böhmischen Länder stellten das „industrielle Rückgrat“ der Donaumonarchie dar.
Nachdem Kaiser Franz Joseph I. den Neoabsolutismus mit dem Silvesterpatent von 1851 sanktioniert hatte, gab es mit dem Oktoberdiplom von 1860, dem Februarpatent von 1861 und der Dezemberverfassung von 1867 mehrere Ansätze, den Tschechen gewisse Freiheiten zu verschaffen. Nach wie vor waren und fühlten sie sich allerdings gegenüber den Deutschen und Ungarn zurückgesetzt. Zwar bestand das Königreich Böhmen bis 1918, aber nicht alle Habsburger hielten es der Mühe wert, sich überhaupt in Prag zum König von Böhmen krönen zu lassen. Während Ungarn als Königreich in Personalunion mit Österreich viele nationale Rechte gewährt wurden, durften in den Ländern der Böhmischen Krone (Böhmen, Mähren, Österreichisch-Schlesien) nicht einmal tschechischsprachige Zeitungen verlegt werden.
Im Sinne eines angestrebten Österreichisch-tschechischen Ausgleichs erließ der österreichische Ministerpräsident Badeni 1897 eine Nationalitätenverordnung, wonach alle politischen Gemeinden in Böhmen und Mähren zweisprachig zu verwalten waren. Damit avancierte Tschechisch in beiden Kronländern von einer Minderheitensprache zur Nationalsprache. Daraufhin legten deutsche Abgeordnete den Österreichischen Reichsrat lahm. 1899 wurde die Nationalitätenverordnung wieder aufgehoben. Auch der Mährische Ausgleich von 1905 erzielte keine dauerhaften Erfolge, so dass der Böhmische Landtag schließlich durch kaiserliches Patent vom 26. Juli 1913 aufgelöst wurde.

### Tschechoslowakei

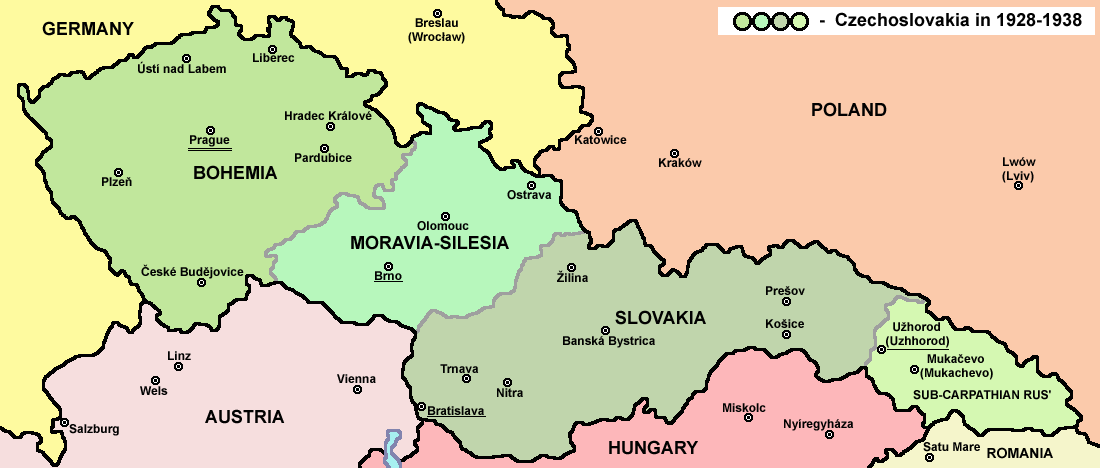
Tschechoslowakei 1918–1938

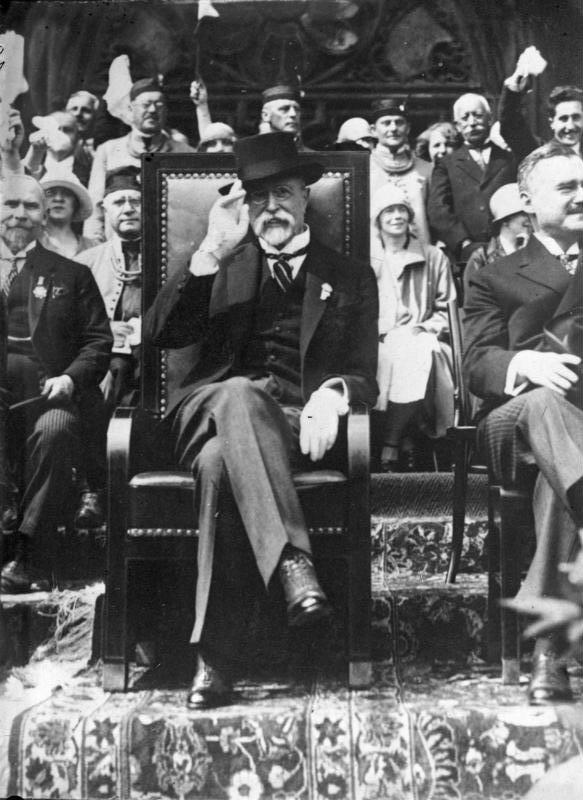
T. G. Masaryk, der erste Präsident

Von 1914 bis 1918 kämpften Tschechen im Ersten Weltkrieg. Gegen die Monarchie bildeten sich im Exil eine tschechische und slowakische, von Tomáš Garrigue Masaryk angeführte Opposition. Nach dem Zerfall der Habsburgermonarchie gründeten führende tschechische Unabhängigkeitskämpfer am 28. Oktober 1918 die Tschechoslowakei mit Masaryk als erstem Staatspräsidenten. Die bis dahin Ungarn administrativ unterstellte Slowakei schloss sich unter der Federführung Milan Rastislav Štefániks dem neuen Staat an. Der Beitritt der Karpatoukraine (1946 fiel sie an die Sowjetunion) erfolgte im Jahre 1919, und 1920 der Anschluss Teschens.

#### Zwischenkriegszeit und Zweiter Weltkrieg
Von 1918 bis 1938 bestand die Erste Tschechoslowakische Republik. Vor der Trennung der Tschechischen Republik und der Slowakischen Republik erhielten Frauen in der Tschechoslowakei am 29. Februar 1920 das allgemeine aktive und passive Wahlrecht. Damit war das Frauenwahlrecht auf nationaler Ebene eingeführt. Die Wahl zur Nationalversammlung der Tschechoslowakei fand am 18. und 25. April 1920 statt.
Es gab eine große deutsche Minderheit, die im Sudetenland die Mehrheit bildete. Bei der Volkszählung im Jahre 1930 betrug der Bevölkerungsanteil auf dem Gesamtgebiet der heutigen Tschechischen Republik 29,5 %. Die Deutschen in der Tschechoslowakei waren seit 1919 durch die Deutsche Nationalpartei vertreten. Die deutschen Sozialdemokraten waren von 1920 bis 1935 die stärkste deutsche Fraktion im Prager Abgeordnetenhaus und wurden ab 1929 mit ihrem Vorsitzenden Ludwig Czech, der verschiedene Ministerposten bekleidete, auch Regierungspartei. 1933 gründete Konrad Henlein die Sudetendeutsche Partei (SdP). Mit deutscher Unterstützung forderte die SdP immer weitergehende Autonomie und Abtrennung des deutschsprachigen Landesteils von der Tschechoslowakei und verschärfte mit dem Karlsbader Programm vom 24. April 1938 die Sudetenkrise.
Nach dem „Anschluss Österreichs“ (März 1938) drohte Adolf Hitler mit dem Einmarsch in das Sudetenland. Großbritannien und Frankreich hatten als Schutzmächte nach dem Vertrag von Saint-Germain Schutzpflichten gegenüber der Tschechoslowakei. Außerdem gab es noch zusätzliche Bündnisverträge Frankreichs und der Sowjetunion mit der ČSR. Die Regierungen Frankreichs und Großbritanniens waren der Auffassung, durch Nachgeben („Appeasement-Politik“) einen drohenden Krieg verhindern zu können. Ohne die Beteiligung der tschechoslowakischen Regierung unterzeichneten Hitler, Mussolini, Chamberlain und Daladier am 29. September 1938 das Münchner Abkommen, nach dem die Tschechoslowakei das Sudetenland an Deutschland abtreten musste. Die Tschechen nennen diese Vereinbarung das „Münchner Diktat“ oder den „Münchner Verrat“. Etwa ein Drittel des Staatsgebietes fiel damit an das Deutsche Reich. Am 1. Oktober entstand darauf die föderative Zweite Republik.

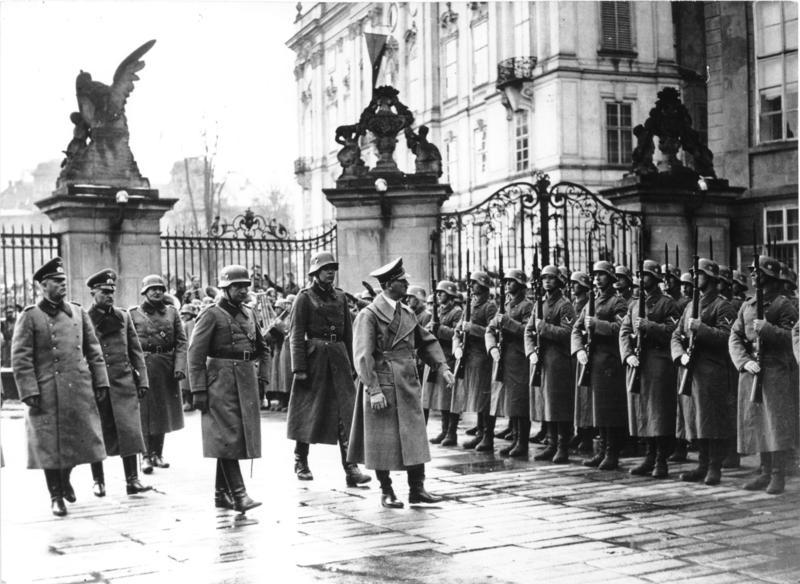
Adolf Hitler auf der Prager Burg, 15. März 1939

Am 5. Oktober 1938 trat Präsident Edvard Beneš zurück und ging ins Exil nach Großbritannien. Sein Nachfolger wurde Emil Hácha.
Nach dem Einmarsch deutscher Truppen in die Tschechoslowakei am 15. März 1939 errichteten die Nationalsozialisten das Protektorat Böhmen und Mähren. Der slowakische Staat war ein Satellitenstaat des Deutschen Reiches. Am 27. September 1941 folgte auf den dauerhaft beurlaubten Statthalter Neurath als neuer Reichsprotektor Reinhard Heydrich. Am 27. Mai 1942 verübten tschechoslowakische Widerstandskämpfer auf Heydrich ein tödliches Attentat. Als Vergeltungsmaßnahme ermordeten die Nationalsozialisten alle Bewohner der Dörfer Lidice und Ležáky. Während der deutschen Besetzung befanden sich auf tschechischem Boden das Gestapo-Gefängnis Theresienstadt, das Ghetto Theresienstadt sowie mehrere Außenlager des KZ Flossenbürg, darunter das KZ-Außenlager Leitmeritz (Litoměřice).
1945 fand die faktische Wiederherstellung der Tschechoslowakei durch das Kaschauer Programm der neuen Regierung unter Premierminister Zdeněk Fierlinger statt. US-amerikanische, sowjetische und tschechoslowakische Truppen befreiten das Land. Die in der Erklärung von Jalta vereinbarte Demarkationslinie zwischen dem von den USA und dem von der UdSSR verwalteten Gebiet verlief entlang der Städte Budweis, Pilsen und Karlsbad.

#### Ende des Zweiten Weltkriegs und Realsozialismus

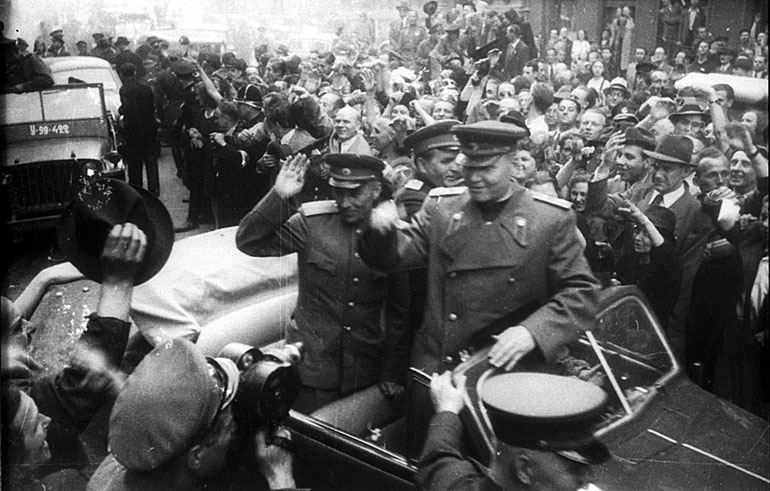
Marschall Konew bei der Befreiung von Prag, 8. Mai 1945

Am 5. Mai 1945 begann der Prager Aufstand gegen die deutsche Besatzungsmacht, am 8. Mai war der Weltkrieg zu Ende. Am 9. Mai marschierten sowjetische Truppen in Prag ein. Präsident Beneš übernahm wieder die Regierungsgewalt. Im Zuge der Wiederherstellung des Staates wurden die sogenannten Beneš-Dekrete erlassen. Neben gewöhnlichen Verwaltungsangelegenheiten regelten diese Gesetze auch die Vermögensenteignung und Vertreibung der Deutschen aus der Tschechoslowakei, die nach dem Krieg als „Staatsfeinde“ angesehen wurden.
Am 26. Mai 1946 gewann die Kommunistische Partei der Tschechoslowakei (KSČ) die Wahlen, wurde Bestandteil der Regierung und konnte mithilfe der Unterstützung durch die UdSSR einen gewaltigen politischen Einfluss ausüben. Klement Gottwald (KSČ) wurde in der Folge Ministerpräsident.
Mit dem Februarumsturz 1948 kam es zur vollständigen Machtergreifung der Kommunisten, gefolgt von einer Verfassungsänderung und Umgestaltung des Landes nach sowjetischem Muster. Erster sog. „Arbeiterpräsident“ war Klement Gottwald. Im November 1952 wurde der frühere Parteisekretär Rudolf Slánský zusammen mit elf weiteren Angeklagten im „Slánský-Prozess“ zum Tode verurteilt. Der 1957 gewählte Staatspräsident Antonín Novotný steht für die stalinistische Repression zu dieser Zeit. Auf der Kafka-Konferenz 1964 in Liblice wurde der bis dahin weitgehend verbotene Franz Kafka rehabilitiert. Rufe nach Reformen vermehrten sich und kulminierten auf dem vierten tschechischen Schriftstellerkongress im Juni 1967 in direkter Kritik an der politischen Führung.

#### Prager Frühling und militärische Intervention 1968

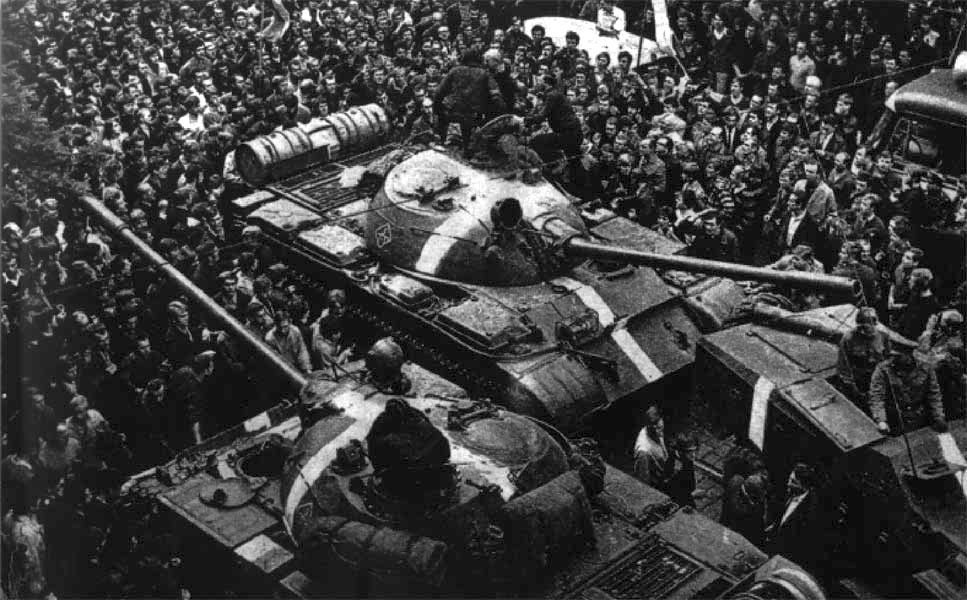
Einmarsch der Truppen der Warschauer-Pakt-Staaten

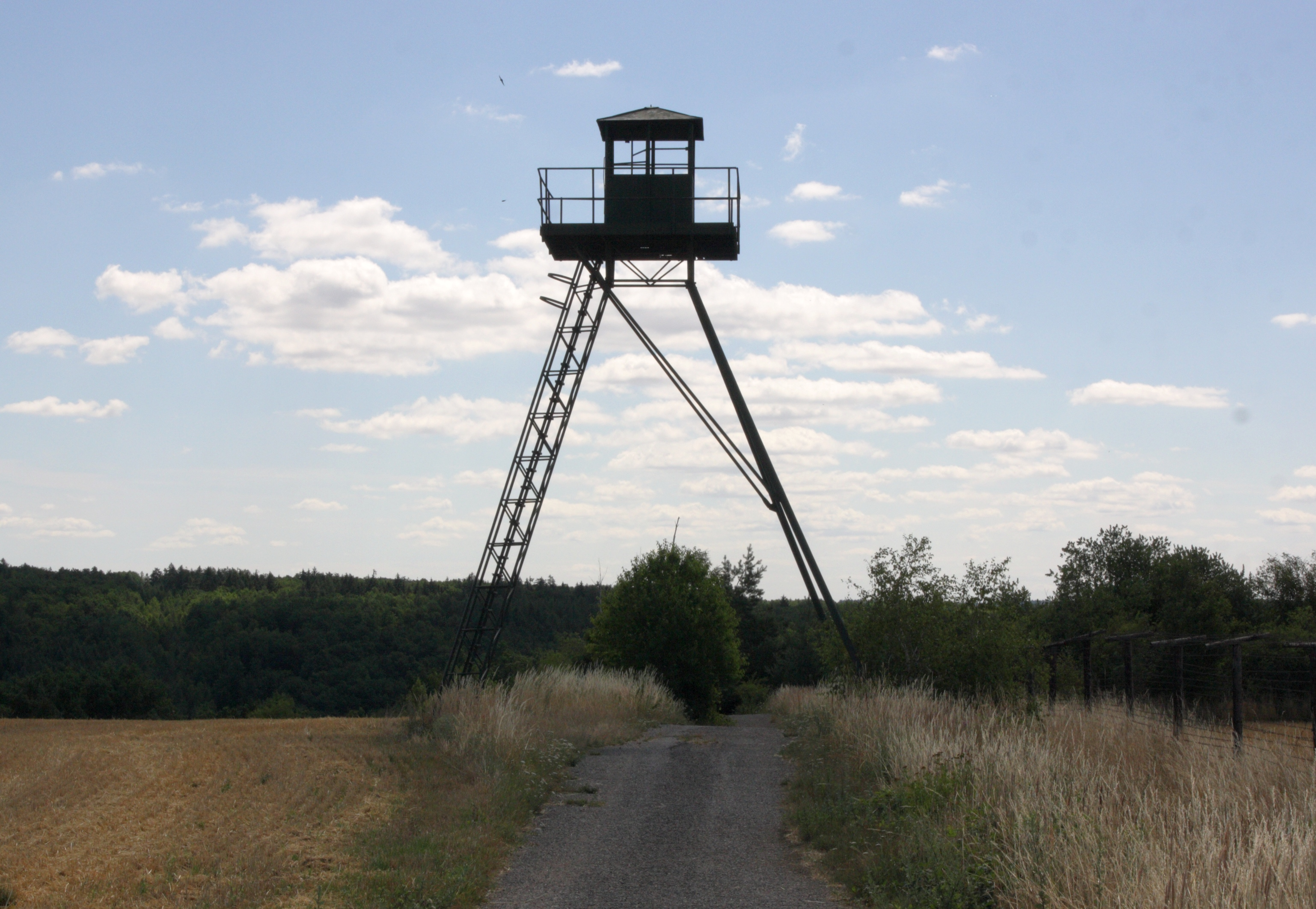
Der Eiserne Vorhang riegelte die Tschechoslowakei bis 1989 nach Westen ab

Zwischen dem 3. und dem 5. Januar 1968 setzte das Zentralkomitee der tschechoslowakischen Kommunistischen Partei KSČ den Präsidenten Novotný ab. Alexander Dubček wurde Vorsitzender der KSČ, General Ludvík Svoboda Präsident. Anfang März folgte die Aufhebung der Zensur. Der „Prager Frühling“ begann, die Weiterentwicklung verlief überwiegend spontan. Am 5. April 1968 wurde ein Aktionsprogramm der KSČ unter Alexander Dubček verabschiedet. Ziel war ein „Sozialismus mit menschlichem Antlitz“ (verbürgte Versammlungsfreiheit, kleines Unternehmertum, Freilassung der politischen Gefangenen).
Am 21. August 1968 begann die militärische Intervention gegen den Prager Frühling: Sowjetische und weitere Truppen des Warschauer Pakts besetzten die Tschechoslowakei.
Im Zuge dieser Besetzung erließ Moskau die Breschnew-Doktrin der „Begrenzten Souveränität der sozialistischen Staaten“. In der Folge emigrierten viele Tschechen. Die nachfolgende politische Etappe wurde „Normalisierung“ genannt. Am 1. Januar 1969 entstand mit dem Inkrafttreten des Verfassungsgesetzes über die tschechoslowakische Föderation die Tschechische Sozialistische Republik als eine der beiden Teilrepubliken der Tschechoslowakei. Am 17. April 1969 erfolgte die Ablösung Dubčeks und die Wahl Gustáv Husáks zum Generalsekretär der KSČ.
Aufsehen erregten die Selbstverbrennungen der Studenten Jan Palach und Jan Zajíc (16. Januar und 25. Februar 1969) als Protest gegen den Beginn der „Normalisierung“. Die ČSSR war in der Folge einer der konservativsten Mitgliedsstaaten des Ostblocks. Am 1. Januar 1977 wurde die oppositionelle Bürgerbewegung „Charta 77“ gegründet.

#### Die Samtene Revolution

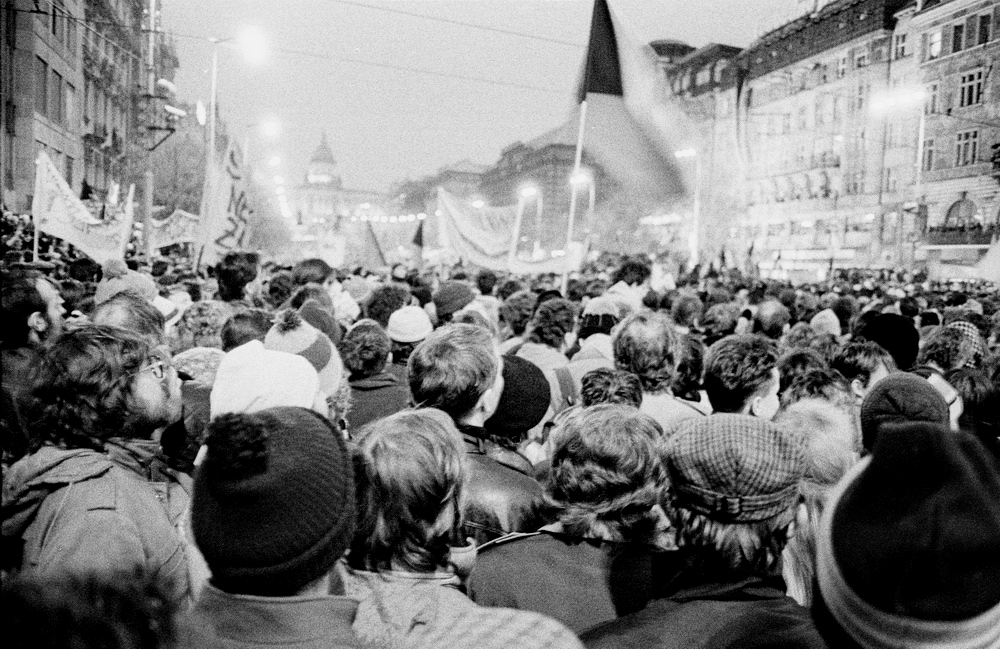
Demonstration am Wenzelsplatz

Am 17. November 1989 unterdrückte die Polizei brutal eine Studentendemonstration, was Großdemonstrationen von bis zu 750.000 Menschen nach sich zog. Am 19. November 1989 wurde das Bürgerforum zur tragenden Kraft der „Samtenen Revolution“ in der Tschechoslowakei. Am 10. Dezember 1989 erklärte Staatspräsident Gustáv Husák seinen Rücktritt.

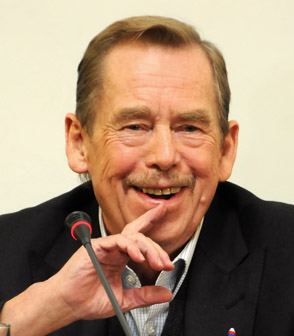
Václav Havel, der letzte tschechoslowakische und erste tschechische Staatspräsident

Die Föderalversammlung wählte am 28. Dezember 1989 Alexander Dubček zu ihrem Präsidenten. Am 29. Dezember 1989 wurde der Bürgerrechtler Václav Havel von der Föderalversammlung zum Präsidenten der ČSSR gewählt. Am 23. April 1990 – nach dem sogenannten Gedankenstrich-Krieg – folgte die Umbenennung der Tschechoslowakei in Tschechische und Slowakische Föderative Republik (ČSFR).
Am 8. Juni 1990 fanden die ersten freien Parlamentswahlen in der ČSFR statt. Das neu gewählte Parlament bestätigte am 5. Juli 1990 Václav Havel als Staatspräsidenten. Am 21. Februar 1991 trat die ČSFR dem Europarat bei. Am 16. Dezember 1991 folgte die Unterzeichnung des EG-Assoziierungsabkommens.
Am 5. Juni 1992 fanden Parlamentswahlen in der ČSFR statt. Der Ökonom Václav Klaus (ODS) wurde tschechischer Ministerpräsident. Er vertrat eine vom Thatcherismus inspirierte Wirtschaftspolitik („Marktwirtschaft ohne Adjektiv“). Durch eine Coupon-Privatisierung wurden 8 Mio. Tschechen Anteilseigner von privatisierten Firmen. Klaus und Vladimír Mečiar, der Ministerpräsident der Slowakei, vereinbarten gegen den Willen der Mehrheit der Bevölkerung eine Teilung der Tschechoslowakei in zwei Staaten. Am 20. Juli 1992 trat Präsident Havel von seinem Amt zurück. Am 25. November 1992 verabschiedete das föderale Parlament das Gesetz über die Auflösung der ČSFR.
Am 16. Dezember 1992 wurde die neue Verfassung der Tschechischen Republik als „demokratischer Rechtsstaat“ verabschiedet. Die Charta der Grundrechte und -freiheiten, die nach dem Umbruch im Januar 1991 von der tschechoslowakischen Bundesversammlung beschlossen worden war, wurde unverändert von Tschechien übernommen. Nach der Unabhängigkeit 1992 wurde das allgemeine Wahlrecht für Frauen und Männer 1993 bestätigt.

### Tschechische Republik
Am 1. Januar 1993 wurde die Tschechoslowakische Republik einvernehmlich aufgelöst und die Tschechische Republik sowie die Slowakische Republik als unabhängige Staaten ausgerufen. Am 2. Februar 1993 fand die Vereidigung des neugewählten tschechischen Präsidenten Václav Havel statt. Am 30. Juni 1993 trat Tschechien dem Europarat bei. 1994–1995 war das Land nicht-ständiges Mitglied des Sicherheitsrats der Vereinten Nationen. Tschechien unterschrieb 1995 das neue EU-Assoziierungsabkommen und trat 1995 der OECD und 1999 der NATO bei. Die Auseinandersetzungen um die Besetzung des Intendanten des Tschechischen Fernsehens Česká televize löste die größten Demonstrationen in Tschechien seit 1989 aus. Am 28. Februar 2003 wurde Václav Klaus zum Staatspräsidenten gewählt.
Am 1. Mai 2004 trat die Tschechische Republik der Europäischen Union bei (siehe: EU-Erweiterung 2004). Bei einer Wahlbeteiligung von 55,21 % hatten zuvor im Referendum über den Beitritt 77,33 % der Wähler dafür gestimmt. Seit dem 21. Dezember 2007 entfallen aufgrund des Beitritts zum Schengen-Raum alle Grenzkontrollen zu den vier Nachbarländern. Die Tschechische Republik übernahm 2009 den EU-Ratsvorsitz und organisierte 2022 einen weiteren Vorsitz.
In der Tschechischen Republik hat sich das politische System nach etwa acht Jahren auf einen ziemlich regelmäßigen Wechsel von Mitte-rechts- und Mitte-links-Regierungen eingestellt.
Bei den Wahlen zum Abgeordnetenhaus des Parlaments der Tschechischen Republik im Jahr 2021 gewann die Mitte-Rechts-Liberal-Konservative Koalition SPOLU unter Führung des Politikwissenschaftlers und ehemaligen Bildungsministers Petr Fiala. Anschließend wurde er neuer Ministerpräsident und ersetzte seinen Vorgänger, den zentristischen Populisten Andrej Babiš. Die Koalition SPOLU bildete eine Regierung mit der liberalen Piratenpartei und der zentristischen Bewegung Bürgermeister und Unabhängige.
Im Jahr 2023 gewann der ehemalige Chef des Generalstabs der Armee der Tschechischen Republik und Vorsitzende des NATO-Militärausschusses, General Petr Pavel, die Präsidentschaftswahl und ersetzte Miloš Zeman im Amt.

## Politik

### Politisches System
Tschechien ist eine parlamentarische Republik. Das Staatsoberhaupt ist der Präsident. Der Regierungschef besitzt aber erweiterte Rechte gegenüber dem Staatsoberhaupt. Legislatives Organ ist das Parlament. Das Zweikammersystem besteht aus dem Abgeordnetenhaus und dem Senat.
Der Präsident ist das Staatsoberhaupt, das bis 2013 vom Parlament gewählt wurde. 2013 wurde der Präsident erstmals direkt gewählt. Die Amtszeit beträgt 5 Jahre, Wiederwahl ist einmal möglich. Der Präsident ernennt oder entlässt den Ministerpräsidenten und weitere Regierungsmitglieder. In bestimmten Krisensituationen kann er das Abgeordnetenhaus auflösen.
Im Legislativverfahren verfügt der Präsident über ein suspensives Veto und kann so einen Gesetzesentwurf an das Parlament zurückleiten. Der Präsident kann ebenfalls Strafen erlassen oder mildern, des Weiteren anordnen, ein Strafverfahren einzustellen beziehungsweise nicht einzuleiten. Zusammen mit dem Senat ernennt er die Verfassungsrichter. Der Präsident kann nicht strafrechtlich verfolgt werden und er trägt von Amts wegen keine Verantwortung.
Das Parlament besteht aus zwei Kammern. Das Abgeordnetenhaus wird nach einem Verhältniswahlverfahren gewählt. Die politischen Parteien stellen in einzelnen Wahlkreisen (die mit den Gebieten der 14 Regionen übereinstimmen) Listen mit Kandidaten auf. Es gibt eine Sperrklausel von 5 %. Das Abgeordnetenhaus bilden 200 Abgeordnete. Die Legislaturperiode beträgt 4 Jahre.
Der Senat besteht aus 81 Senatoren und wird nach einem Mehrheitswahlverfahren gewählt. Die Legislaturperiode eines Senators beträgt 6 Jahre. Das Mindestalter der Kandidaten beträgt im Fall des Senats 40 Jahre. Die Wahlen erfolgen im Abstand von zwei Jahren, wobei jeweils in einem Drittel der 81 Wahlkreise gewählt wird. Der Kandidat, der im betreffenden Wahlkreis im ersten Wahlgang mehr als 50 % der Stimmen erhält, wird zum Senator gewählt. Falls kein Kandidat im ersten Wahlgang die nötige Stimmenzahl erhält, findet ein zweiter Wahlgang statt, an dem die zwei erfolgreichsten Kandidaten des ersten Wahlgangs teilnehmen. Im zweiten Wahlgang genügt eine relative Mehrheit.
Wahlberechtigt ist jeder Staatsbürger Tschechiens, der das 18. Lebensjahr vollendet hat.
Die Regierung ist das höchste Organ der Exekutive und besteht aus dem Ministerpräsidenten und den Ministern. Der Ministerpräsident wird vom Präsidenten der Republik ernannt. Nach seinem Vorschlag ernennt der Präsident daraufhin auch die weiteren Regierungsmitglieder. Die Regierung muss sich danach einer Vertrauensabstimmung im Parlament unterziehen.
In der Hierarchie folgen der Regierung und deren zentralen Behörden die Selbstverwaltungsgebietseinheiten. Höhere selbstverwaltende Gebietseinheiten sind die 14 Regionen (kraj), elementare selbstverwaltende Gebietseinheiten sind die Gemeinden.

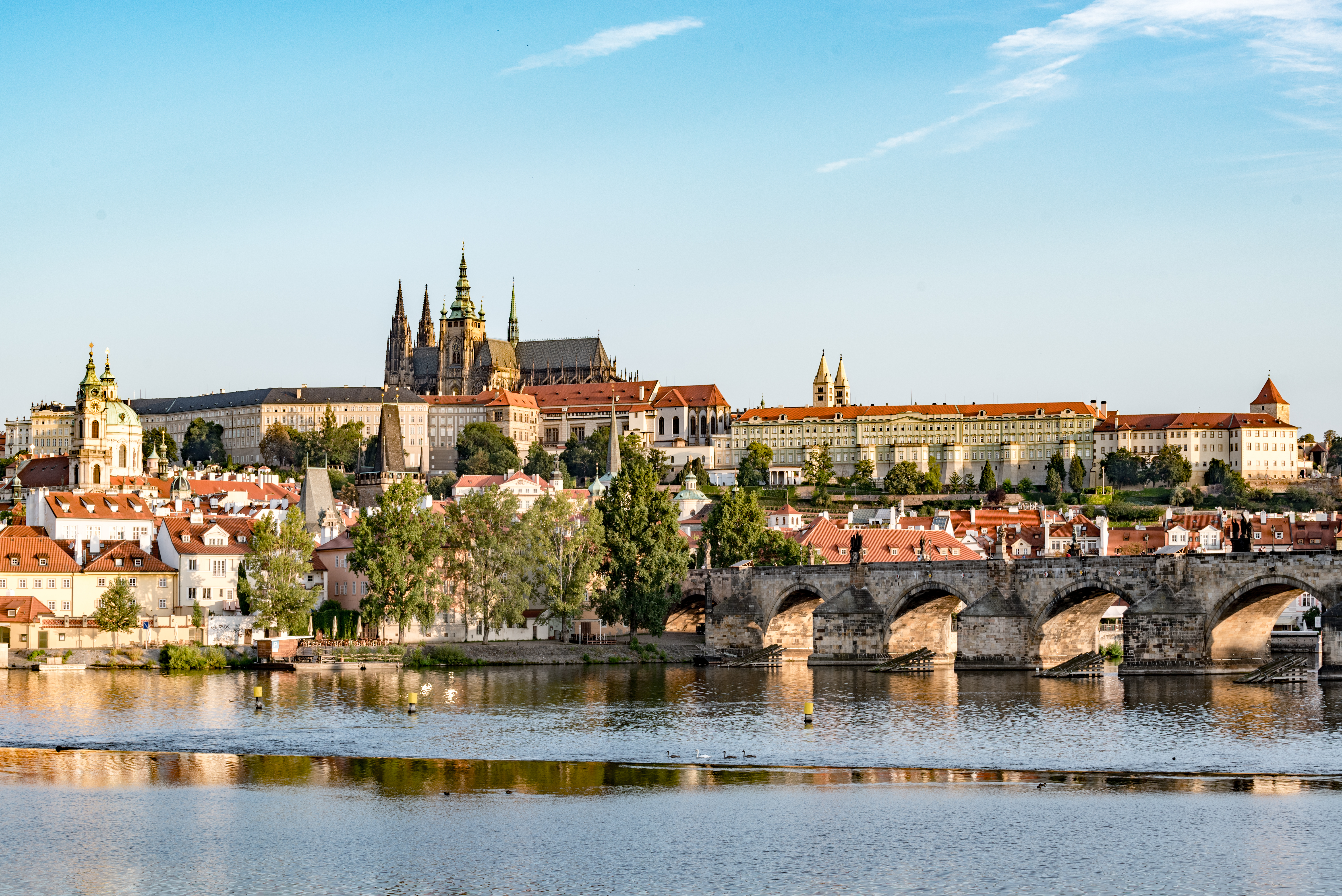
Prager Burg, Sitz des Präsidenten
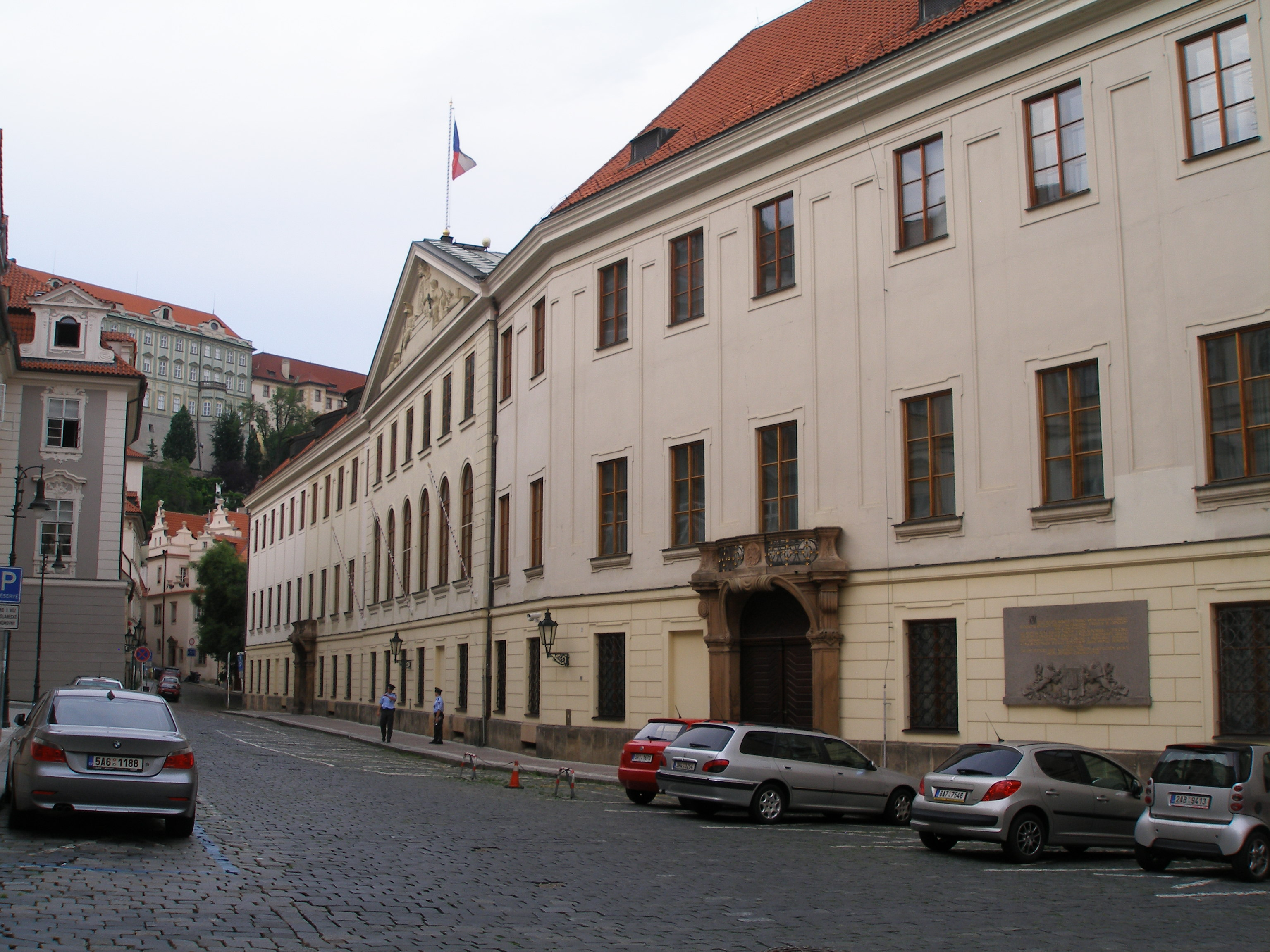
Palais Thun, Sitz des Abgeordnetenhauses
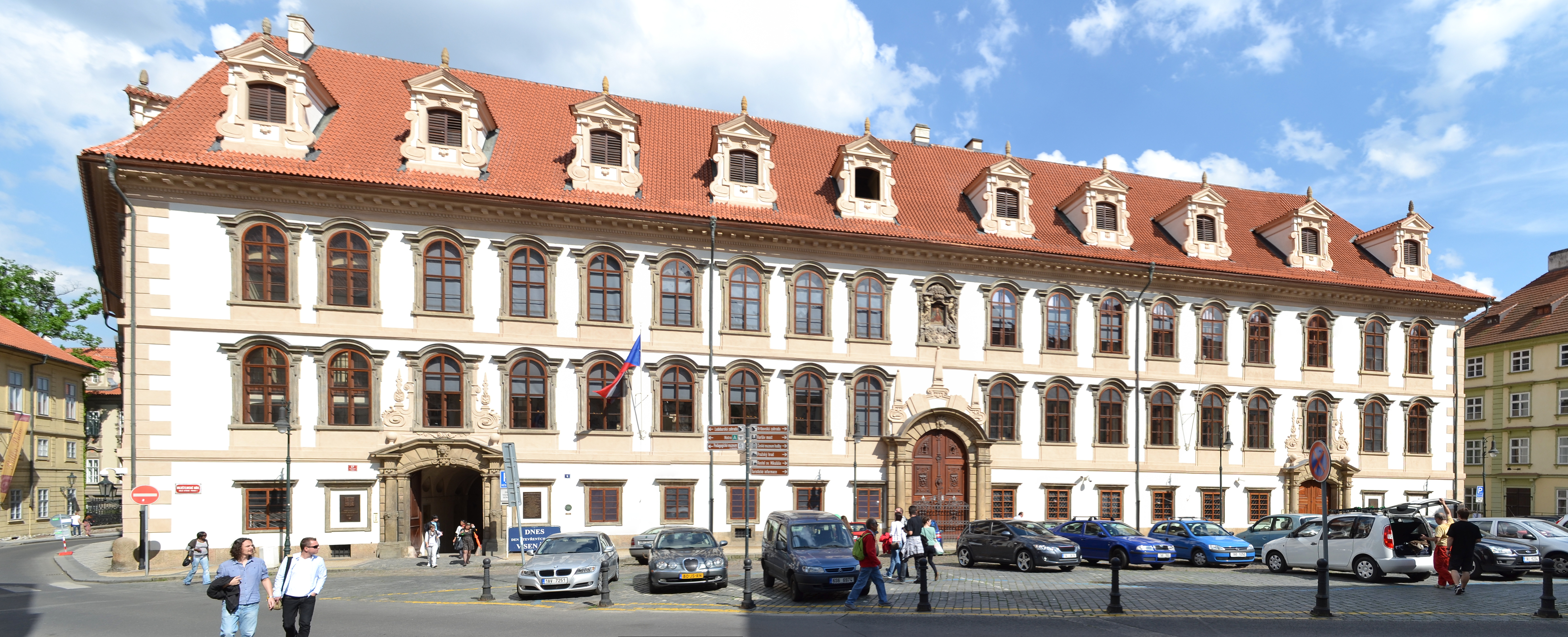
Palais Waldstein, Sitz des Senats
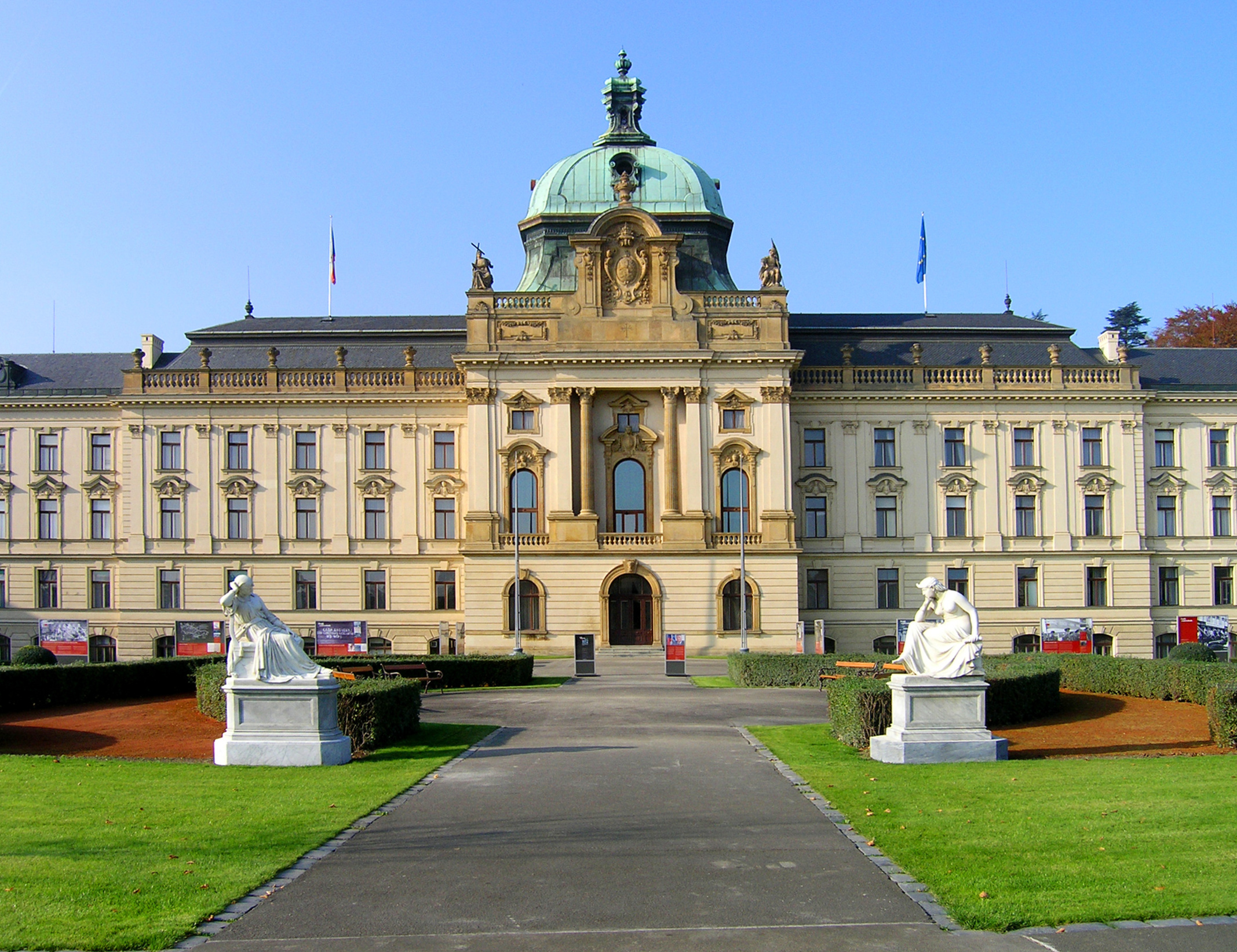
Straka-Akademie, Sitz der Regierung

### Rechtswesen
Die Judikative besteht aus dem Verfassungsgericht der Tschechischen Republik und einem vierstufigen System allgemeiner Gerichte. An der Spitze stehen zwei oberste Gerichte (Oberstes Gericht und Oberstes Verwaltungsgericht).
Zur Übersicht → Kategorie:Recht (Tschechien)

### Amtssprache
Eine Amtssprache ist in Tschechien nicht allgemein festgelegt (im Gegensatz zur Vorkriegs-Tschechoslowakei, wo die Staatssprache mit dem Gesetz 122/1920 Sb. geregelt war). Tschechisch als Amtssprache ergibt sich erst aus einzelnen Gesetzen für konkrete Bereiche.
Im Verwaltungsverfahrensgesetz (500/2004 Sb., § 16/1) und im Finanzverwaltungsgesetz (337/1992 Sb., § 3/1) wird Slowakisch der tschechischen Sprache ausdrücklich gleichgestellt. Ausgehend aus dem Art. 25/2 der tschechischen „Charta der Grundrechte und Grundfreiheiten“ räumt § 9 des Gesetzes 273/2001 Sb. in Tschechien lebenden Minderheiten, „die traditionell und langfristig auf dem Gebiet der Tschechischen Republik leben“, das Recht ein, ihre eigene Sprache gegenüber Ämtern zu benutzen, ohne jedoch diese Minderheiten zu benennen. Allgemein wird darunter ein Recht auf eine Übersetzung oder einen Dolmetscher verstanden, teilweise auf Staatskosten (§ 16/4 des Verwaltungsverfahrensgesetzes 500/2004 Sb., § 3/2 des Finanzverwaltungsgesetzes 337/1992 Sb., § 18 der Zivilprozessordnung 99/1963 Sb., § 2 der Strafprozessordnung 141/1961 Sb.).

### Administrative Gliederung

Höhere selbstverwaltende Gebietseinheiten in Tschechien mit historischer Einteilung
Böhmen
Mähren
Schlesien

Das Staatsgebiet Tschechiens umfasst die drei historischen Länder Böhmen, Mähren und Schlesien. Der Art. 99 der tschechischen Verfassung gliedert die Tschechische Republik in Gemeinden (obec), welche sogenannte elementare selbstverwaltende Gebietseinheiten sind, und in Regionen (kraj), welche sogenannte höhere selbstverwaltende Gebietseinheiten sind. Die 14 höheren selbstverwaltenden Gebietseinheiten wurden durch das Verfassungsgesetz zum 1. Januar 2000 errichtet. Die Grenzen der Regionen orientieren sich an den Grenzen der Okresy und des Stadtgebiets Prags.

### Polizei
Neben der staatlichen Polizei der Tschechischen Republik (Policie České republiky) existieren uniformierte Gemeindepolizeien (obecní policie) bzw. Stadtpolizeien (městská policie) und die für das Militär zuständige Militärpolizei (Vojenská policie).

### Militär

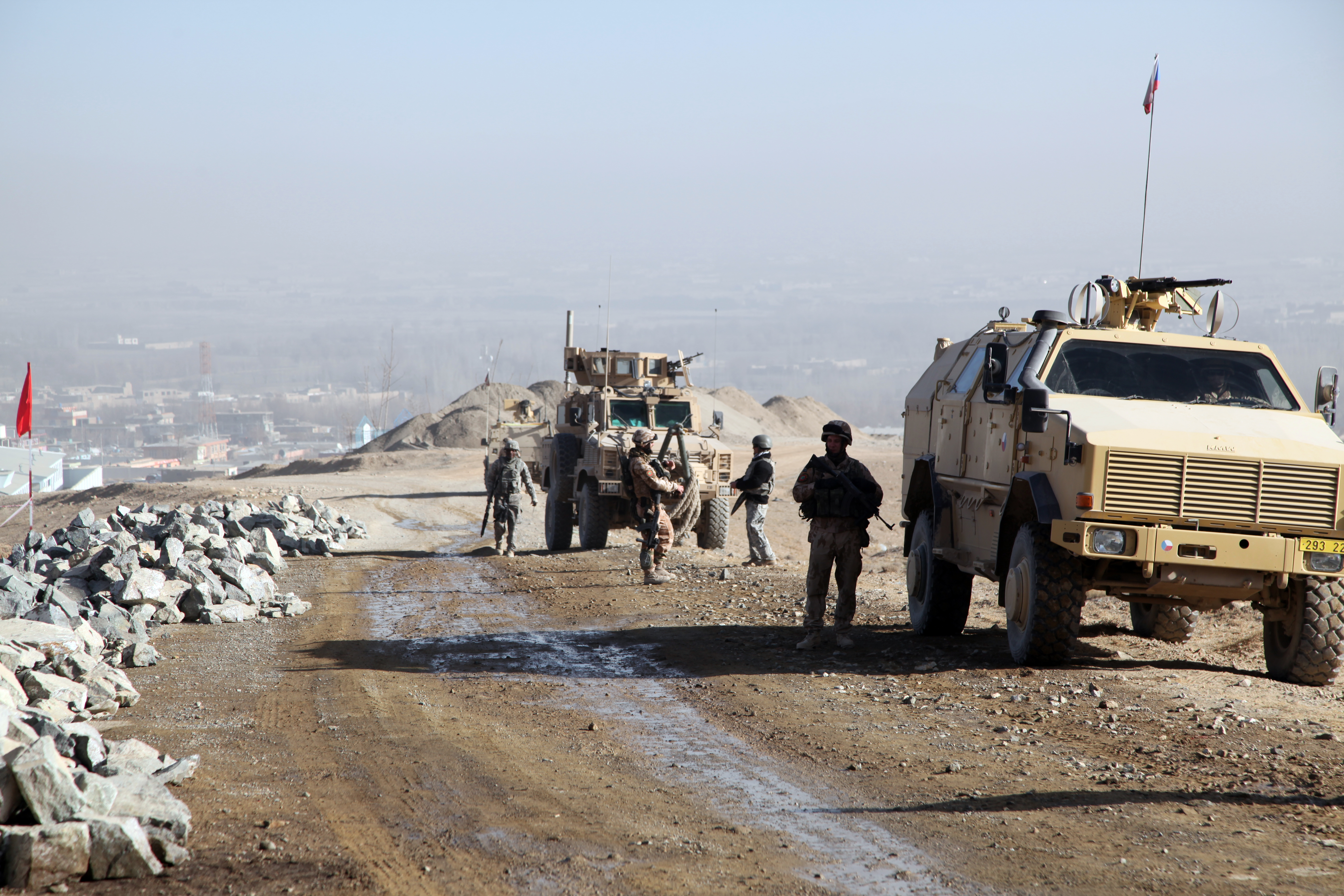
Tschechische Soldaten in Afghanistan (ISAF 2010)

Die Tschechischen Streitkräfte (Armáda České republiky, kurz AČR) sind eine Berufsarmee. Die Hauptbereiche sind in den Gemeinsamen Kräften (Společné síly) zusammengefasst, welche aus den Organisationsbereichen Heer (Pozemní síly), Luftwaffe (Vzdušné síly) und Unterstützungsstreitkräfte (Podpůrný komplet společných sil) bestehen. Oberster Befehlshaber ist der Staatspräsident.
Tschechien verfügt aktuell etwa über 21.100 Soldaten und ca. 11.000 Reservisten. Das Land hat derzeit 123 Kampfpanzer. Die Luftstreitkräfte verfügen über 44 Kampfflugzeuge.
Tschechien gab 2017 knapp 1,1 Prozent seiner Wirtschaftsleistung oder 2,2 Milliarden Dollar für seine Streitkräfte aus.

### Politische Indizes
| Name des Index                     | Indexwert    | Weltweiter Rang | Interpretationshilfe | Jahr |
| ---------------------------------- | ------------ | --------------- | --- | ---- |
| Fragile States Index               | 37,7 von 120 | 152 von 179     | Stabilität des Landes: sehr stabil 0 = sehr nachhaltig / 120 = sehr alarmierend Rang: 1 = fragilstes Land / 179 = stabilstes Land | 2024 |
| Demokratieindex                    | 8,08 von 10  | 23 von 167      | Vollständige Demokratie 0 = autoritäres Regime / 10 = vollständige Demokratie                                                     | 2024 |
| Freedom in the World Index         | 95 von 100   | —               | Freiheitsstatus: frei 0 = unfrei / 100 = frei                                                                                     | 2024 |
| Rangliste der Pressefreiheit       | 84 von 100   | 10 von 180      | Zufriedenstellende Lage für die Pressefreiheit 100 = gute Lage / 0 = sehr ernste Lage                                             | 2025 |
| Korruptionswahrnehmungsindex (CPI) | 56 von 100   | 46 von 181      | 0 = sehr korrupt / 100 = sehr sauber                                                                                              | 2024 |

## Wirtschaft

### Wirtschaftskennzahlen

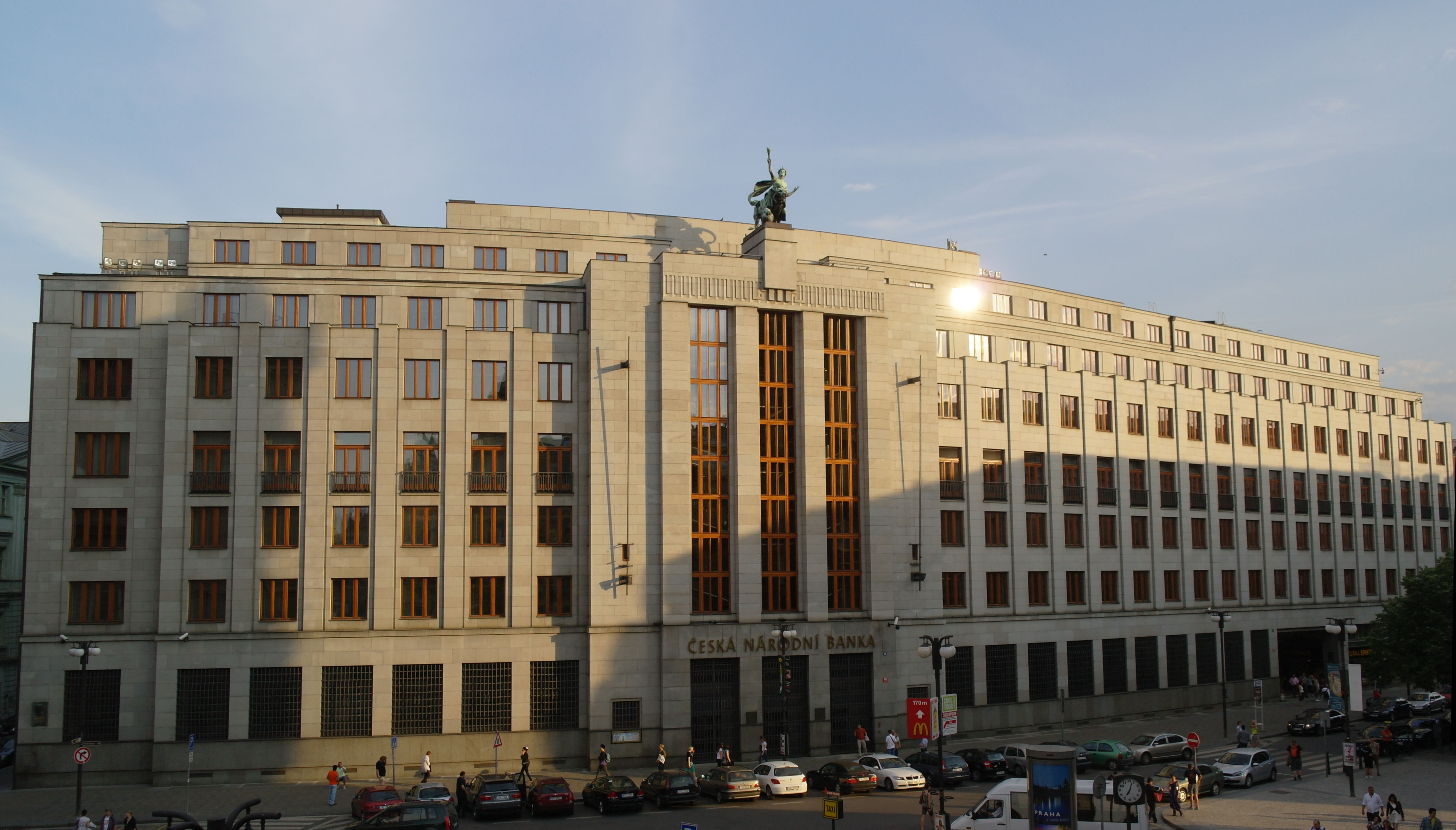
Die Tschechische Nationalbank

Nominales BIP in Mrd. Euro

Im Vergleich mit dem BIP der EU ausgedrückt in Kaufkraftstandards nähert sich Tschechien immer mehr dem Durchschnitt der EU-27 an. Schwankte das BIP pro Kopf zwischen 1997 und 2003 zwischen 68,4 % und 73,4 % des EU-Durchschnitts, stieg es seit dem EU-Beitritt 2004 stetig an. Im Jahr 2014 erreichte Tschechien 84 % des EU-Durchschnitts und im Jahr 2023 91 %. Bemerkenswert dabei sind jedoch die starken Unterschiede zwischen den Regionen. So erreichte die Hauptstadt Prag in der regionalen Aufschlüsselung des Jahres 2023 einen Wert von 193 % des Durchschnittes (viertstärkste EU-Region), während die Statistikregion Nordwesten, bestehend aus dem Karlovarský kraj und dem Ústecký kraj, lediglich 63 % des EU-Durchschnitts erreichte.
Die Arbeitslosenquote betrug im Dezember 2015 4,5 %. Im Februar 2019 betrug sie 2,0 Prozent (1,8 Prozent bei Männern und 2,2 Prozent bei Frauen) und war damit die niedrigste in der Europäischen Union. Im Jahr 2017 betrug die Jugendarbeitslosigkeit 8,3 %. 2015 arbeiteten 2,8 % aller Arbeitskräfte in der Landwirtschaft, 38,0 % in der Industrie und 59,2 % im Dienstleistungssektor. Die Gesamtzahl der Beschäftigten wird für 2017 auf 5,4 Millionen geschätzt; davon sind 44,4 % Frauen.
Im Global Competitiveness Index, der die Wettbewerbsfähigkeit eines Landes misst, belegt Tschechien Platz 31 von 137 Ländern (Stand 2018). Der Index für wirtschaftliche Freiheit 2024 des Landes war der 24 höchste von 176 Ländern.
Im Jahr 2017 verfügte das Land über Währungsreserven in Höhe von 148 Milliarden US-Dollar. Das Land gehört damit zu den europäischen Ländern mit den höchsten Reserven.
| Jahr                                    | 2010   | 2015   | 2016   | 2017   | 2018   | 2019   | 2020   | 2021   | 2022   | 2023   |
| --------------------------------------- | ------ | ------ | ------ | ------ | ------ | ------ | ------ | ------ | ------ | ------ |
| BIP in Mrd. USD (Kaufkraftparität)      | 319,7  | 376,0  | 389,4  | 416,8  | 442,6  | 486,8  | 479,7  | 525,2  | 578,7  | 599,0  |
| BIP pro Kopf in USD (Kaufkraftparität)  | 30.556 | 35.680 | 36.807 | 39.288 | 41.560 | 45.520 | 44.823 | 49.944 | 53.448 | 55.207 |
| BIP-Wachstum (real)                     | 2,7 %  | 5,0 %  | 2,6 %  | 5,2 %  | 2,8 %  | 3,6 %  | −5,3 % | 4,0 %  | 2,8 %  | −0,1 % |
| Inflation (in Prozent)                  | 1,5 %  | 0,3 %  | 0,7 %  | 2,5 %  | 2,1 %  | 2,8 %  | 3,2 %  | 3,8 %  | 15,1 % | 10,7 % |
| Staatsverschuldung (in Prozent des BIP) | 37 %   | 39 %   | 36 %   | 34 %   | 32 %   | 30 %   | 37 %   | 41 %   | 43 %   | 42 %   |

### Wirtschaftsgeschichte

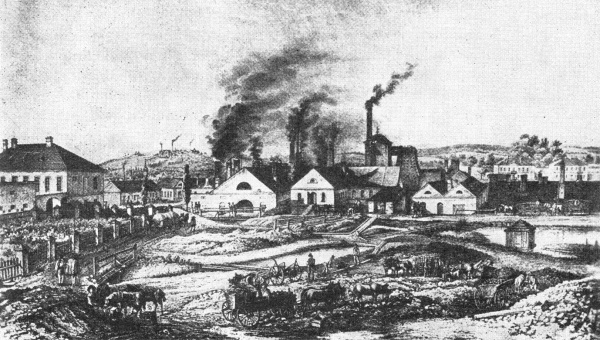
Die Witkowitzer Eisenwerke in Ostrava um 1850

Im Mittelalter entwickelte sich Böhmen zu einem bedeutenden Zentrum für Bergbau und Metallverarbeitung, insbesondere für Silber, Kupfer und Gold. Im 19. Jahrhundert standen die böhmischen Länder an der Spitze der Industrialisierung der Habsburgermonarchie, zunächst in der Zucker- und Textilindustrie, später auch im Maschinenbau und der Chemie. Städte wie Prag (Ringhoffer-Eisenbahnwerke, Českomoravská), Pilsen (Škoda), Liberec (Liebieg Weberei) und Brünn (Textilindustrie, Zbrojovka Waffenfabrik) wurden zu wichtigen Industriestandorten. Ostrava war ein Zentrum der Kohle- und Stahlindustrie im alten Österreich. Das 1859 gegründete Maschinenbau-Unternehmen Škoda hatte im Jahr 1900 schon etwa 3500 Mitarbeiter; es war der größte Rüstungskonzern Österreich-Ungarns. 1914 arbeiteten bei Škoda etwa 10.000 Menschen, 1917 waren es 32.000. Die ersten Nachkriegsprodukte waren Lokomotiven. Es entstanden die Geschäftsfelder Lebensmittel-, Tabak-, Automobil- und Flugzeugindustrie.  Auch im Jahr 2017 war Škoda das größte Unternehmen im Land.

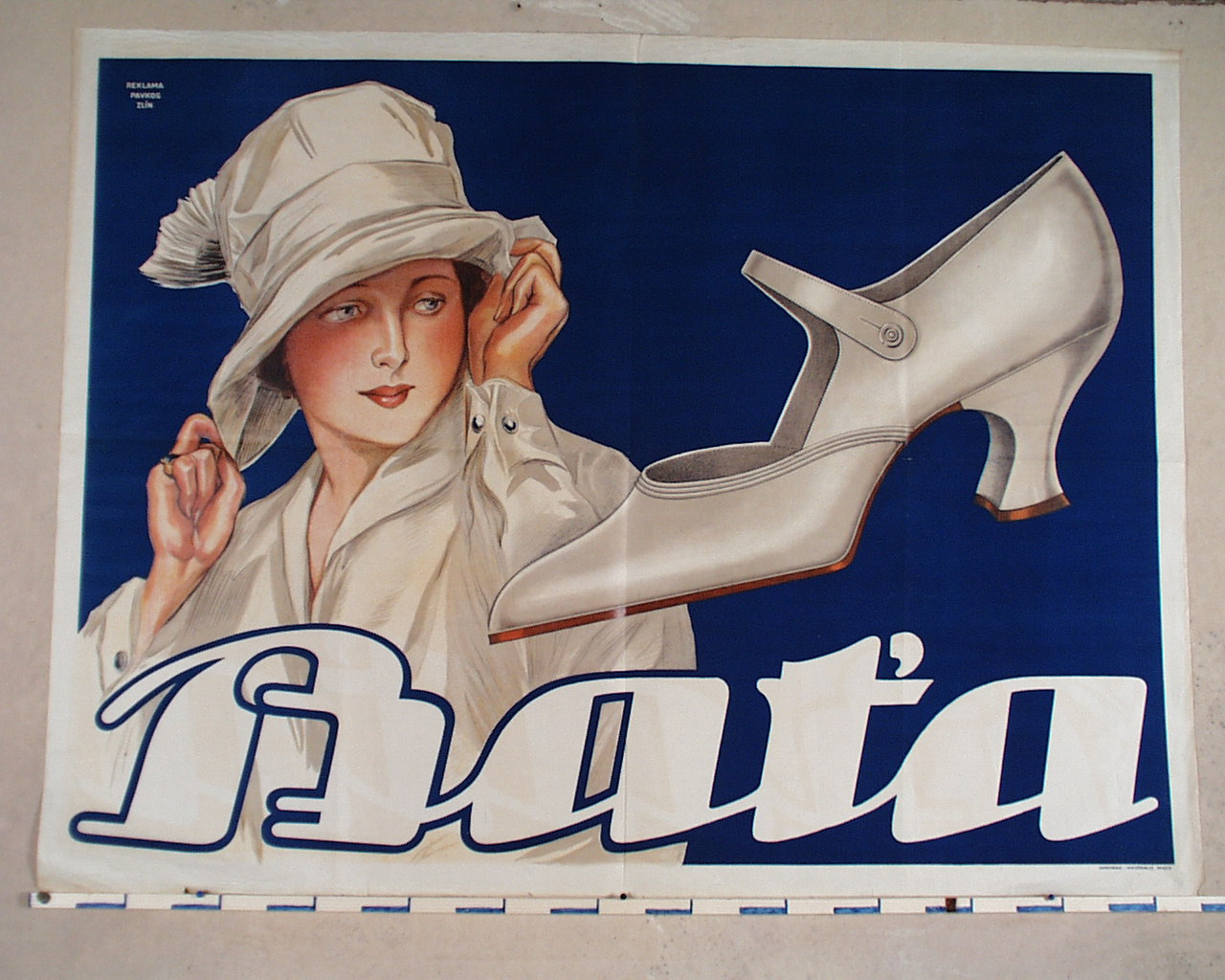
Werbeplakat für Baťa-Schuhe aus der Zwischenkriegszeit

Auch die Wirtschaft der Tschechoslowakei gehörte traditionell zu den am meisten entwickelten in Europa. Sie erreichte insbesondere in der Zeit von 1918 bis 1939 einen hohen Stand. Der Schuhkonzern Baťa stieg in den 1930er-Jahren zum Weltmarktführer auf. Nach der Machtübernahme durch die Kommunisten 1948 gehörte die Tschechoslowakei zwar zu den meistentwickelten Ländern des Ostblocks, infolge der Übernahme der Zentralverwaltungswirtschaft als die herrschende Wirtschaftsform und infolge der aufgezwungenen Ausrichtung auf die Bedürfnisse des RGW konnte sie sich mindestens seit Mitte der 1950er nicht mehr stark entwickeln, und fiel im Vergleich mit dem Westen zurück.
Nach der Samtenen Revolution Ende 1989 wurde die Wirtschaft des Landes privatisiert und erfreute sich, nach einer kurzen anfänglichen Rezession, erneut einer schnellen positiven Entwicklung. Das Gros des Bruttoinlandsproduktes wird heute im Dienstleistungssektor erzeugt.

### Außenwirtschaft
| Export nach | Export nach | Import aus          | Import aus |
| ----------- | ----------- | ------------------- | ---------- |
| Deutschland | 32,4 %      | Deutschland         | 22,4 %     |
| Slowakei    | 8,1 %       | Volksrepublik China | 16,7 %     |
| Polen       | 6,7 %       | Polen               | 8,2 %      |
| Frankreich  | 4,6 %       | Slowakei            | 4,4 %      |
| Österreich  | 4,5 %       | Italien             | 4,2 %      |

Die tschechischen Exporte entsprachen 2021 80,6 Prozent des BIP. Der bilaterale Handel mit Deutschland hatte 2021 ein Volumen von rund 97 Mrd. Euro. Tschechien wickelt nahezu ein Drittel seines Außenhandels mit Deutschland ab, das damit der mit Abstand wichtigste Handelspartner ist. Umgekehrt liegt Tschechien an 8. Stelle der deutschen Handelspartner.
Das Land strebt eine stärkere geographische Diversifizierung seiner Exporte durch Zuwächse auch auf Märkten außerhalb der EU an (z. B. China oder Indien). Tschechien ist für seine Exportwirtschaft noch sehr stark auf ausländische Unternehmen angewiesen, die dort investieren und produzieren lassen.
| Entwicklung des Außenhandels (Außenhandel in Mrd. US-Dollar und seine Veränderung gegenüber dem Vorjahr in %) | Entwicklung des Außenhandels (Außenhandel in Mrd. US-Dollar und seine Veränderung gegenüber dem Vorjahr in %) | Entwicklung des Außenhandels (Außenhandel in Mrd. US-Dollar und seine Veränderung gegenüber dem Vorjahr in %) | Entwicklung des Außenhandels (Außenhandel in Mrd. US-Dollar und seine Veränderung gegenüber dem Vorjahr in %) | Entwicklung des Außenhandels (Außenhandel in Mrd. US-Dollar und seine Veränderung gegenüber dem Vorjahr in %) | Entwicklung des Außenhandels (Außenhandel in Mrd. US-Dollar und seine Veränderung gegenüber dem Vorjahr in %) | Entwicklung des Außenhandels (Außenhandel in Mrd. US-Dollar und seine Veränderung gegenüber dem Vorjahr in %) |
| --- | --- | --- | --- | --- | --- | --- |
| | 2019 | 2019 | 2020 | 2020 | 2021 | 2021 |
| | Mrd. US$ | % ggü. Vj. | Mrd. US$ | % ggü. Vj. | Mrd. US$ | % ggü. Vj. |
| Einfuhr | 179,3 | −3,1 | 171,4 | −4,4 | 209,0 | 21,9 |
| Ausfuhr | 199,5 | −1,5 | 192,3 | −3,6 | 225,6 | 17,3 |
| Saldo | 20,2 | | 20,9 | | 16,6 | |
| Quelle: GTAI                                                                                                  | | | | | | |

### Industrie

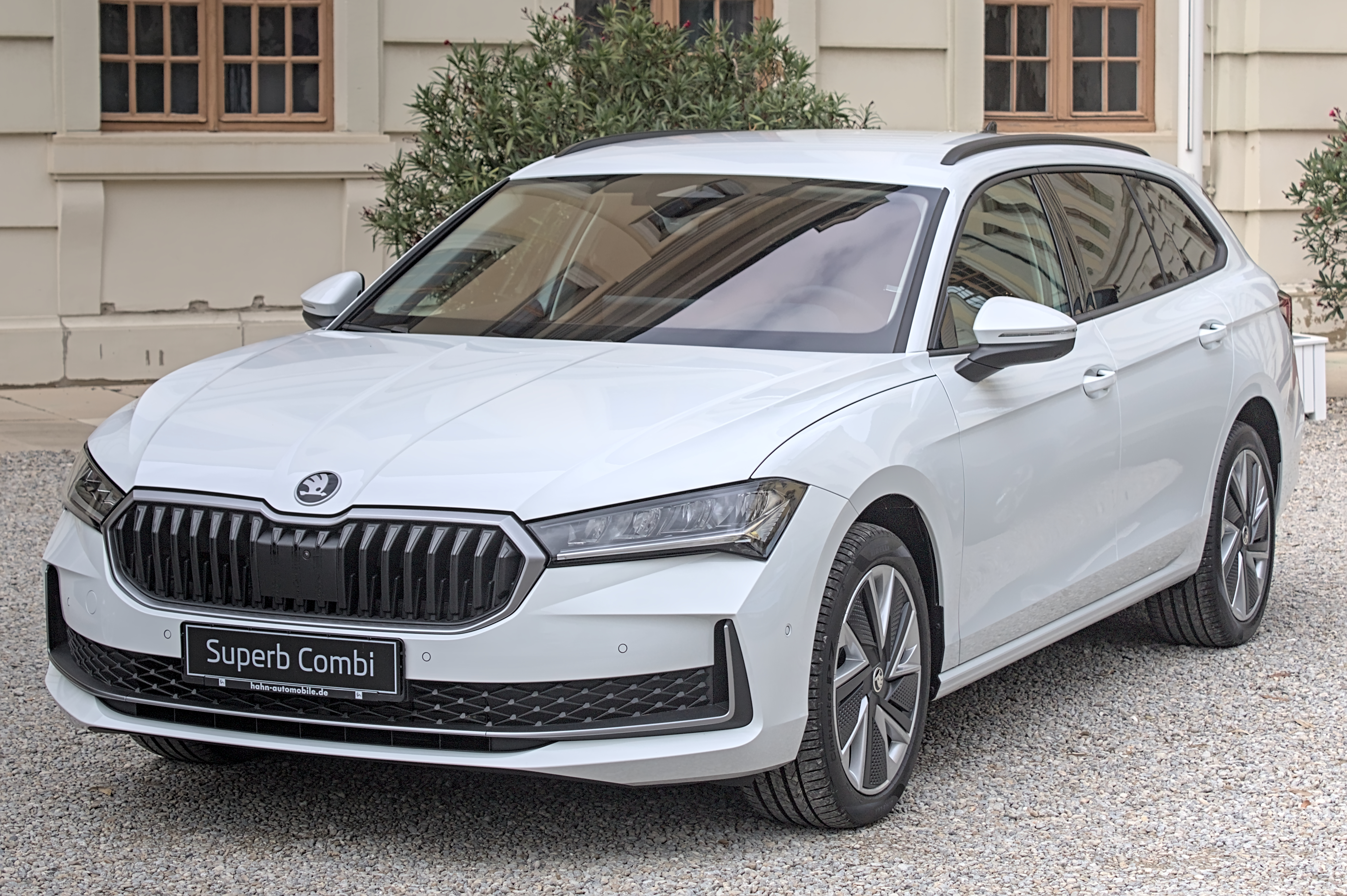
Škoda ist ein wichtiger industrieller Arbeitgeber in Tschechien.

Die tschechische Wirtschaft ist stark auf die Industrie (über 37 % Industrieanteil am BIP) und insbesondere auf die Automobilindustrie ausgerichtet. Einen großen Teil der Industrie bildet die Erzeugung moderner Industrieanlagen und Industriekomplexe, die überwiegend für Westeuropa und andere hochentwickelte Staaten der Welt bestimmt sind, sowie die Automobilindustrie (die Škoda-Auto-Werke gehören zu den größten Betrieben des Landes und bilden den wesentlichen Teil des tschechischen Exportes). Weitere wichtige Bereiche: die Metallurgie, Maschinen-, Lebensmittel- und Holzindustrie, ferner die chemische, petrochemische und pharmazeutische Industrie, Glas- und Keramikerzeugung.
In Böhmen hat die Glasindustrie Tradition. Viele der Glashütten können besichtigt werden, allerdings ist die Glasindustrie heute nur noch von geringer wirtschaftlicher Bedeutung.

### Energie
Im Jahr 2024 betrug der Anteil der Kraftwerksarten an der Stromerzeugung (brutto) von insgesamt 68 Terawattstunden (zum Vergleich: In Deutschland wurden 414 TWh erzeugt): Atomenergie 41 %, Kohle: 35 %, Erdgas 5 %, Andere Nicht-Erneuerbare: 1 %, Solarenergie 6 %, Wasserkraft 3,8 %, Biomasse 3,3 %, Windkraft 1,0 %, Sonstige Erneuerbare 3,5 %.
Zur Wärmeerzeugung wurden 2015 hauptsächlich Kohle (62,6 %) und Gas (25,9 %) verwendet; der Anteil von Öl war gering (0,9 %).
In Tschechien werden zwei Kernkraftwerke betrieben. Das Kernkraftwerk Dukovany hat vier Kernreaktoren russischer Bauart (WWER-440/213, je 471 MW Nettoleistung); sie gingen in den Jahren 1985 bis 1987 in Betrieb. Das Kernkraftwerk Temelín hat zwei Kernreaktoren (WWER-1000/320) mit je 1000 MW Nettoleistung. Beide Kernkraftwerke liegen im Süden des Landes nahe der Grenze zu Österreich.
Die Tschechische Republik exportierte 2024 rund 20 Prozent ihrer Stromproduktion. Stromexporten von 13,5 TWh standen Importe von 9,3 TWh gegenüber. Gegenüber 2015 bedeutet dies einen Rückgang des Exportüberschusses um 8,8 TWh auf nur noch 4,2 TWh. Nach bereits 2014 veröffentlichten Prognosen des Industrieministeriums wird sich dieser Trend fortsetzen und Tschechien perspektivisch Netto-Importeur werden. Grund seien fallende Börsenstrompreise durch den Ausbau erneuerbarer Energien in Nachbarländern (vor allem in Deutschland und in Österreich), sodass viele fossile Kraftwerke und Kernkraftwerke sich nicht mehr wirtschaftlich betreiben ließen. Die Stromproduktion aus Kohle solle schrittweise reduziert werden; Neubaupläne für Kernkraftwerke verschoben oder verworfen werden. Der halbstaatliche Energiekonzern ČEZ zog 2014 die Ausschreibung für zwei neue AKW-Blöcke am Standort Temelín zurück, nachdem die Regierung Sobotka keine staatlich garantierten Strompreise zusagen wollte.

### Land- und Forstwirtschaft

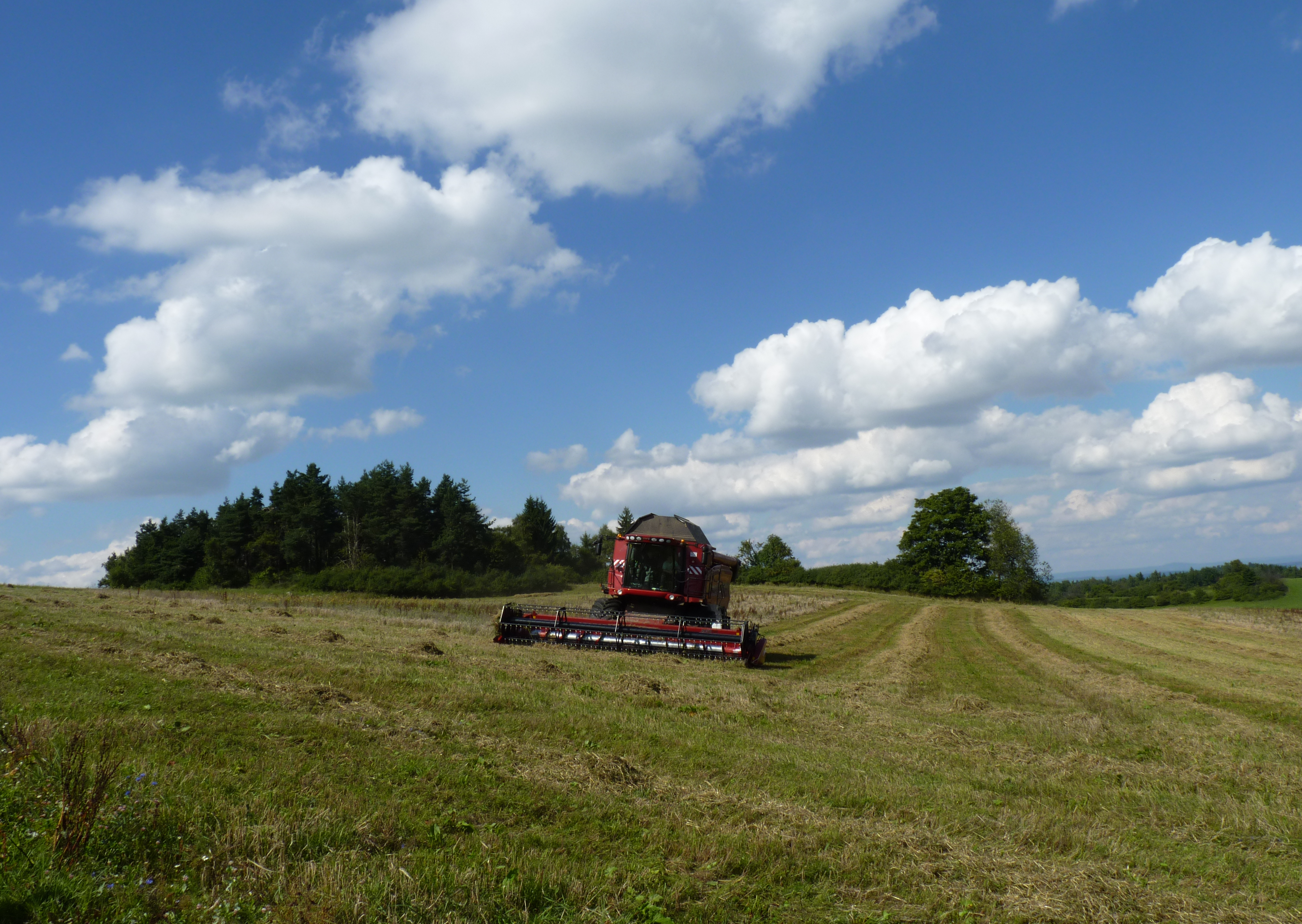
Feld in Okres Strakonice

Die tschechischen Beckenlandschaften sind sehr fruchtbar. Die Landwirtschaft betreibt vorwiegend den Anbau von Weizen, Mais, Gerste, Zuckerrüben, Kartoffeln, Rüben, Raps, Gemüse und Obst. Besonders wichtig ist die Hopfenproduktion, vor allem im Saazer Becken, als Grundlage der tschechischen Braukultur. Böhmen ist ein traditionelles Bierbrauerland, vor allem in Südmähren wird hingegen Wein angebaut. Rinder, vorrangig Fleckvieh, Schweine und Hühner machen den größten Teil der Viehzucht aus. Von Bedeutung ist auch die Zucht von Süßwasserfischen, insbesondere Karpfen. 54 % der Gesamtfläche Tschechiens wird landwirtschaftlich genutzt. Ein Drittel der Fläche bedecken Wälder, die auch Holz für den Export produzieren.
Die Landwirtschaft ist in Tschechien außergewöhnlich großstrukturig organisiert. Ein Betrieb wirtschaftet im Schnitt auf 152 Hektar, während der EU-weite Schnitt nur 14 Hektar beträgt. Hauptgrund dafür ist das Genossenschaftswesen (JZD) und die erzwungene Kollektivierung in den 1950er Jahren. Überdurchschnittlich groß auch der Anteil verpachteten Bodens, auch wenn der Anteil von Grundeigentum kontinuierlich steigt (2014: 22 %). Der Anteil von Beschäftigten in der Landwirtschaft beträgt ungefähr drei Prozent der Bevölkerung.

### Tourismus
Mit über 12 Millionen Touristen stand Tschechien 2016 auf Platz 29 der meistbesuchten Länder der Welt. Die Tourismuseinnahmen beliefen sich im selben Jahr auf 6,3 Mrd. US-Dollar. Wichtigstes Touristenziel in Tschechien ist die Hauptstadt Prag. Wichtige Sparten sind der Kultur- und Städtetourismus, Sommer- und Wintersport sowie der Kurtourismus, beispielsweise im Westböhmischen Bäderdreieck. Im Land gibt es insgesamt 12 UNESCO-Welterbestätten. 2018 waren die meisten Touristen aus Deutschland, der Slowakei, Polen, China und den USA.

### Bergbau

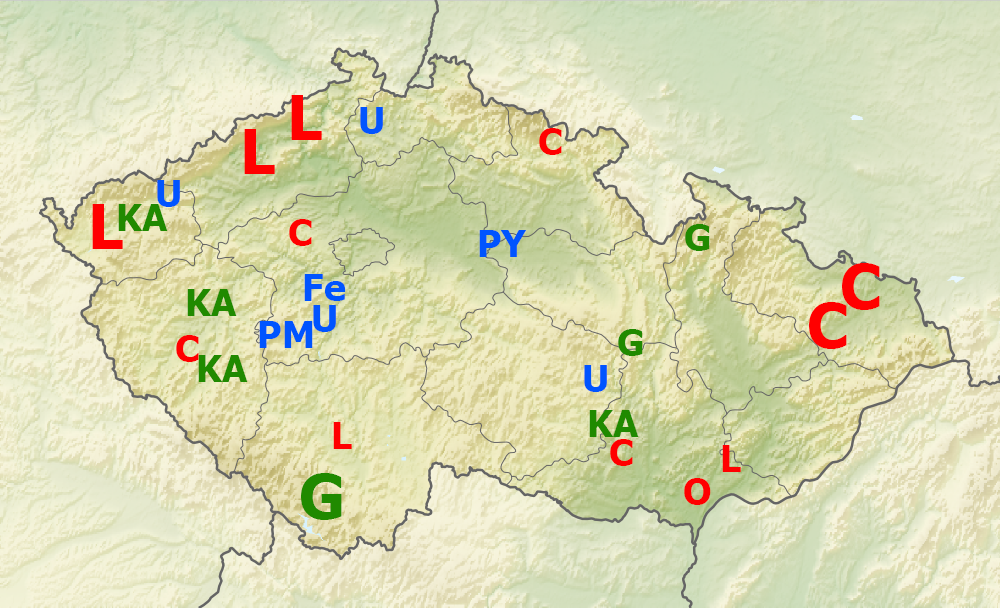
Natürliche Rohstoffe in Tschechien: Fe – Eisenerz, PY – Pyrit, PM – Kupfer, Zink, Blei, U – Uran, C – Kohle, L – Braunkohle, O – Erdöl, G – Graphit, KA – Kaolin

In Tschechien werden Stein- und Braunkohle, Kaolin, Ton, Graphit, Kalkstein und Quarzsand gefördert. Der Kohleabbau verliert kontinuierlich an Bedeutung, er ging in den letzten 25 Jahren um gut die Hälfte zurück. Bis zum Jahr 2017 wurde bei Dolní Rožínka Uran gefördert. Der Großteil des Erdöls und Erdgases wird aus Russland eingeführt.

### Staatshaushalt
Der Staatshaushalt umfasste 2016 Ausgaben von umgerechnet 74,7 Mrd. US-Dollar, dem standen Einnahmen von umgerechnet 73,7 Mrd. US-Dollar gegenüber. Daraus ergibt sich ein Haushaltsdefizit in Höhe von 0,5 % des BIP. Die Staatsverschuldung betrug 2016 55,2 Mrd. US-Dollar oder 37,6 % des BIP.
Tschechische Staatsanleihen werden von der Ratingagentur Standard & Poor’s mit der Note AA- bewertet (Stand: Dezember 2018).
Anteil der Staatsausgaben (in % des BIP) folgender Bereiche:
- Gesundheit: 7,68 % (2017)[96]
- Bildung: 3,8 % (2015)[93]
- Militär: 1,19 % (2019)[93]

## Infrastruktur

### Verkehr
Das Land verfügt über eine gute Verkehrsanbindung an seine Nachbarstaaten. Im Logistics Performance Index, der von der Weltbank erstellt wird und die Qualität der Infrastruktur misst, belegte Tschechien 2018 den 22. Platz unter 160 Ländern. Von allen Ländern in Zentral/Osteuropa belegt es damit den ersten Rang.

#### Fernstraßen

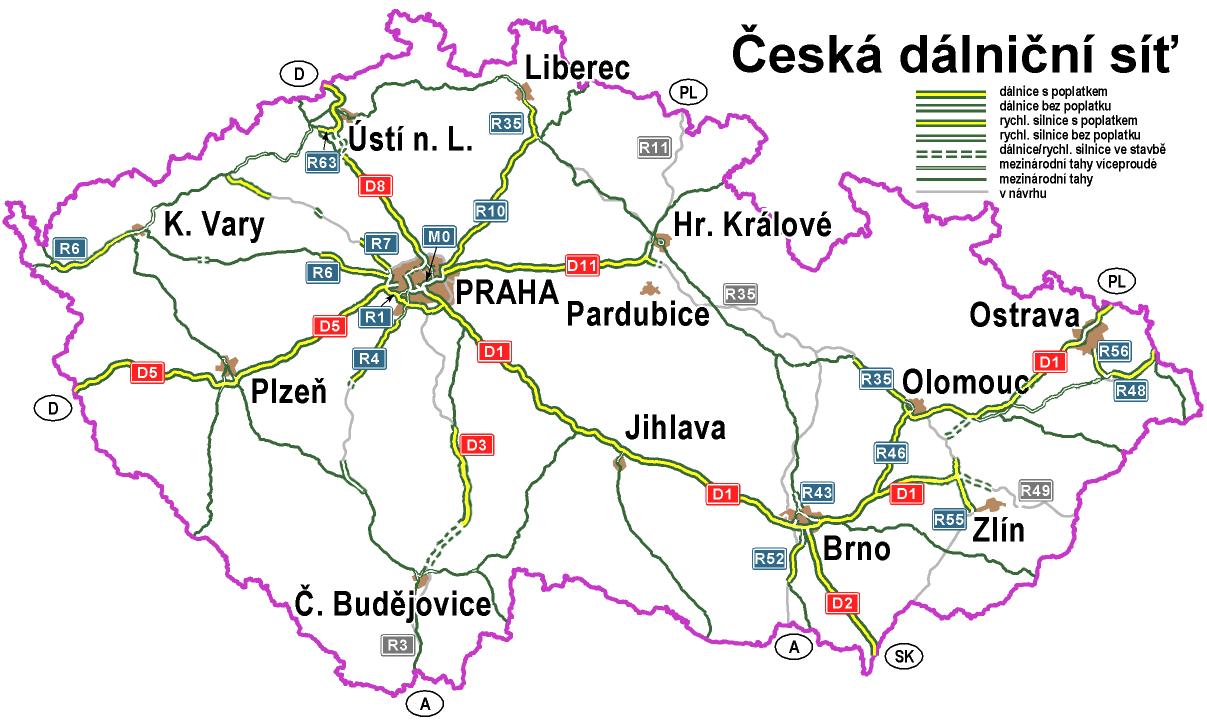
Autobahnen und Schnellstraßen in Tschechien

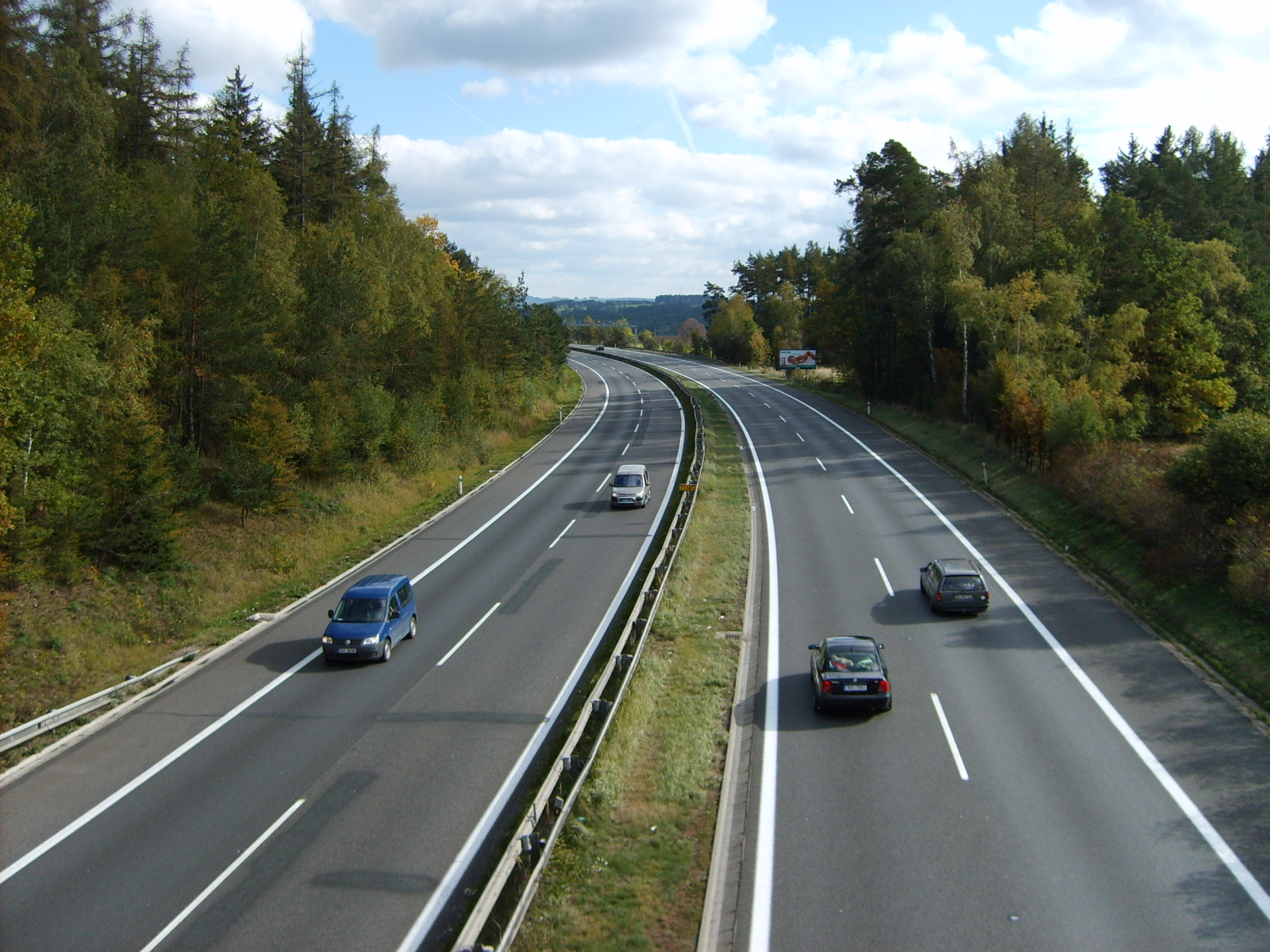
Autobahn D1

Der Bau des tschechischen Autobahnnetzes reicht bis zum Jahr 1967 zurück. Während bis 1990 weitgehend nur die Strecken Prag–Brünn und Brünn–Pressburg fertiggestellt wurden, wurde das Netz in den folgenden Jahren stetig ausgebaut. Aktuell umfasst das Netz Autobahnen mit einer Länge von ca. 1.300 Kilometern (Stand 2020).
Seit 1990 wurden die Autobahn D5 Prag–Pilsen–deutsche Grenze/A6–Nürnberg (vollständige Inbetriebnahme 2006) und D8 Prag–deutsche Grenze/A17–Dresden (vollständige Inbetriebnahme 2016) fertiggestellt. Mit Ausnahme eines ca. 10 Kilometer langen Teilstücks bei Přerov ist auch die D1 zwischen Brünn und Ostrava mit Anschluss an die polnische Autobahn A1 fertiggestellt (Stand Ende 2022). Die komplette Fertigstellung ist für das Jahr 2026 geplant.
In Bau befinden sich aktuell weite Teile der D3 auf der Trasse von Prag über Tábor nach Budweis mit Anschluss an die Mühlviertler Schnellstraße in Österreich. Einzelne Abschnitte sind hier bereits in Betrieb. Das trifft auch auf die D6 zu, die im Endzustand von Prag über Karlovy Vary und Cheb mit Anschluss an das deutsche Straßennetz bei Marktredwitz führen soll.
In Bau befindet sich ebenfalls der noch fehlende Abschnitt der D11 zwischen Jaroměř und Trutnov sowie weiterführend zur polnischen Grenze. Dieser soll bis 2026 errichtet werden.
Für die Benutzung der Autobahnen sowie der Schnellstraßen ist bis auf wenige Streckenabschnitte eine Maut zu bezahlen. Die Maut ist für Fahrzeuge bis zu 3,5 Tonnen als elektronische Vignette (Elektronická dálniční známka) ausschließlich online erhältlich. Motorräder und Trikes benötigen keine Vignette.
Unterhalb des Autobahnnetzes existiert ein über 55.000 km langes Straßennetz, welches sich in 336 km Schnellstraßen, 6156 km Straßen erster Ordnung, 14.669 km Straßen zweiter Ordnung und 34.128 km Straßen dritter Ordnung gliedert.
Grundvorschriften im Straßenverkehr
- Die Geschwindigkeitsbeschränkungen betragen innerorts 50 km/h, außerorts 90 km/h und auf den Autobahnen 130 km/h.
- Seit dem 1. Juli 2006 muss ganzjährig mit Abblendlicht gefahren werden, bei neueren Kraftfahrzeugen ist dabei das Tagfahrlicht ausreichend.
- Kinder bis 36 kg oder kleiner als 150 cm müssen durch einen Kindersitz gesichert werden.
- Es gilt absolutes Alkoholverbot beim Lenken von Fahrzeugen.
- Telefonieren ist dem Lenker während der Fahrt nur mit einer Freisprechanlage erlaubt.

#### Schienenverkehr

Schienennetz

Der Schienenverkehr in Tschechien hat eine 160-jährige Tradition. Beim Stand von 2010 ist das Streckennetz mit 9.620 Kilometern, gleichauf mit der Schweiz und abgesehen von den Stadtstaaten Monaco und Vatikanstadt das dichteste Eisenbahnnetz der Welt. Die meisten Strecken werden von der derzeit noch 100 % staatlichen Aktiengesellschaft České dráhy (Tschechische Bahnen) betrieben. Bedingt durch die Lage in Mitteleuropa, ist die Tschechische Republik zu einem wichtigen Transitland geworden. Durch das Staatsgebiet führen verschiedene EuroCity-Korridore (z. B. Berlin–Prag–Wien oder Hamburg–Berlin–Prag–Bratislava–Budapest). Die meisten Strecken werden im Halbstunden-, Stunden- oder Zweistundentakt befahren. Seit 2005 wird der tschechische Pendolino BR 680 als SuperCity von Prag nach Ostrava eingesetzt. Seit 2014 verkehrt der Railjet von Prag nach Wien und Graz. Die České dráhy konkurrieren auf mehreren Strecken mittlerweile mit den privaten Verkehrsunternehmen Regiojet und Leo Express.

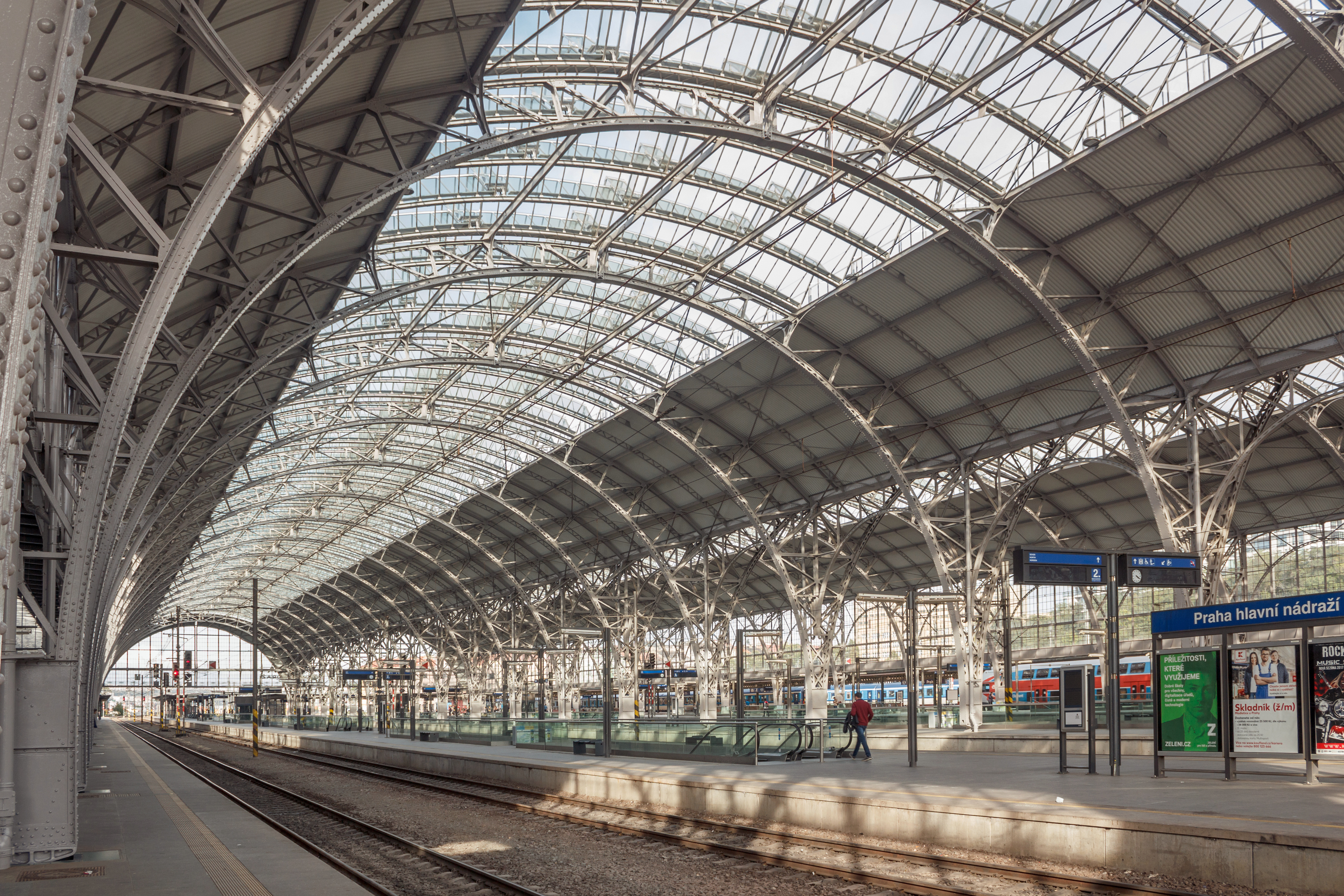
Prager Hauptbahnhof

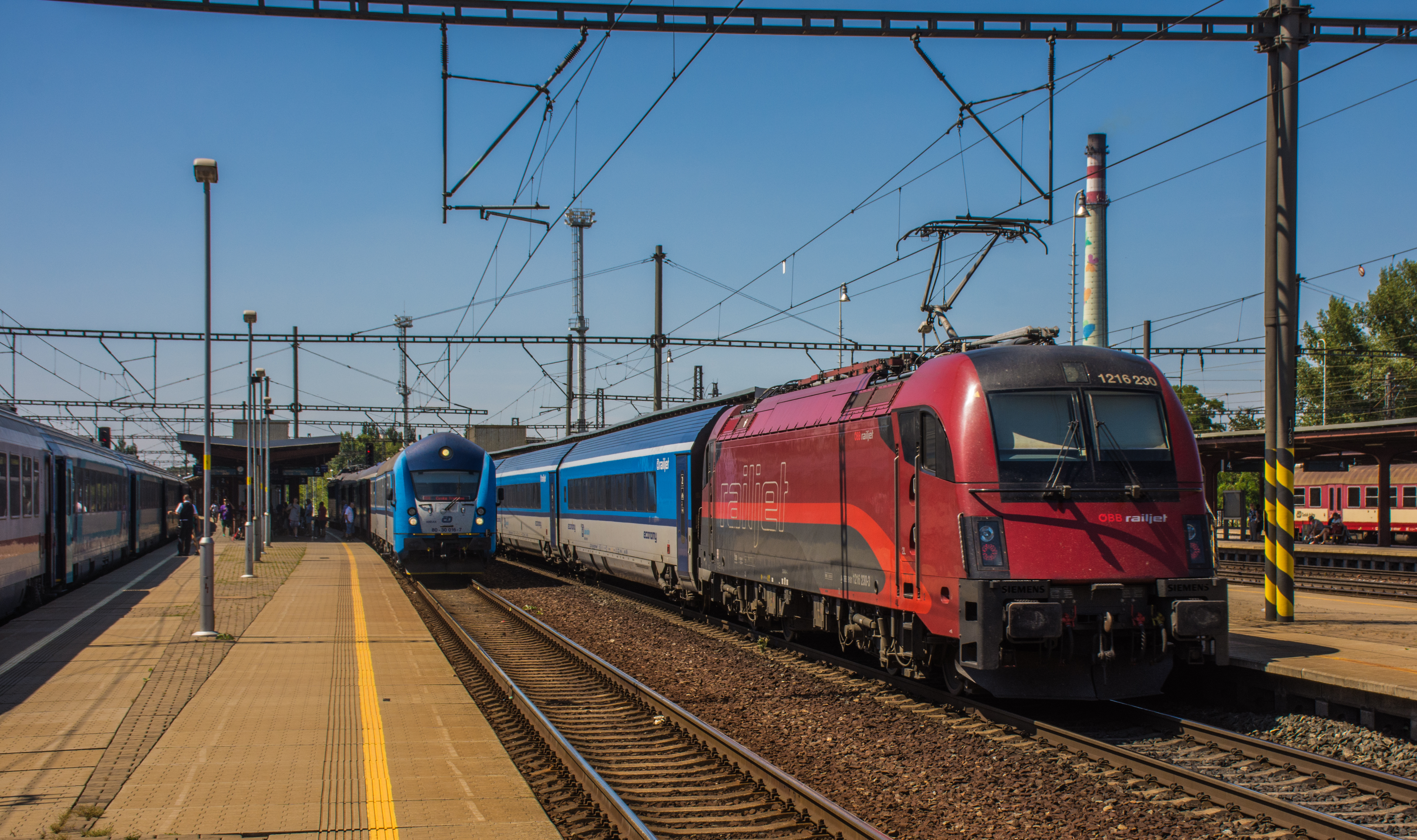
ČD - Railjet mit anderen Zügen zum Bahnhof in Kolín

Aktuell wird das Streckennetz auf vier sogenannten „Transitkorridoren“ ausgebaut, die im Endzustand mit einer Geschwindigkeit von 160 km/h befahren werden sollen, teilweise wird ein weiterer Ausbau für Tempo 230 km/h angestrebt:
- Der weitgehend fertiggestellte erste Korridor durchquert das Land von Nordwest nach Südost: Er führt über (Dresden–)Děčín, Prag und Brünn weiter in Richtung Břeclav(–Wien) oder ab Břeclav alternativ nach Bratislava.
- Der zweite Korridor führt über die Bahnstrecke Břeclav–Petrovice u Karviné und erschließt damit hauptsächlich die mährischen Landesteile und die drittgrößte Stadt des Landes Ostrava.
- Der dritte Korridor führt aus der Slowakei über die Bahnstrecke Žilina–Bohumín nach Ostrava und teilt sich ab hier die Trasse mit dem zweiten Korridor bis Přerov. Von dort führt er über Olomouc nach Česká Třebová, von wo er sich wiederum bis Prag die Trasse mit dem ersten Korridor teilt. Ab Prag führt er über die Bahnstrecke Praha–Plzeň und die Bahnstrecke Plzeň–Cheb und von Cheb weiter in Richtung Nürnberg.
- Der vierte Korridor durchquert das Land in Nord-Süd-Richtung: Er teilt sich zwischen Děčín und Prag die Trasse mit dem ersten Korridor und wird von Prag über Tábor nach České Budějovice geführt. Von dort wird der Korridor in Richtung Linz weitergeführt.

Teilweise ist auch ein fünfter Korridor im Gespräch, der über die Bahnstrecke Praha–Turnov und von Turnov weiter nach Liberec führen soll.

#### Luftfahrt

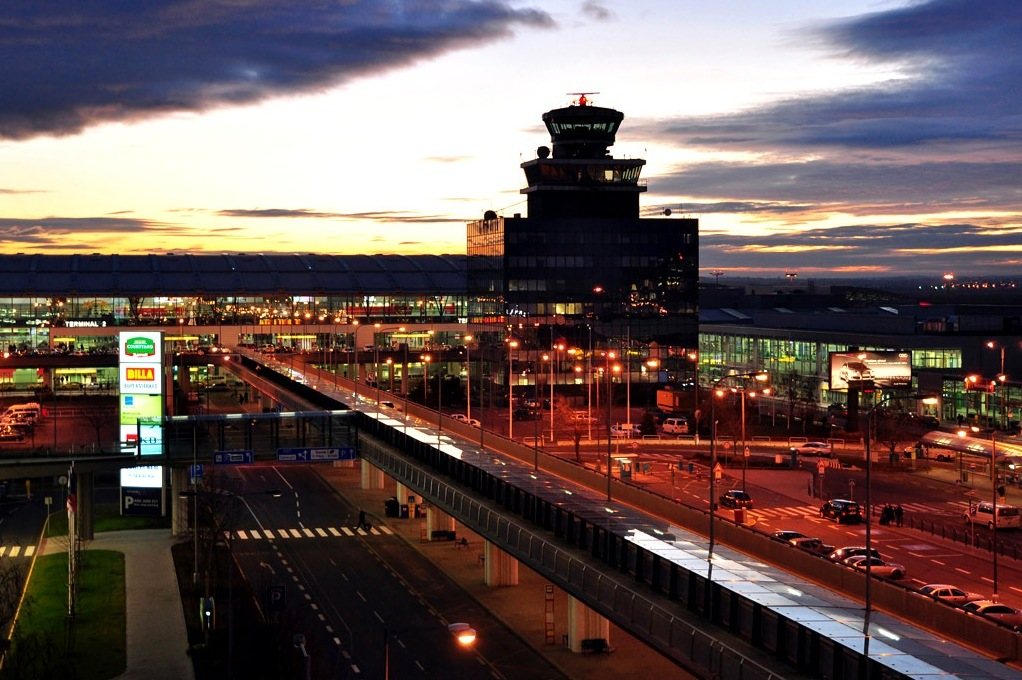
Der Václav-Havel-Flughafen in Prag

Wichtige tschechische Verkehrsflughäfen sind der Flughafen Prag (17,8 Millionen Passagiere im Jahr 2019), der Flughafen Brünn-Tuřany und der Flughafen Ostrava. Die meisten Hauptstädte der Regionen können über Sportflugplätze angeflogen werden. Insgesamt gibt es in Tschechien 91 zivile Flugplätze.
Die größten Fluggesellschaften sind Czech Airlines, Travel Service und die Billigfluggesellschaft Smartwings.

#### Wasserverkehr
In Tschechien ist der Wasserverkehr auf den Flüssen Elbe und Moldau und auf geschlossenen Wasserflächen (Stauseen und Seen), die für die Schifffahrt geeignet sind, nur zum Teil erschlossen. Die Abschnitte der Elbe und Moldau mit internationalem Status sind mit dem europäischen Wasserwege-System verbunden, das heißt mit Flüssen zu den Seehäfen (Elbe-Hamburg) und mit dem System der europäischen Kanäle zu anderen Flüssen und ihren Binnen- und Seehäfen (Magdeburg, Duisburg, Rotterdam).
Mit dem Moldauhafen besitzt die Tschechische Republik im Hamburger Hafen einen Freihafen mit direktem Zugang zur Nordsee. Dieses 30.000 Quadratmeter große Gebiet ist bis 2028 an Tschechien, als Rechtsnachfolger der ČSSR verpachtet.

#### Stadtverkehr

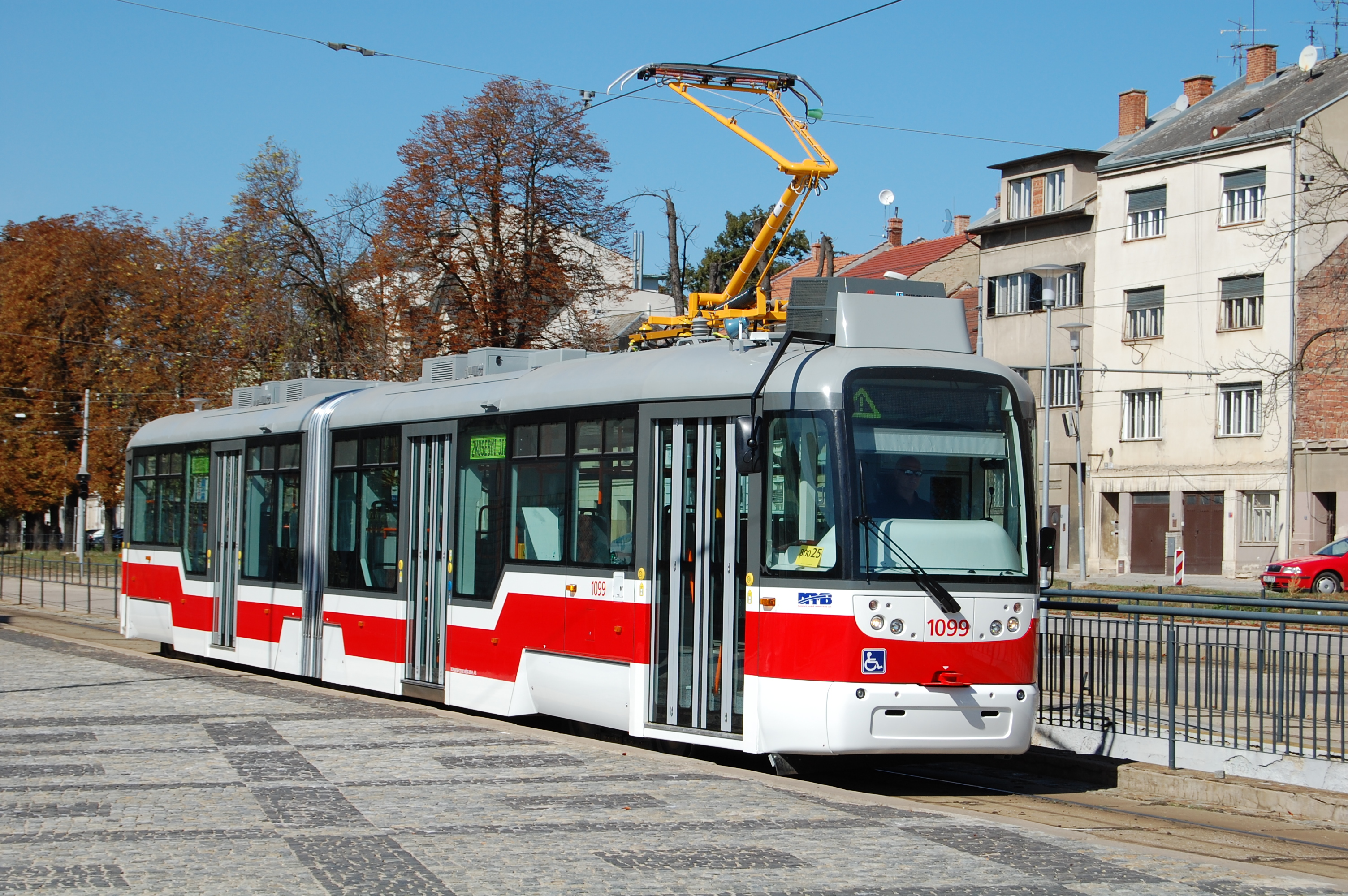
Brünner Straßenbahn

In größeren Städten sind Straßenbahnen, Busse und auch Oberleitungsbusse die üblichen öffentlichen Verkehrsmittel. In kleineren Städten fahren nur Busse beziehungsweise O-Busse. In der Hauptstadt Prag betreiben die dortigen Verkehrsbetriebe die Prager Metro mit drei U-Bahnlinien, die das Zentrum mit den Stadträndern verbindet. Die Preise der Fahrkarten sind in den einzelnen Städten unterschiedlich; Senioren fahren fast überall kostenlos, wobei die Altersgrenze in der Regel bei 65 oder 70 Jahren liegt. Fahrkarten werden an Schaltern, Automaten und teilweise in den Fahrzeugen selbst angeboten. In Prag und anderen größeren Städten sind Touristenkarten für mehrere Fahrten im Verkauf. Beim Betreten der Verkehrsmittel müssen die Tickets in der Regel sofort entwertet werden.

#### Radverkehr

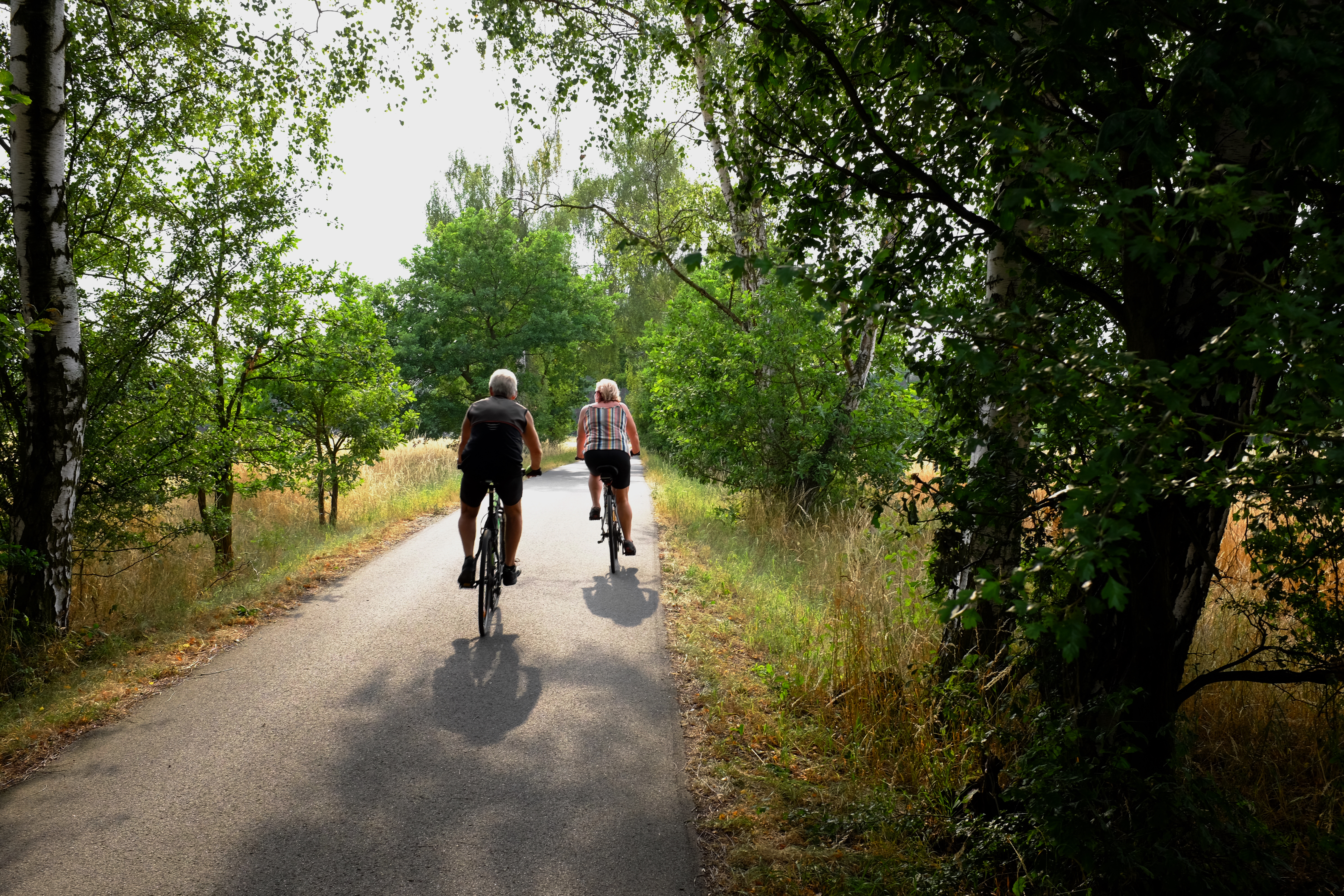
Radweg entlang der Eger bei Nebanice

In den Hauptzentren des Fremdenverkehrs und in den Städten wird ein ausgedehntes Radwegenetz ausgebaut, dort kann man auch Straßenräder oder Mountainbikes leihen. Eine Anzahl europäischer Radwege durchquert Tschechien. Viele Radwege führen durch hügeliges Terrain, wie etwa die vielen Routen im Böhmerwald, die weiter in den Bayerischen Wald führen. Fahrradfahren ist in Tschechien weit verbreitet, in den letzten Jahren wurde daher intensiv an einem nationalen Radnetz gearbeitet. Eine landesweit einheitliche Ausschilderung mit gelben Radweg-Schildern und nummerierten Radwegen ist Fahrradtouristen sehr hilfreich.

### Feuerwehr
In der Feuerwehr in Tschechien waren im Jahr 2019 landesweit 12.963 Berufs- und 67.149 freiwillige Feuerwehrleute organisiert, die in 7.039 Feuerwachen und Feuerwehrhäusern, in denen 4.755 Löschfahrzeuge und 415 Drehleitern bzw. Teleskopmasten bereitstehen, tätig sind. Der Frauenanteil beträgt ein Prozent. Die tschechischen Feuerwehren wurden im selben Jahr zu 2.298.681 Einsätzen alarmiert, dabei waren 18.813 Brände zu löschen. Hierbei wurden 128 Tote von den Feuerwehren bei Bränden geborgen und 1.388 Verletzte gerettet. Der nationale Feuerwehrverband Český národni výbor repräsentiert die tschechische Feuerwehr im Weltfeuerwehrverband CTIF.

### Medien und Telekommunikation

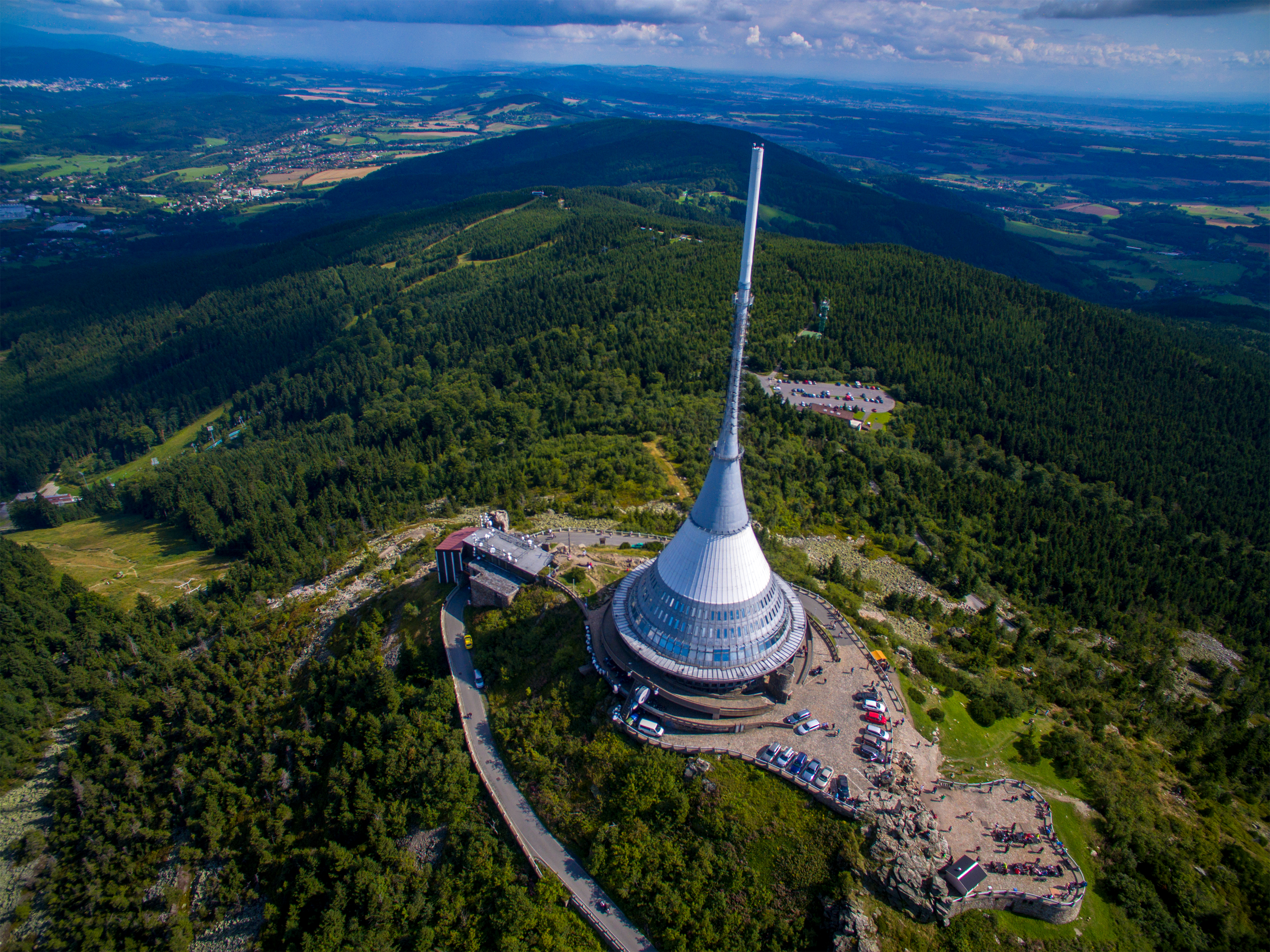
Der Fernsehturm Ještěd bei Liberec

In Tschechien erscheinen 75 Tageszeitungen, die von 19,9 % der Bevölkerung gelesen werden. Daneben werden 62 Periodika herausgegeben, die von 8,9 % der Einwohner konsumiert werden. Über insgesamt 3.405.834 Fernsehanschlüsse – durchschnittlich 33,2 je 100 Einwohner – können 150 Fernsehsender empfangen werden; der durchschnittliche tägliche Fernsehkonsum beträgt 194 Minuten.
Das öffentlich-rechtliche Fernsehen heißt Česká televize und umfasst die Programme ČT1 (allgemein), ČT2 (Bildung und Kultur), ČT24 (Nachrichten), ČT sport, ČT art und den Kindersender ČT :D. Der öffentlich-rechtliche Hörfunk heißt Český rozhlas und umfasst unter anderem ČRo 1 (Informationskanal mit Nachrichten und Minderheitensendungen), ČRo 2 (Familienkanal mit Reportagen, Hörspielen, Wissenschafts- und Religionssendungen), ČRo 3 (Kultur + Hörspiele), ČRo 7 (Auslandsprogramm „Radio Prag“ mit Sendungen in mehreren Sprachen) und über 10 Regionalprogramme die von Regionalstudios produziert werden.
Im Jahr 2023 nutzten 86 Prozent der Einwohner Tschechiens das Internet.
Das staatliche Postunternehmen ist die Česká pošta. Das tschechische Postleitzahlensystem besteht in seiner heutigen Form seit 1973. Für telefonische Ortsgespräche ist die ehemalige Vorwahlnummer erforderlich, sie gehört nun zur Anschlussnummer, die internationale Telefonvorwahl ist +420.

## Kultur

### Architektur

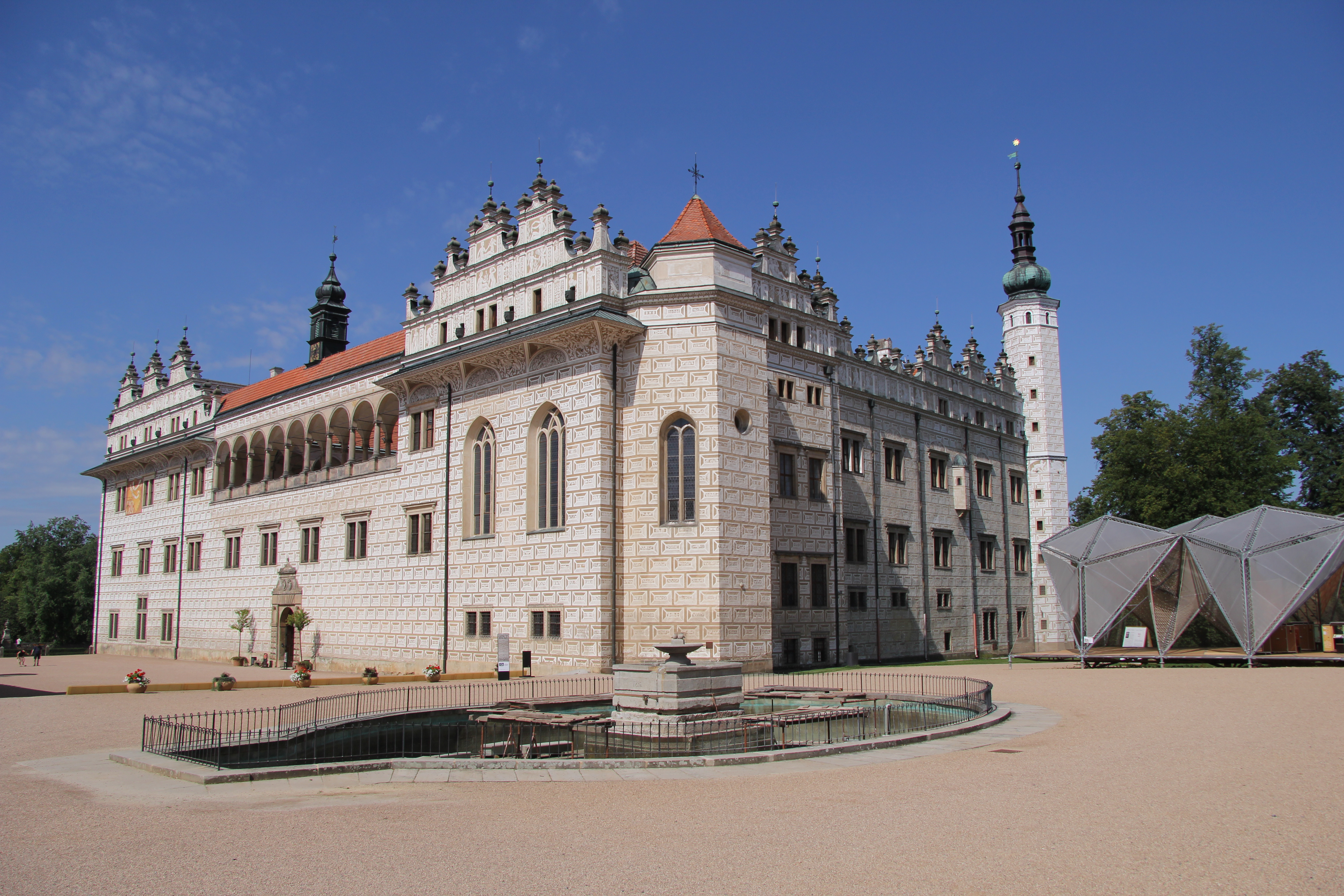
Renaissanceschloss Litomyšl

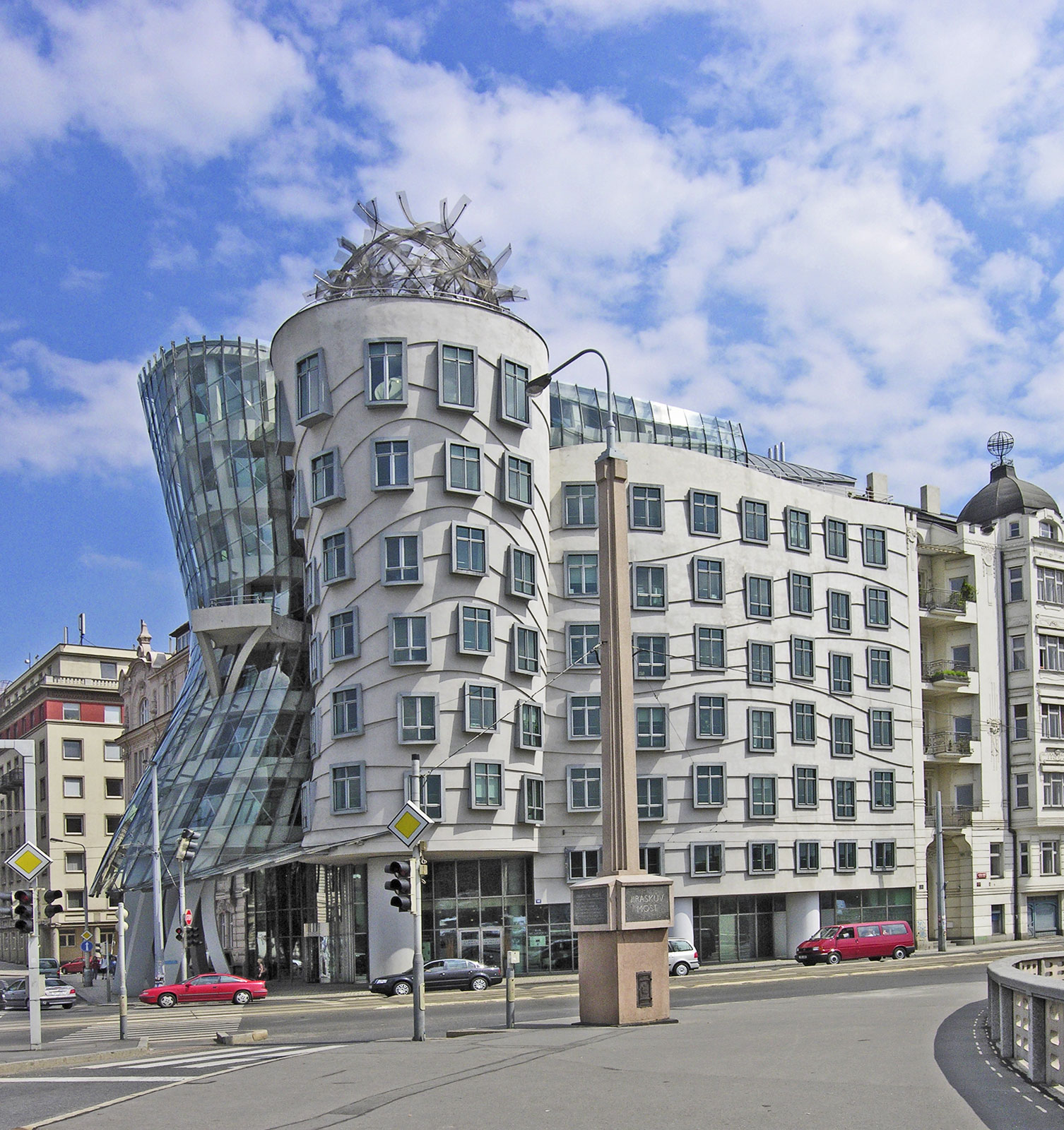
Das Tanzende Haus in Prag

Prag wird „Die Stadt der 100 Türme“ und „Goldene Stadt“ genannt. Hier sind architektonisch bedeutsame Bauten aus den verschiedenen Epochen der europäischen Kulturgeschichte vereint. Doch auch außerhalb der Hauptstadt finden sich herausragende Bauten und Kulturdenkmäler. 16 Stätten in Tschechien sind als UNESCO-Welterbe ausgewiesen, darunter die historischen Altstädte von Český Krumlov, Kutná Hora und Telč.
Imposante Kathedralen der mittelalterlichen Gotik sind der Prager Veitsdom und der Dom der heiligen Barbara in Kutná Hora. Älter als die berühmte Karlsbrücke ist die Steinbrücke in Písek. Zahlreiche Burgen und Klöster aus dem Mittelalter prägen die Landschaft, beispielsweise die Burgen Karlštejn und Pernštejn, das Kloster Porta Coeli und das Kloster Vyšší Brod. Schlösser der böhmischen Renaissance sind Litomyšl, Jindřichův Hradec und Kratochvíle. Die Stadtplätze von Slavonice oder Prachatice sind von diesem Stil geprägt. Eine tschechische Eigenart ist die sogenannte Barockgotik von Johann Blasius Santini-Aichl, deren Höhepunkt die Wallfahrtskirche Zelená Hora darstellt. Barock und Rokoko hinterließen im ganzen Land ihre Spuren. Beispiele sind das Schloss Kroměříž, die Dreifaltigkeitssäule in Olmütz, Schloss Troja oder das Rokokoschloss Nové Hrady. Eine volkstümliche Spielart ist das südböhmische Bauernbarock, von dem das Dorf Holašovice Zeugnis gibt. Klassizistische Parkanlagen sind die Kulturlandschaft Lednice-Valtice oder Franzensbad. Dem Historismus ist die Generation des Nationaltheaters zuzuordnen.
Die moderne Architektur beginnt mit dem Prager Jugendstil, dessen prächtigstes Bauwerk das Prager Gemeindehaus ist. Josef Gočár und andere entwickelten die Stilart kubistische Architektur. Diese spezifische Richtung entwickelte sich zu einer Art Nationalarchitektur und brachte die Sonderform des Rondokubismus hervor. Sie wurde in den 1920er Jahren jedoch von der funktionalistischen Architektur abgelöst. Brünn, wo Bohuslav Fuchs wirkte und die Villa Tugendhat steht war das Zentrum des Funktionalismus. Mit der Architektur der kommunistischen Zeit werden oft Plattenbauten assoziiert, sie ist umstritten. Architektonische Leistungen dieser Zeit sind der Fernsehturm Žižkov und der Fernsehturm Ještěd. Das bekannteste Bauwerk der Zeit nach 1989 ist das Tanzende Haus.

### Bildende Kunst

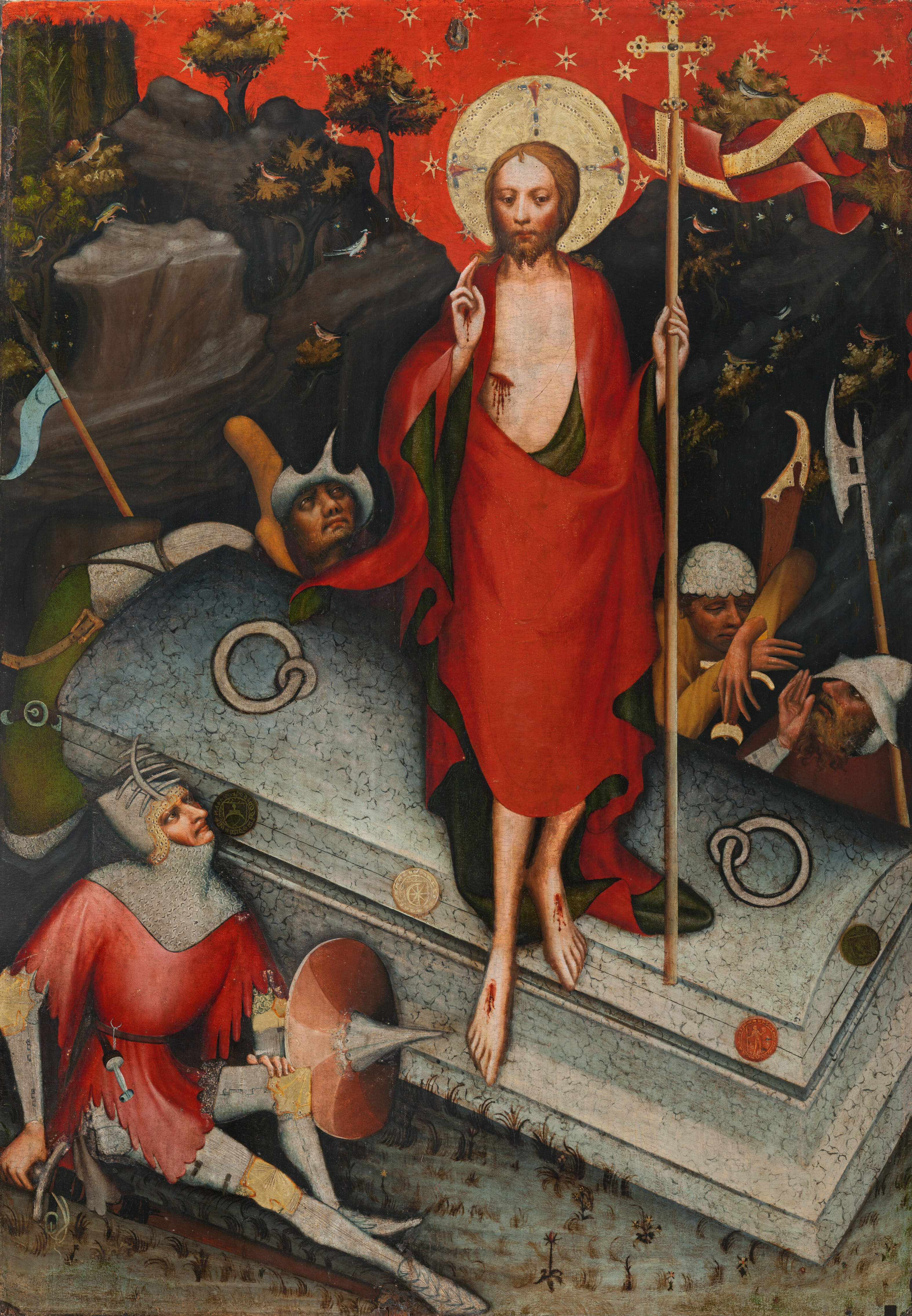
Auferstehung Christi, Meister von Wittingau um 1380, Nationalgalerie Prag

Das älteste erhaltene romanische Fresko befindet sich in der Znaimer Katharinenrotunde. Der reich illustrierte Vyšehrader Kodex ist ein Meisterwerk der Buchmalerei aus dem 11. Jahrhundert. Unter Karl IV. erlebte die gotische Malerei eine Blüte, die für Europa stilbildenden Maler des 14. Jahrhunderts werden deshalb als böhmische Malerschule bezeichnet. Neben dem Hofmaler Theoderich gehörten dazu etwa der Meister von Hohenfurth und der Meister des Leitmeritzer Altars. Peter Parler wirkte zu dieser Zeit als Bildhauer und Dombaumeister. Herausragende Maler der Barockzeit sind die Karel Škréta, Jan Kupecký und Peter Johann Brandl. Die Kupferstiche des Václav Hollar zeichnet eine in seiner Zeit einzigartige realistische Genauigkeit aus. Bedeutende barocke Bildhauer sind Matthias Bernhard Braun und Ferdinand Maximilian Brokoff.
Josef Navrátil und Josef Mánes sind Vertreter der Romantik. Großen Erfolg als Historienmaler hatte Václav Brožík. Mit der national ausgerichteten repräsentativen Kunst der sogenannten Generation des Nationaltheaters stehen unter anderen die Maler Mikoláš Aleš und Vojtěch Hynais sowie die Bildhauer Josef Václav Myslbek in Zusammenhang.

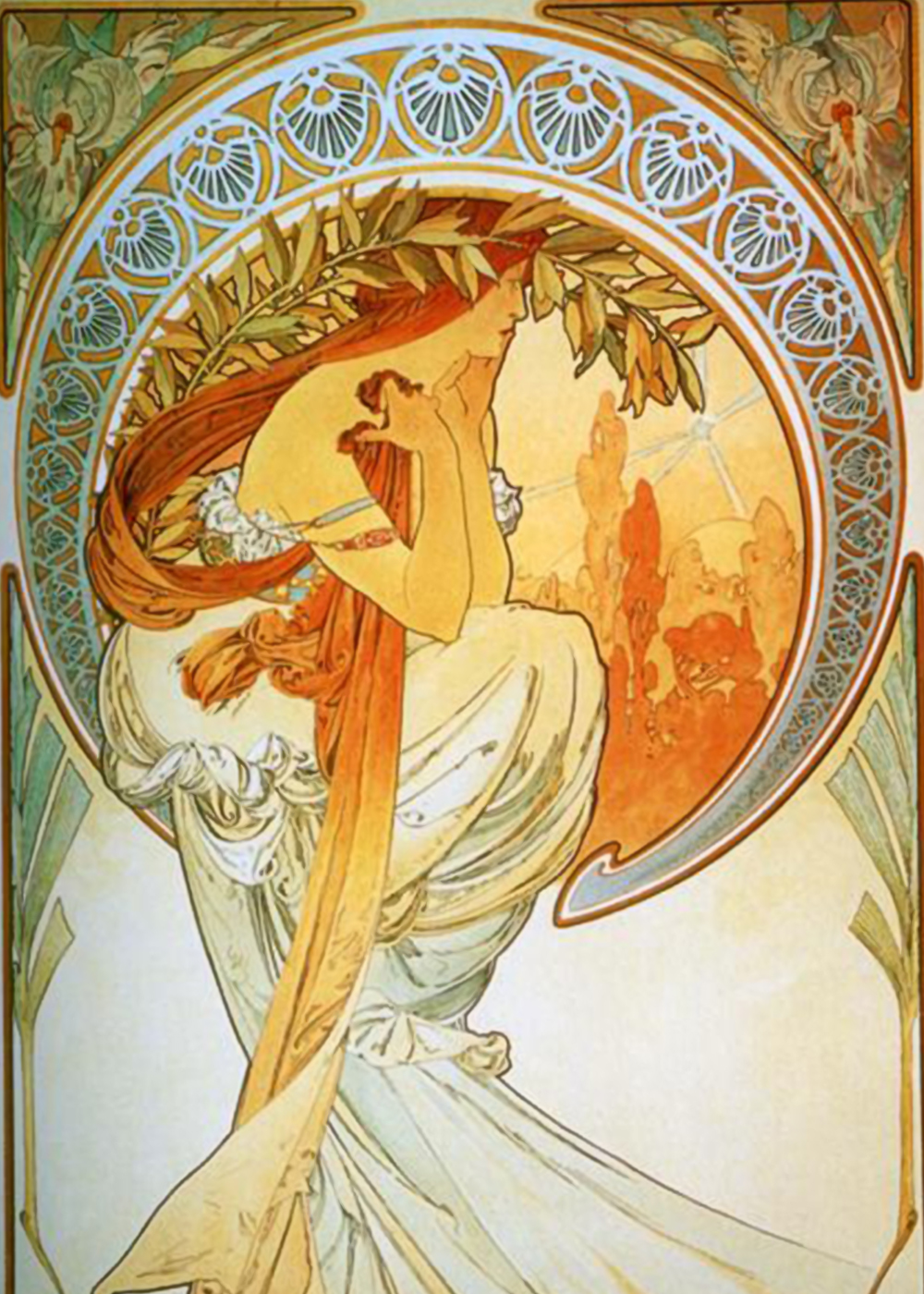
Allegorie Poesie von Alfons Mucha

Die tschechische moderne Malerei leiten Max Švabinský und Antonín Slavíček ein. Der bekannteste Bildhauer dieser Zeit ist Ladislav Šaloun. der Kunstverein Mánes entwickelte sich zum Organ der modernen bildenden Kunst. Alfons Mucha ist ein weltbekannter Vertreter des Jugendstils, der hauptsächlich für seine charakteristische Plakatkunst, aber auch für das Monumentalwerk Das Slawische Epos mit Szenen aus der slawischen Geschichte berühmt ist. Weniger bekannte Jugendstilmaler sind Viktor Oliva und Karel Vítězslav Mašek.
Ein Pionier der abstrakten Kunst weltweit war František Kupka, der bereits 1911 abstrakte Gemälde ausstellte. In der Folge war die kubistische Malerei stark vertreten (Emil Filla, Bohumil Kubišta, Josef Čapek). Otto Gutfreund schuf kubistische Plastiken. In den 1930er Jahren begründeten Jindřich Štyrský und Toyen den tschechischen Surrealismus, der mit Jan Švankmajer bis in die Gegenwart wirkt. Herausragend sind mehrere tschechischen Illustratoren, allen voran Josef Lada und Zdeněk Burian, welcher das prähistorische Leben wiederauferstehen ließ. Später wirkten Adolf Born und Květa Pacovská in diesem Bereich. Zeitgenössische bildende Künstler sind etwa Anna Chromy, František Skála, Jaroslav Róna oder David Černý die unter anderem Kunst im öffentlichen Raum schaffen.

### Literatur

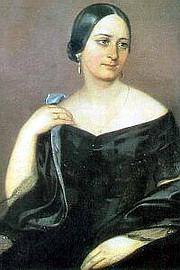
Božena Němcová, die Begründerin der neueren tschechischen Prosa

### Musik

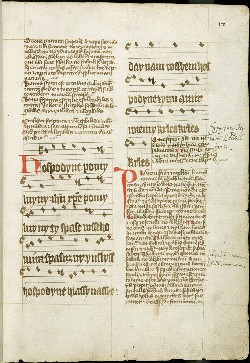
Abschrift von Hospodine pomiluj ny aus dem 14. Jahrhundert

Das älteste musikalische Dokument auf tschechischem Gebiet ist das geistliche Lied Hospodine, pomiluj ny (Herr, erbarme dich), das in die Wende vom 10. zum 11. Jahrhundert datiert. Der alttschechische St.-Wenzels-Choral (Svatý Václave) aus dem 12. Jahrhundert ruft den heiligen Wenzel als Fürsprecher an und fungierte bis ins 19. Jahrhundert als Nationalhymne. In den Klöstern existierte eine reiche Tradition der Kirchenmusik, an die die Hussitenlieder im 15. Jahrhundert anschließen. Das Kampflied Ktož jsú boží bojovníci ist das berühmteste unter ihnen. Aus der Barockzeit sind erstmals Namen von Komponisten bekannt, darunter Adam Michna, Heinrich Biber, Jan Dismas Zelenka, Georg Anton Benda, František Xaver Brixi, Josef Mysliveček, Johann Baptist Vanhal, Jan Ladislav Dusík, Leopold Koželuh und Antonín Rejcha.

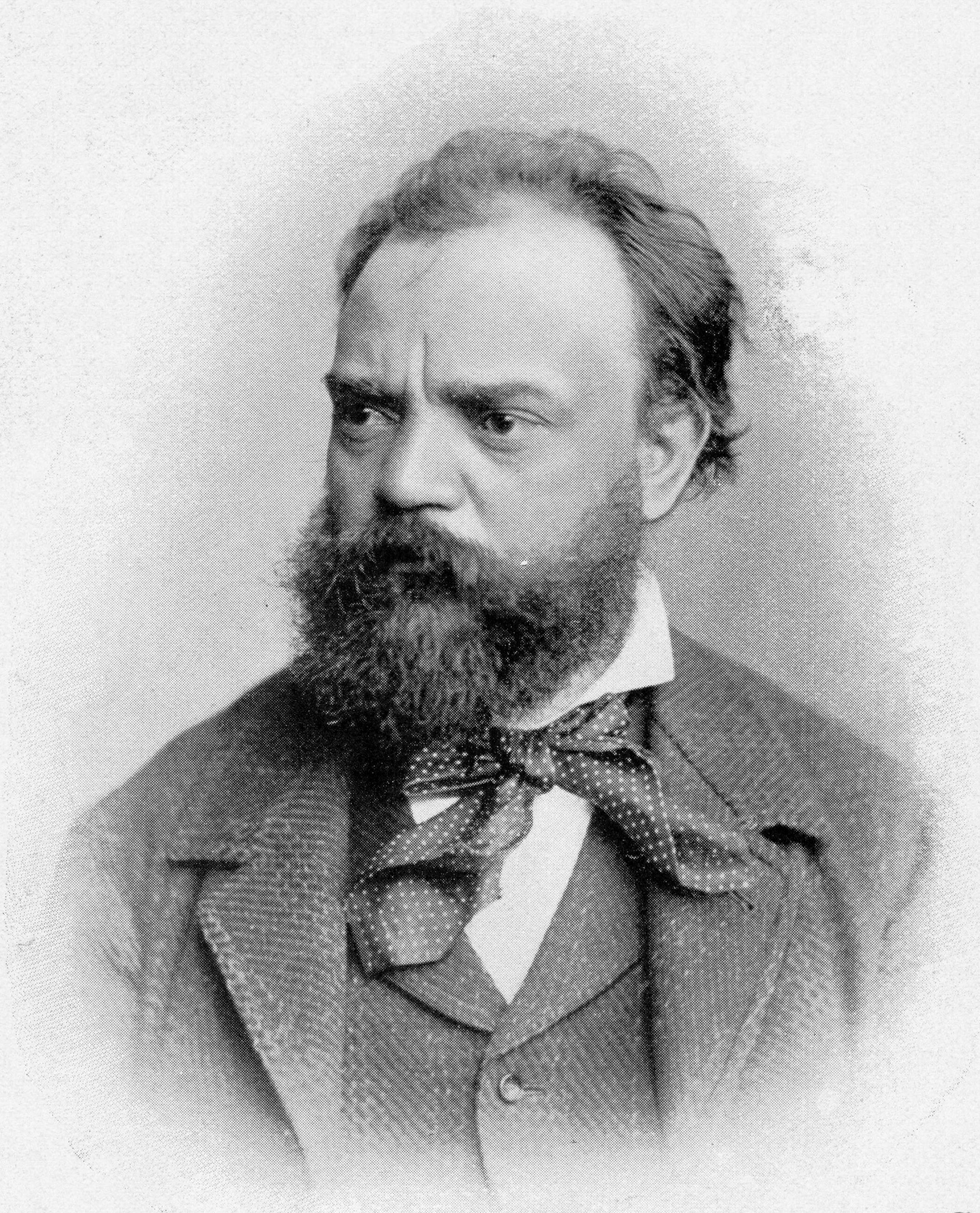
Antonín Dvořák

Zwei weltbekannte tschechische Komponisten lebten im 19. Jahrhundert: Zu Bedřich Smetanas bekannten romantischen Werken gehören etwa Die Moldau oder die Oper Die verkaufte Braut. Antonín Dvořáks vielseitiges Schaffen umfasst neun Sinfonien, darunter die Sinfonie Aus der Neuen Welt, Opern, Oratorien, Kammer- und Klaviermusik. Ein weiterer berühmter Komponist ist Leoš Janáček, dessen Opern (Das schlaue Füchslein) von der mährischen Volksmusik inspiriert sind. Sprichwörtlich bekannt ist die böhmische Blasmusik, deren herausragendste Komponisten František Kmoch und Julius Fučík sind.

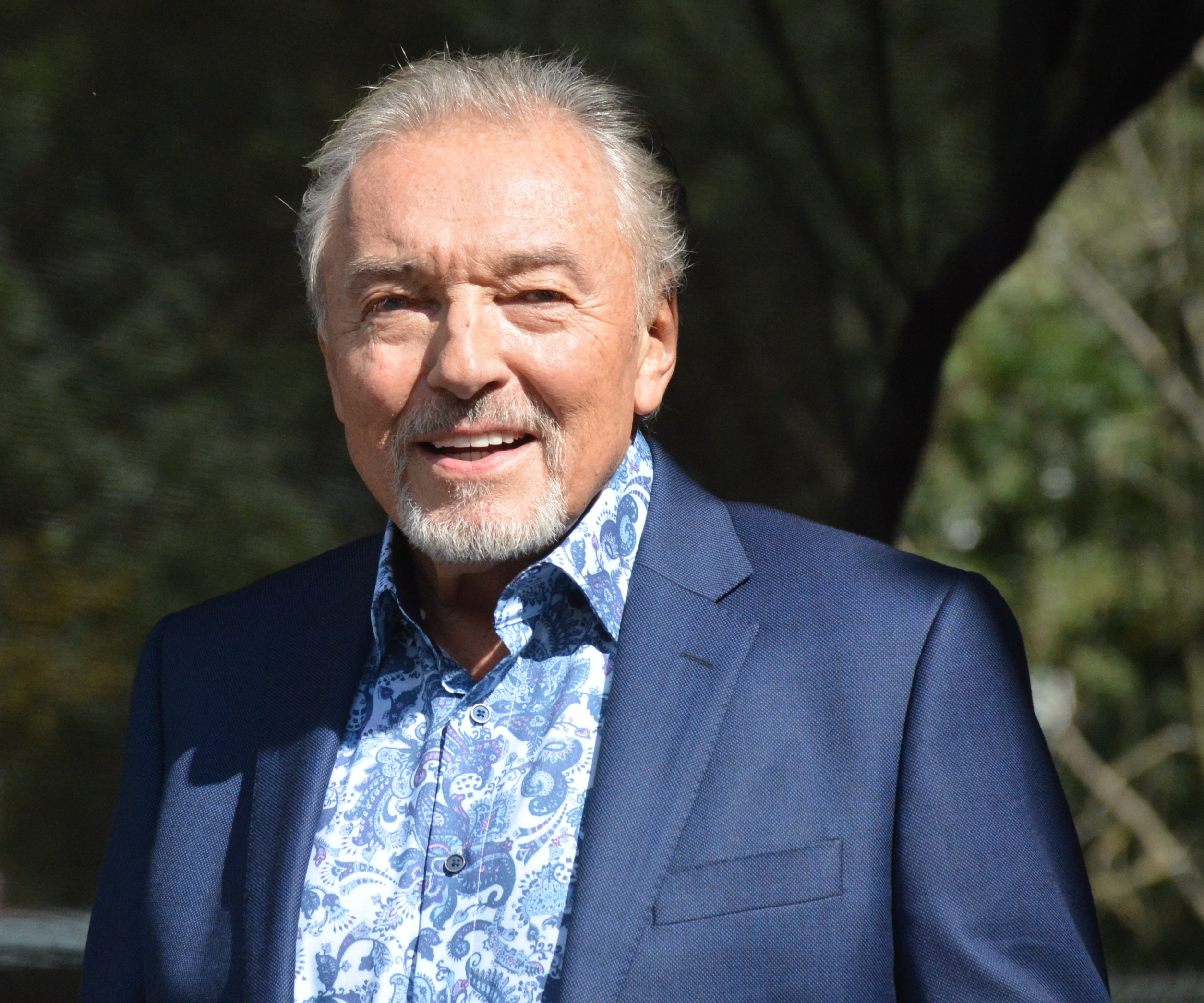
Karel Gott

Vertreter der modernen Musik sind Alois Hába, ein Pionier der mikrotonalen Musik, der Jazzkomponist Jaroslav Ježek oder Pavel Haas. Zu den bekannten tschechischen Liedermachern gehören Karel Hašler, Jiří Šlitr und Karel Kryl. In den 1960er und 1970er Jahren entwickelte sich in Prag eine Underground-Kultur mit Bands wie The Plastic People of the Universe, DG 307 und Psí vojáci. Zeitgenössische Musiker verschiedener Genres sind zum Beispiel der auch im deutschsprachigen Raum berühmte Schlagerstar Karel Gott, Iva Bittová, Lucie Bílá oder Jaromír Nohavica.
Von internationaler Bedeutung ist das jährliche klassische Musikfestival Prager Frühling. Weltbekannt sind tschechische Hersteller und Marken von Musikinstrumenten wie Amati Kraslice, V. F. Červený & synové (Blechblasinstrumente), Jolana (E-Gitarren und -Bässe), Petrof (Klaviere) und Rieger-Kloss (Orgeln). Die westböhmischen Orte Kraslice und Luby sind Teil des Musikwinkels, bis 1945 eines der weltweit größten Zentren des Musikinstrumentenbaus. Nach der Vertreibung siedelten sich zahlreiche deutsche Musikinstrumentenbauer in Westdeutschland an.

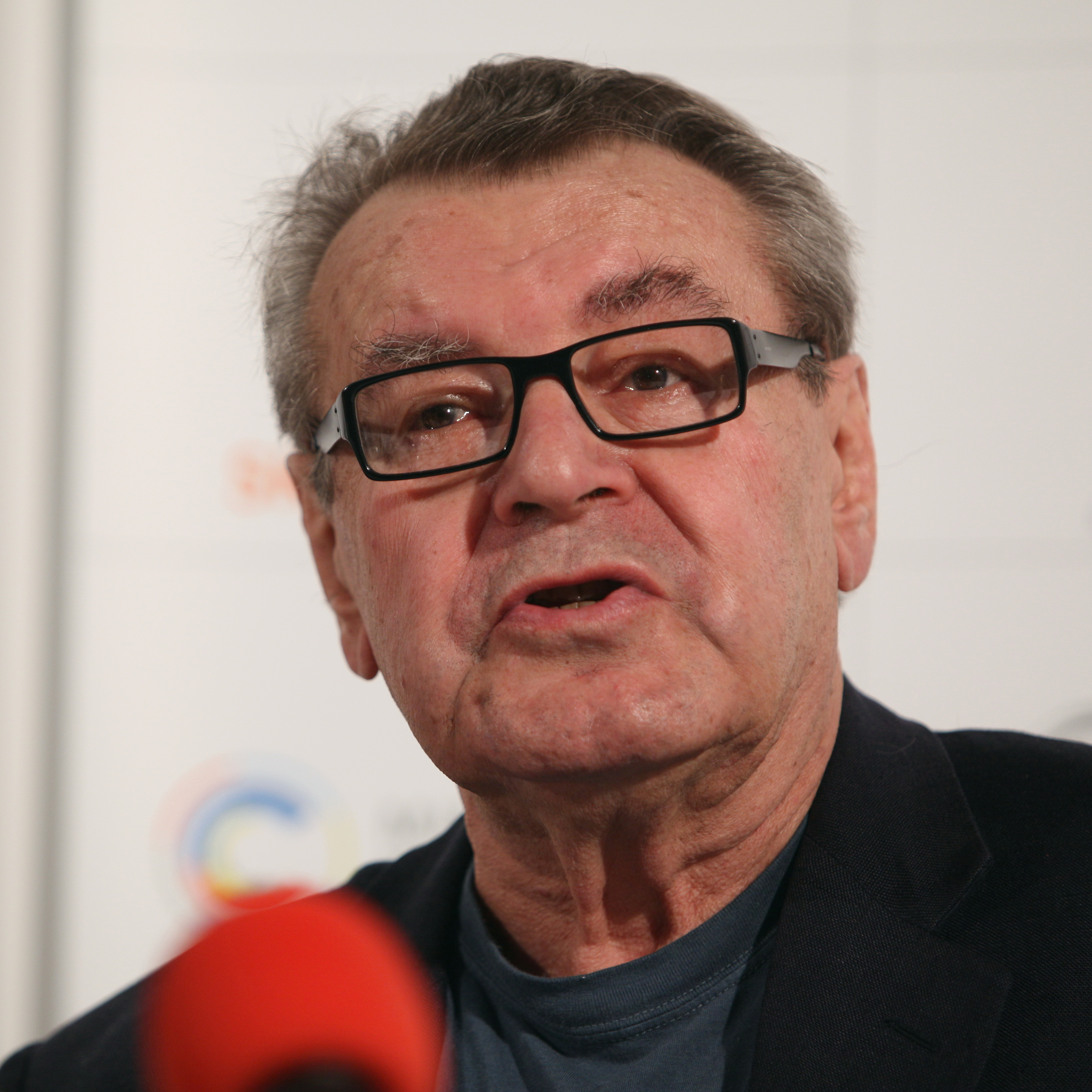
Oscar-prämierter Regisseur Miloš Forman

### Film
Der Filmsektor ist in Tschechien stark entwickelt. Die Filmstudios Barrandov gehören zu den größten und renommiertesten in Europa. Alljährlich findet das Internationale Filmfestival Karlovy Vary statt. Regisseure wie Miloš Forman (Einer flog über das Kuckucksnest), Jan Svěrák (Kolya) und Jiří Menzel (Liebe nach Fahrplan) erhielten für ihre Produktionen Oscars.

### Küche

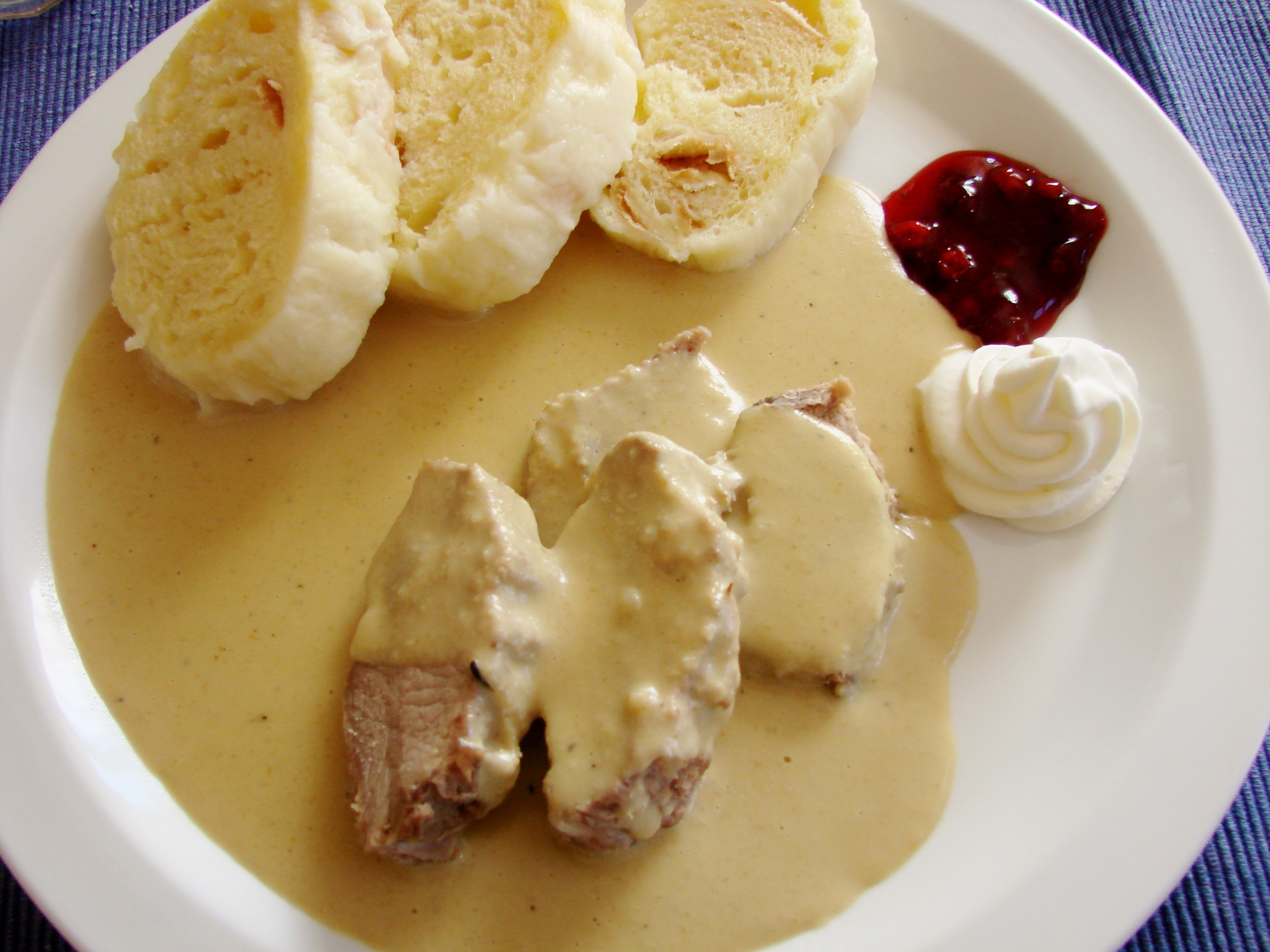
Svíčková mit Sahne, Preiselbeeren und Böhmischem Knödel

Die Küche in Böhmen und Mähren gilt als deftig und reichhaltig. Es dominieren Fleischspeisen, wie Schweinsbraten (vepřo-knedlo-zelo) oder Lendenbraten (svíčková). Typische Beilagen sind Knödel in vielen Variationen, Weiß- und Rotkraut sowie Pilze. Zu den fleischlosen Gerichten zählen Kartoffelpuffer (bramboráky) und gebackener Käse (smažený sýr). Einen wichtigen Stellenwert haben die böhmischen Mehlspeisen, die auch in die österreichische Küche Eingang gefunden haben. Dazu gehören Palatschinken, Buchteln, Kolatschen, Powidltascherl, Zwetschkenknödel, Dalken und andere.
Bier gilt als Nationalgetränk. Tatsächlich ist der Bierkonsum in Tschechien weltweit am höchsten, das Bierbrauen hat eine jahrhundertealte Tradition. Weltweit bekannte Marken sind Pilsner Urquell und Budweiser. Besonders in Mähren wird auch Weinbau betrieben. Bekannte Spirituosen sind Sliwowitz und Becherovka.

### Feiertage und Brauchtum

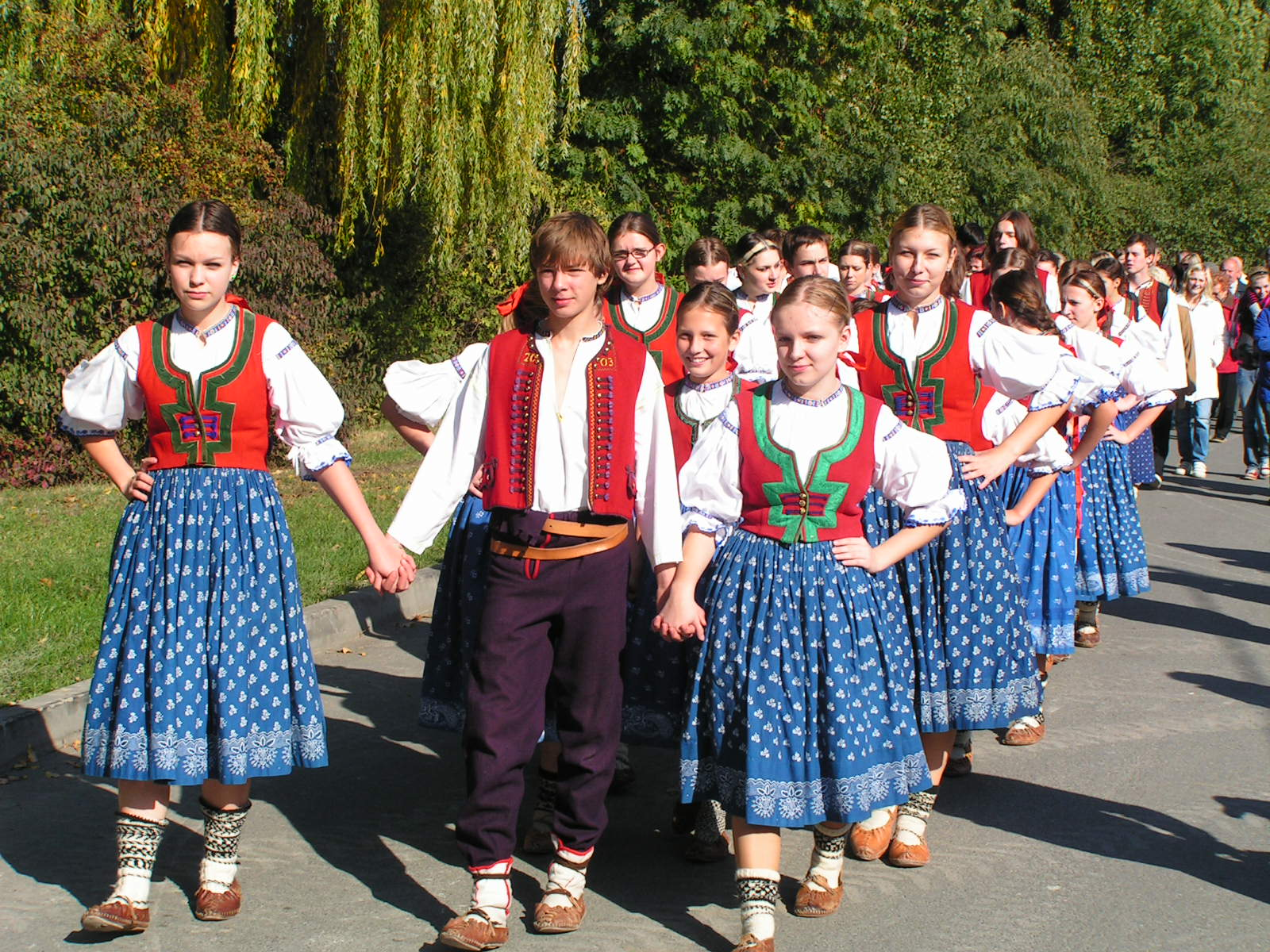
Trachtenumzug in Mähren

In Tschechien sind mehrere historische Gedenktage zu staatlichen Feiertagen erklärt worden. Dazu zählen der Tag der tschechischen Staatlichkeit am Todestag des Heiligen Wenzel am 28. September, der Tag der Entstehung des tschechoslowakischen Staates am 28. Oktober und der Tag des Kampfes für Freiheit und Demokratie am 17. November. Bis auf den Karfreitag, den Ostermontag und die Weihnachtsfeiertage (24., 25. und 26. Dezember) sind die christlichen Feiertage in Tschechien nicht arbeitsfrei.
Zum immateriellen Kulturerbe zählen der Ritt der Könige, der Rekrutentanz Verbuňk in der Mährischen Slowakei, die Faschingsprozessionen in der Hlinecko-Region, das Puppentheater und der Blaudruck.

## Sport
Schätzungsweise 15 Prozent der tschechischen Bevölkerung sind in Sportvereinen organisiert.

### Wintersport

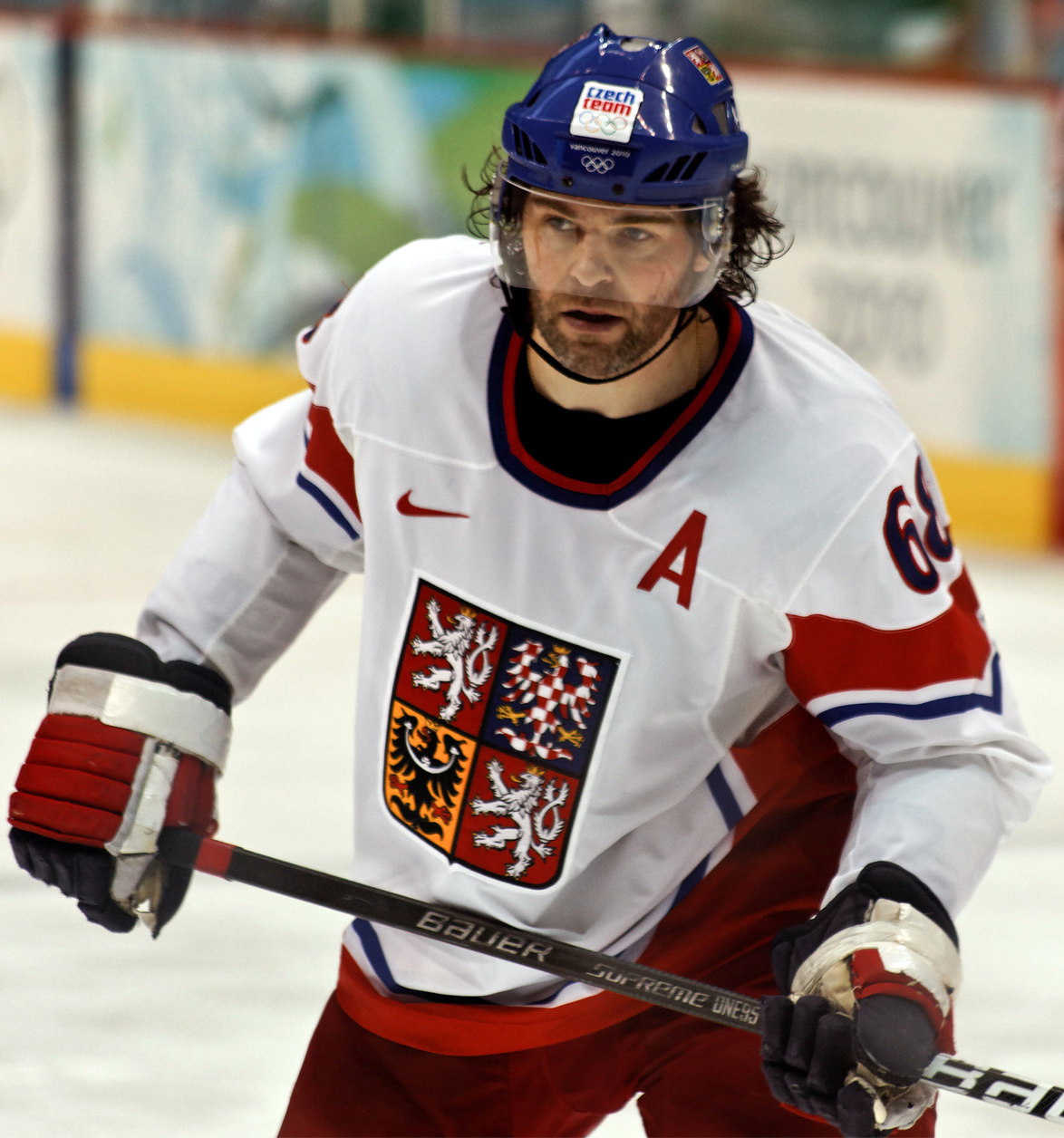
Jaromír Jágr bei den Olympischen Winterspielen 2010

Der wichtigste Sport (auch als Nationalsport bezeichnet) ist Eishockey. In diesem Sport erzielt die Tschechische Republik regelmäßig internationale Erfolge (Weltmeisterschaften, Olympische Spiele).
Bedeutende Regionen des Wintersports sind das Riesengebirge im Norden, der Böhmerwald im Westen, sowie der Keilberg (Klínovec) im tschechischen Teil des Erzgebirges.
Harrachov und Liberec sind internationale Zentren nordischer Sportarten. Hier finden regelmäßig FIS-Weltcup-Springen statt, in Liberec die Nordische Ski-WM (2009). Nové Město na Moravě hat ebenfalls eine Bedeutung im internationalen Wintersport. Hier fand im Februar 2015 der Biathlon-Weltcup statt.

### Fußball

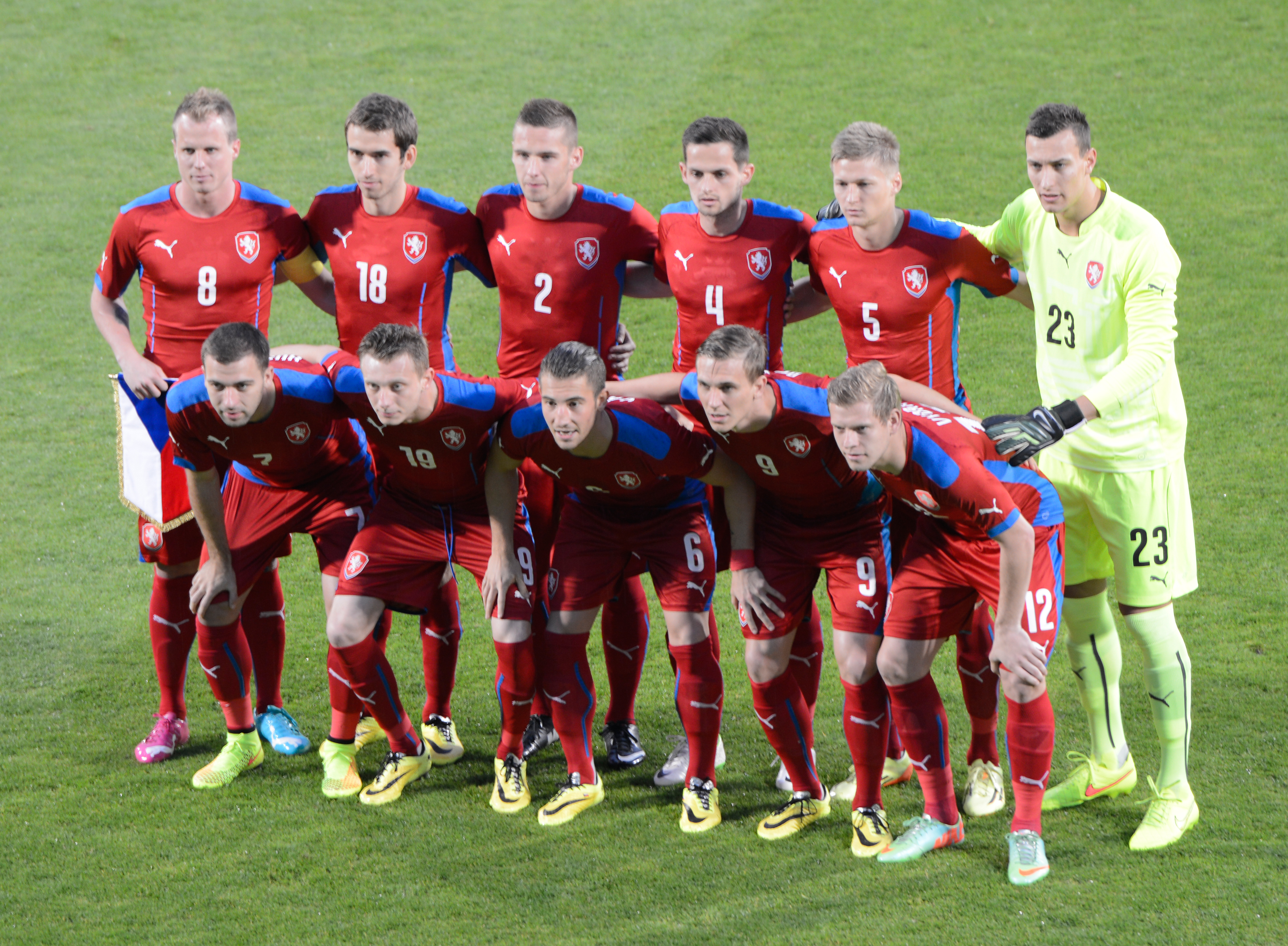
Tschechische Fußballnationalmannschaft 2014

Die erste Liga umfasst 16 Mannschaften. Das schlechteste Team steigt am Ende der Saison ab, 2 weitere Teams spielen in der Relegation gegen den Abstieg. Die landesweite FNL (Fotbalová národní liga, „Fußballnationalliga“) ist die zweithöchste Liga, aus der der Meister aufsteigt. Die dritthöchste Spielklasse ist zweigeteilt. Den westlichen Teil (Böhmen) deckt die ČFL (Česká fotbalová liga, „Böhmische Fußballliga“, 18 Teams) ab, den östlichen Teil des Landes (Mähren und Schlesien) die MSFL (Moravskoslezská fotbalová liga, „Mährisch-Schlesische Fußballliga“, 16 Teams). Der jeweilige Meister der beiden dritten Ligen steigt in die zweite Liga auf. Der Abstieg aus der zweiten Liga bestimmt auch den Abstieg aus den Ligen darunter mit, denn es können zum Beispiel zwei Mannschaften aus der FNL absteigen, die beide in den Bereich der ČFL oder eben der MSFL fallen, womit dort eine Mannschaft zu viel wäre. Es muss also noch eine zusätzliche Mannschaft absteigen.
Der Unterbau des dritten Levels ist fünfgeteilt. Unterhalb der ČFL gibt es drei Gruppen (A, B, C) der Divize, unterhalb der MSFL zwei (D und E). Von diesen Ligen steigt jeweils der Meister in die ĆFL beziehungsweise MSFL auf, die jeweils letzten zwei in einen der regionalen „Krajský přebor“ ab, je nach Zugehörigkeit. Insgesamt gibt es nach einer Reform 2002/03 nun 13 Gruppen solcher fünften Ligen (zuvor lediglich 10), 9 als Unterbau der ČFL beziehungsweise der Divize A, B, C und 5 als Unterbau der MSFL beziehungsweise der Divize D und E.

### Motorsport
Bei Šternberk findet jährlich ein Lauf zur Europa-Bergmeisterschaft statt (Ecce Homo). Josef Kopecký (1994), Otakar Krámský (1995, 1997, 1998), Robert Šenkýř (2003, 2004), Miroslav Jakeš (2008) und Václav Janík (2009) wurden Meister dieser Serie. 2008 und 2009 belegten tschechische Fahrer Platz eins bis drei der EBM. Weitere Bergrennstrecken sind bei Ústí nad Orlicí (Ústecká 21), Lanškroun und Malá Bystřice.
Mit dem „Automotodrom Brno“ steht bei Brünn eine internationalen Ansprüchen genügende Rundstrecke zur Verfügung, die von der DTM genutzt wurde, und im Rahmen der WTCC angefahren wird. Des Weiteren findet hier im Rahmen der FIM-Motorrad-Weltmeisterschaft ein Rennen der MotoGP statt. In Most besteht eine Rennstrecke (Autodrom Most). Die wird international vor allem für die Truck Race Serie sowie zum Teil auch für Tourenwagen genützt. Im Marketa Stadion von Prag findet seit mehreren Jahren im Rahmen der Speedway-Einzel-Weltmeisterschaft der Grand Prix von Tschechien statt. In Pardubice findet seit etlichen Jahrzehnten das traditionelle Internationale Speedwayrennen um den Goldhelm von Pardubice („Zlatá přilba Pardubice“) statt.
In Marienbad fand auf der 1000 Meter langen Sandbahn in den Jahren 1976, 1979, 1983, 1989, 1991 und 1994 das Finale zur Langbahn-Weltmeisterschaft statt. Seit 1997 der Langbahn-WM Grand Prix eingeführt worden ist, gab es auch schon einige Male den Langbahn-WM Grand Prix der Tschechischen Republik in Mariánské Lázně.

### Weitere Sportarten

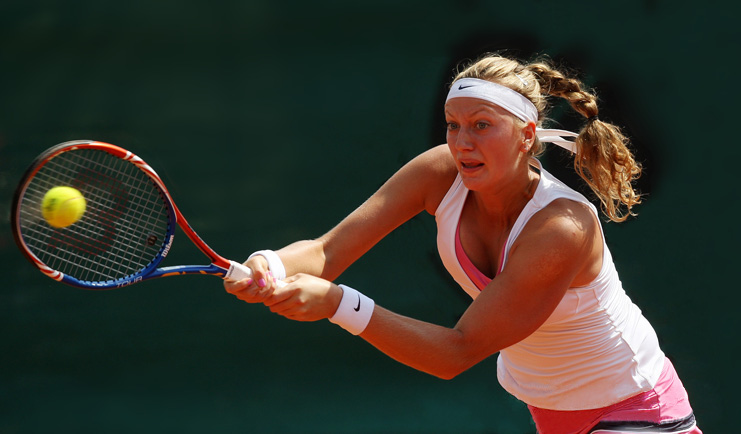
Petra Kvitová

Von internationaler Bedeutung ist das alljährlich stattfindende Pferderennen von Pardubice. Dieser Wettbewerb findet unter dem Namen Velká Pardubická seit 1874 statt und ist wegen seiner besonderen Härte berüchtigt.
An der Weltspitze spielt das tschechische Frauentennis mit Karolína Plíšková, Petra Kvitová und Barbora Krejčíková.

### Special Olympics
Special Olympics Tschechien wurde 1990 gegründet und nahm mehrmals an Special Olympics Weltspielen teil.